# Park im. Henryka Jordana w Krakowie

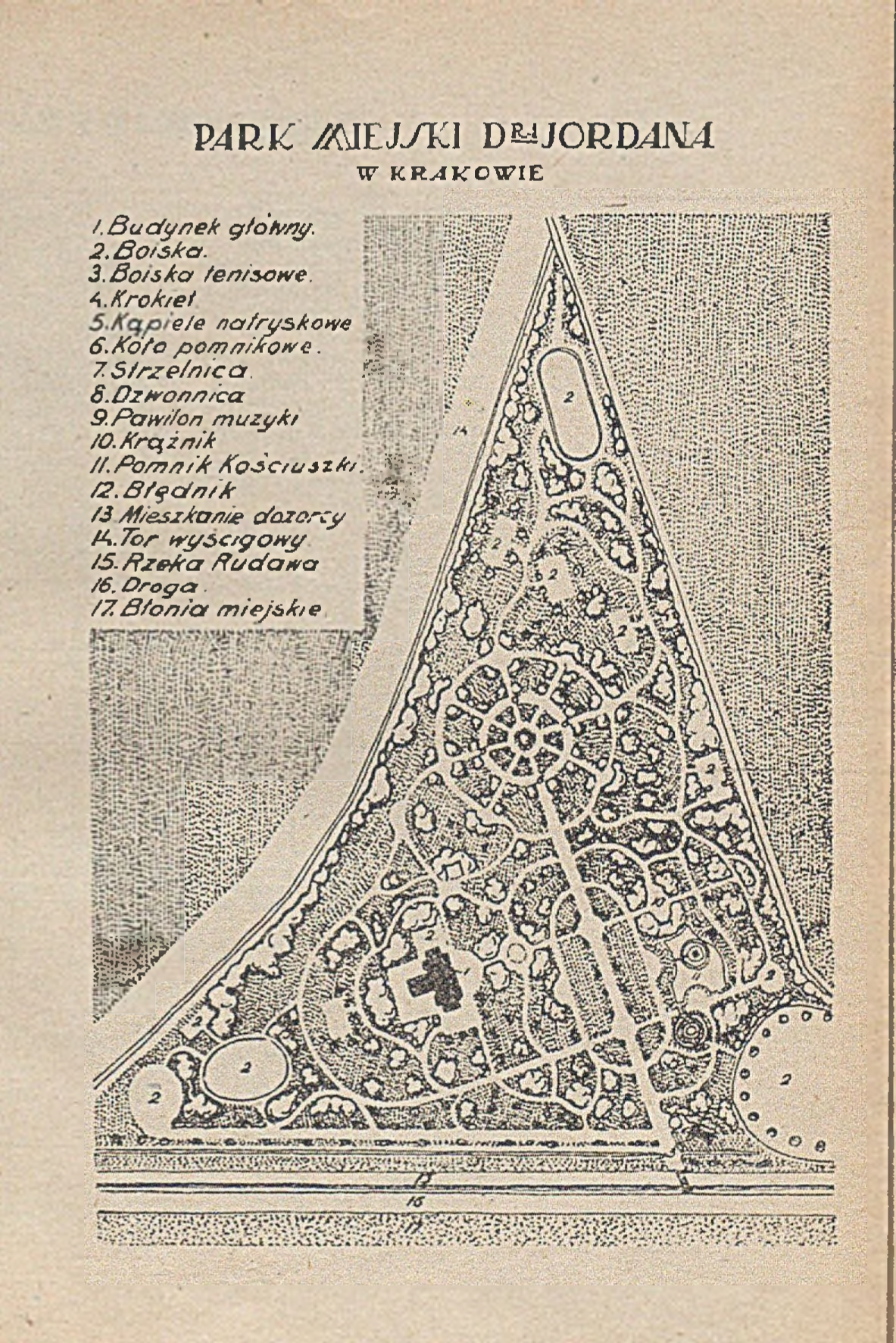
Parka dra Jordana w roku 1922, mapka

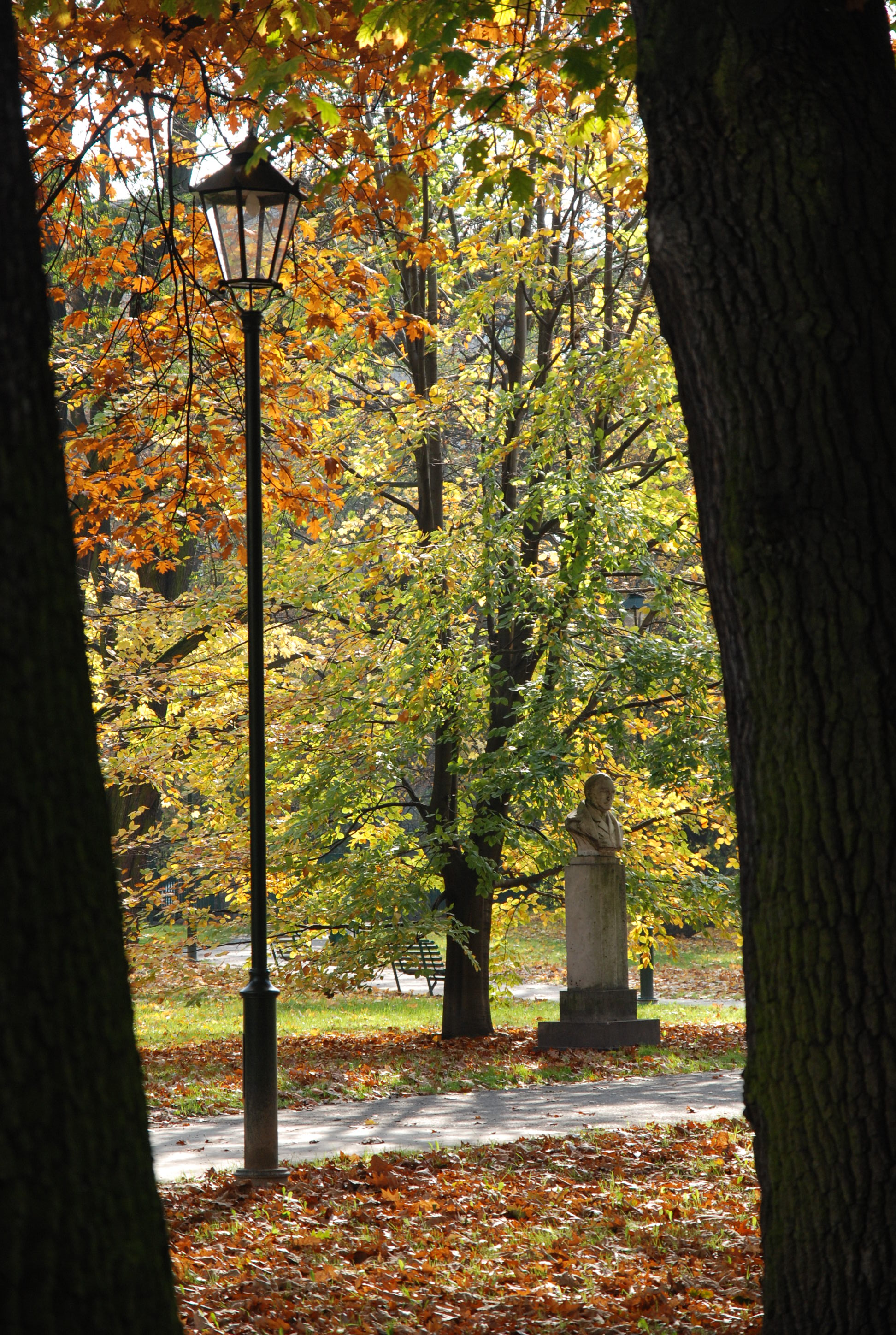
Park Jordana jesienią

Park Jordana – zabytkowy park w Krakowie, w dzielnicy V Krowodrza położony pomiędzy al. 3 Maja (i Błoniami), ul. H. Reymana (i Stadionem Miejskim) oraz ul. W. Reymonta (i Miasteczkiem Studenckim AGH).

## Historia
W 1889 roku z inicjatywy dr. Henryka Jordana stworzono park na terenie błoń czarnowiejskich w miejscu byłej wystawy rolniczo-przemysłowej zorganizowanej dwa lata wcześniej. Zagospodarowanie parku zlecono w połowie 1888 r. kierownikowi ogrodów miejskich – Bolesławowi Maleckiemu. Po uregulowaniu Rudawy posadzeniu drzew i krzewów oraz ustawieniu drewnianych pawilonów otwarto nowy krakowski park wraz z boiskami, przyrządami gimnastycznymi i placami do zabaw sportowych.
Na teren parku pierwotnie wchodzono przez mostek na Ciepłej Wodzie. Znajdowała się tam drewniana brama z napisem: „Miejski Park Dr. Jordana”. Dalej stała mleczarnia Eweliny Dobrzyńskiej, gdzie odwiedzającym serwowano mleko, a za mleczarnią na podmurówce wznosił się długi pawilon gimnastyczny z obszerną halą i werandą. Ćwiczenia sportowe odbywano tam jedynie latem, natomiast zimą ćwiczono w cieplejszej sali przy klasztorze Franciszkanów. Wyróżniający się gimnastycy otrzymywali od Henryka Jordana książeczki oszczędnościowe z wkładem 5 guldenów. Naprzeciw pawilonu gimnastycznego, w altanowej rotundzie, koncertowała orkiestra. W małym drewnianym domku pomieszczono magazyn sprzętu sportowego i ogrodniczego. Na prawo od wejścia urządzono dla dzieci „labirynt” zwany „ślimakiem”, składający się z poplątanych ścieżek. Dalej stał zbudowany z grubych bierwion domek dozorcy – ogrodnika, który o zmroku przed zamknięciem bramy obchodził park z ręcznym dzwonem, nawołując spacerowiczów do wyjścia.
Chcąc wyrazić swoją wdzięczność za bezinteresowną pracę, rada miejska nadała kompleksowi imię profesora Jordana.
Do roku 1914 w parku Jordana udało się umieścić 46 popiersi sławnych polskich poetów, uczonych, pisarzy i samego twórcy parku (wykonaną przez Jana Szczepkowskiego).
Początkowo popiersia ustawiano wokół centralnego, zadrzewionego, kolistego placu w środku parku. Nieco dalej, w południowo-wschodniej części zieleńca, usytuowany był tylko pomnik Tadeusza Kościuszki, który stał na lewo od wejścia, na dnie osuszonego stawu. Popiersia kute były w marmurze tyrolskim z Lass, odpornym na krakowskie warunki atmosferyczne. Gotowe biusty umieszczano na wysokich czworobocznych cokołach. Pomniki zaczęto ustawiać na przełomie lat 80. i 90. XIX w., ale niektóre z nich wykonano już wcześniej. W roku 1900 było ich 31. Autorami popiersi byli m.in. rzeźbiarze: Alfred Daun (zachowane pomniki jego dłuta to popiersia: Jana Długosza, Stefana Czarnieckiego, Fryderyka Chopina, ks. Piotra Skargi, Jana Zamoyskiego i Tadeusza Kościuszki), Michał Stefan Korpal, który wykonywał biusty wybitnych Polaków w l. 1897–1907 (jego autorstwa były pomniki: Zygmunta Krasińskiego, Artura Grottgera, Józefa L. Hauke-Bosaka, ks. Augustyna Kordeckiego, Jana Matejki, Tadeusza Rejtana, ks. Stanisława Staszica), Aleksander Korpal, syn Michała Stefana, który pomagał ojcu w pracy i inni, mniej znani artyści.
Wykonane przez Szczepkowskiego duże popiersie Henryka Jordana zostało ustawione w parku w roku 1914. Pomnik umieszczono przy głównej alei, pośrodku klombu, na centralnym miejscu kolistego placu, w otoczeniu wcześniej powstałych popiersi sławnych Polaków. Monument składa się z masywnego cokołu o podstawie w formie półkoliście wygiętych ku przodowi stopni, na którym stoi czworoboczny postument z popiersiem. Całość obwiedziona jest szerokim, płaskim kamiennym krawężnikiem. Na frontowej ścianie postumentu widnieje napis: „Henrykowi Jordanowi wdzięczni rodacy” oraz daty urodzin i śmierci Doktora. Natomiast na tylnej ścianie postumentu umieszczono następujące słowa: „Żeś o siły i zdrowie młodzieży serdecznie się troszczył, nie szczędząc mienia i trudu, błogosławić Ci będą przyszłe pokolenia narodu”. Poniżej widnieje data MCMXIV i łacińska sentencja: Fortes Creantur Fortibus et Bonis (Z dzielnych rodzą się dzielni i zacni).
Niegdyś w parku mieściły się również korty tenisowe, pływalnia i ślizgawka. Planem zajęć prowadzonych w parku, dobieraniem przewodników i grup oraz pogadankami na temat polskiej historii zajmował się sam Henryk Jordan. Podobne ogrody, na wzór krakowskiego, zaczęto tworzyć także w innych miastach: Sanoku (z inicjatywy dr. Władysława Czyżewicza), Jarosławiu, Lwowie, Nowym Sączu, Tarnopolu, Warszawie. Nazywano je ogrodami jordanowskimi.

## Park obecnie
Obecnie park zajmuje powierzchnię około 21,5 ha i mieści się w kwartale ul. W. Reymonta, ul. H. Reymana i al. 3 Maja. Na terenie parku znajdują się: boiska do siatkówki, piłki nożnej i koszykówki, skate park, place zabaw, mały staw, górka do jazdy na sankach w zimie, muszla koncertowa, wodny plac zabaw, obiekty gastronomiczne oraz miasteczko rowerowe – ruchu drogowego dla dzieci i młodzieży.
W obszarze parku działa Towarzystwo Parku im. dr. Henryka Jordana, którego prezesem jest Kazimierz Cholewa.
Wstęp do parku jest bezpłatny. Godziny otwarcia:
- sezon wiosenno-letni (1 kwietnia – 31 października): 6.00 – 22.00,
- sezon jesienno-zimowy (1 listopada – 31 marca): 6.00 – 20.00.

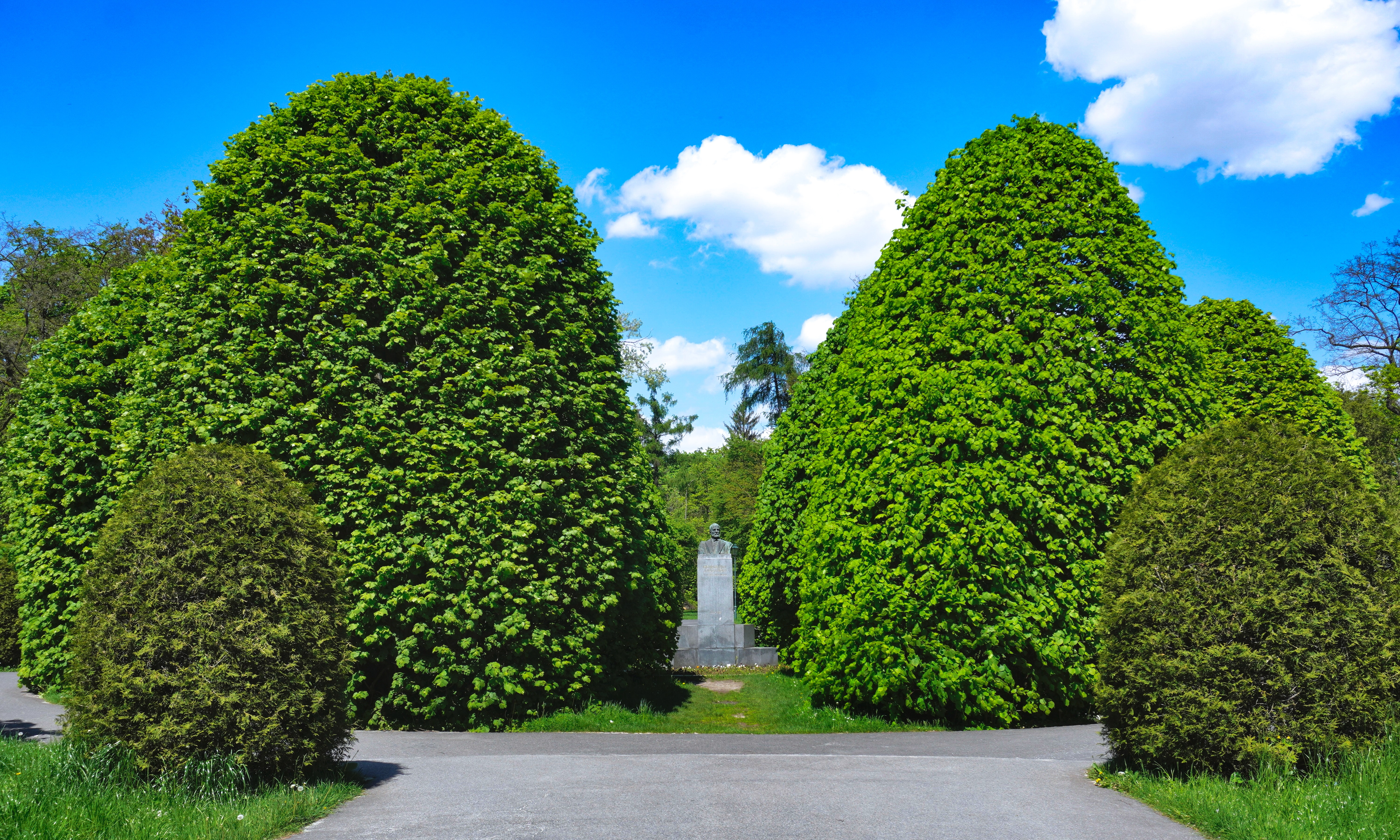
Część centralna – skwer z popiersiem dra Henryka Jordana
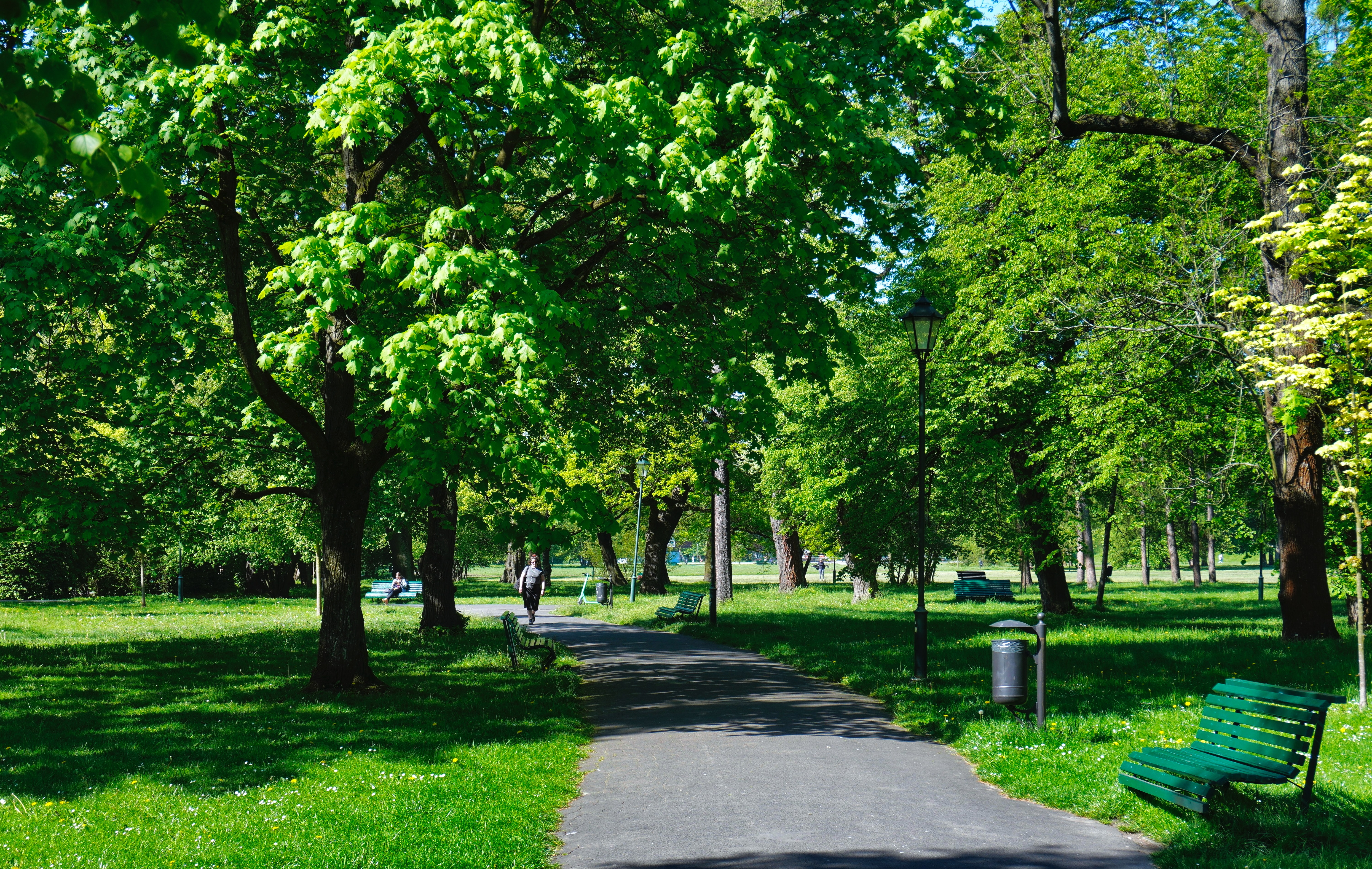
Ogólny widok, alejka w parku
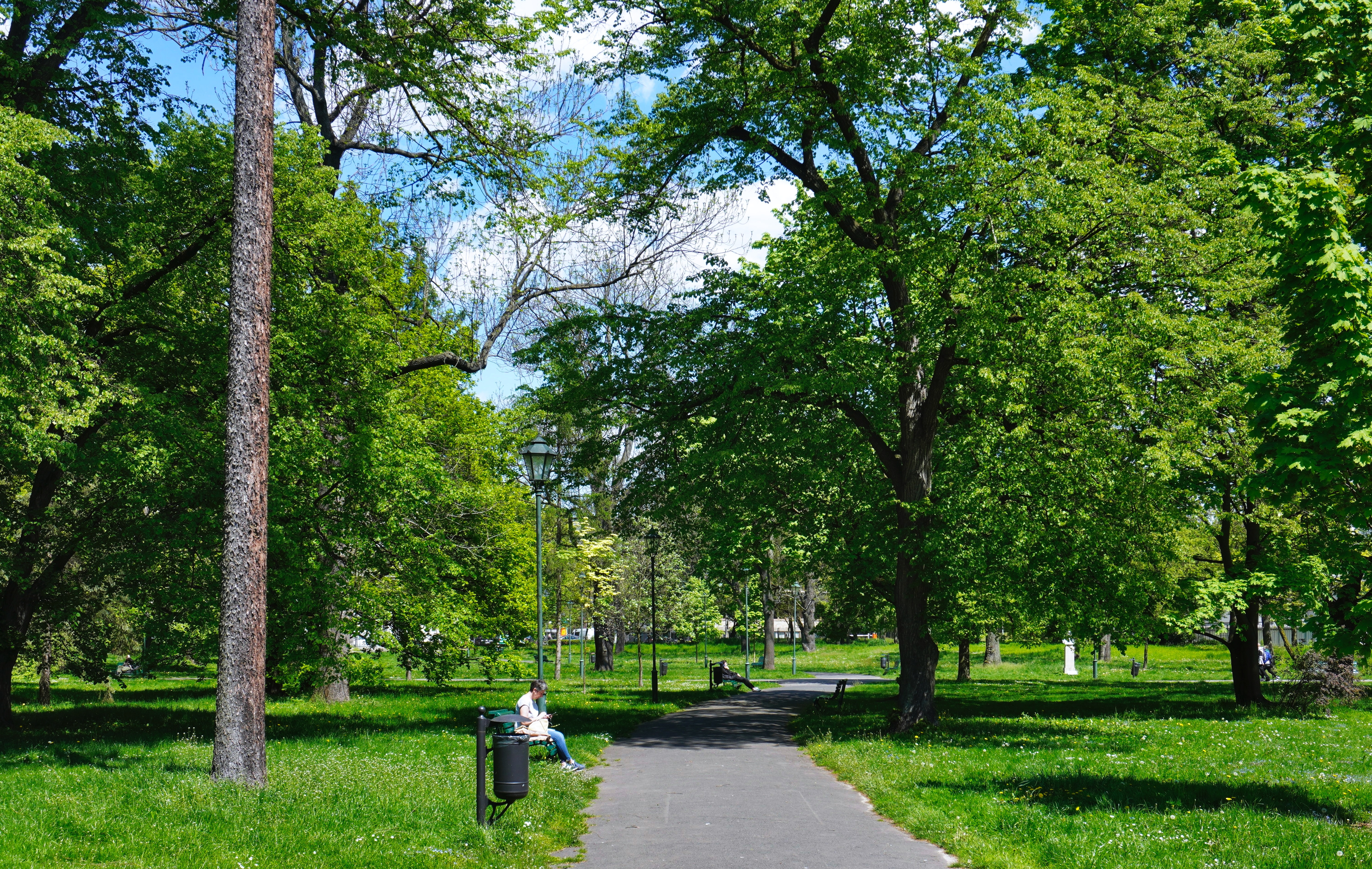
Ogólny widok, alejka w parku
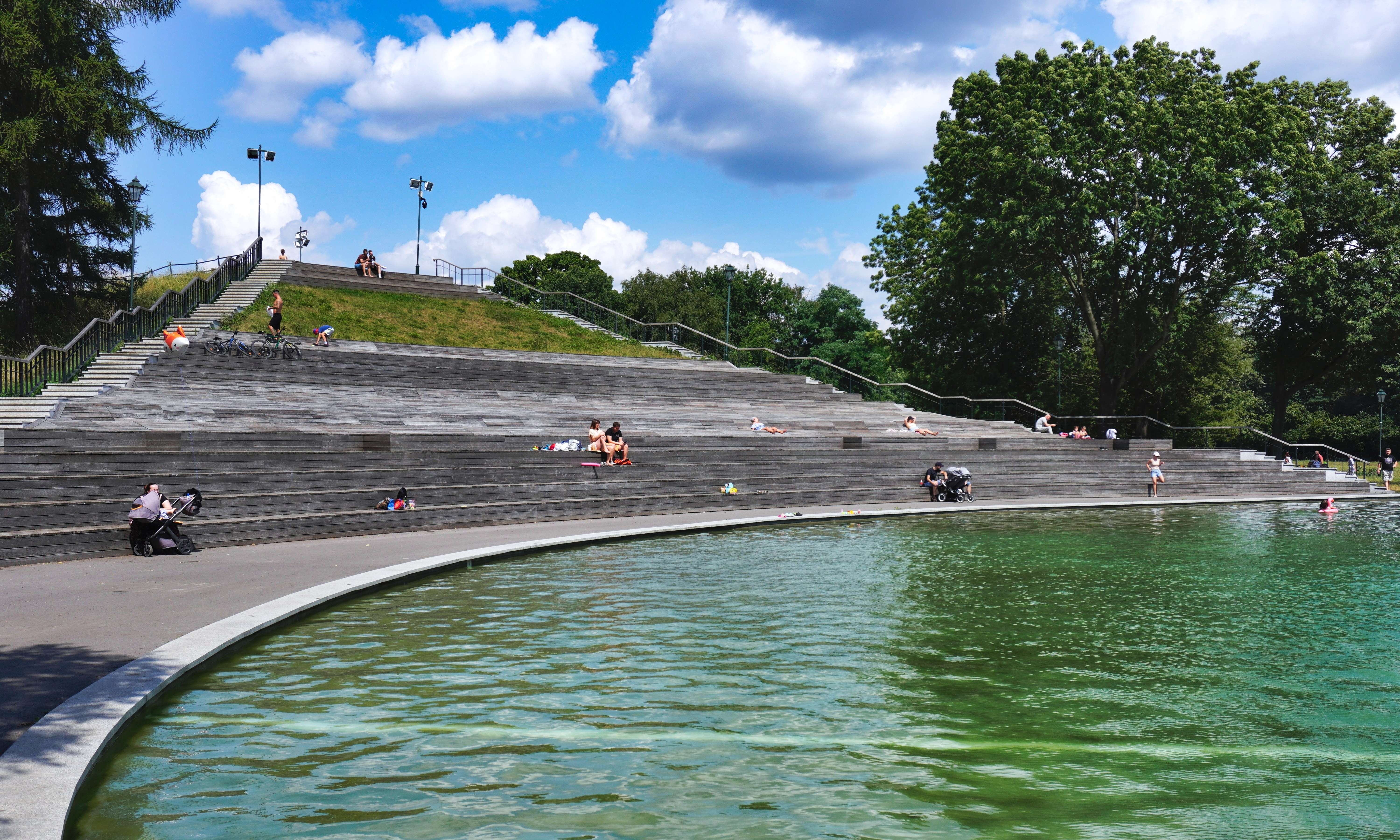
Staw i amfiteatr
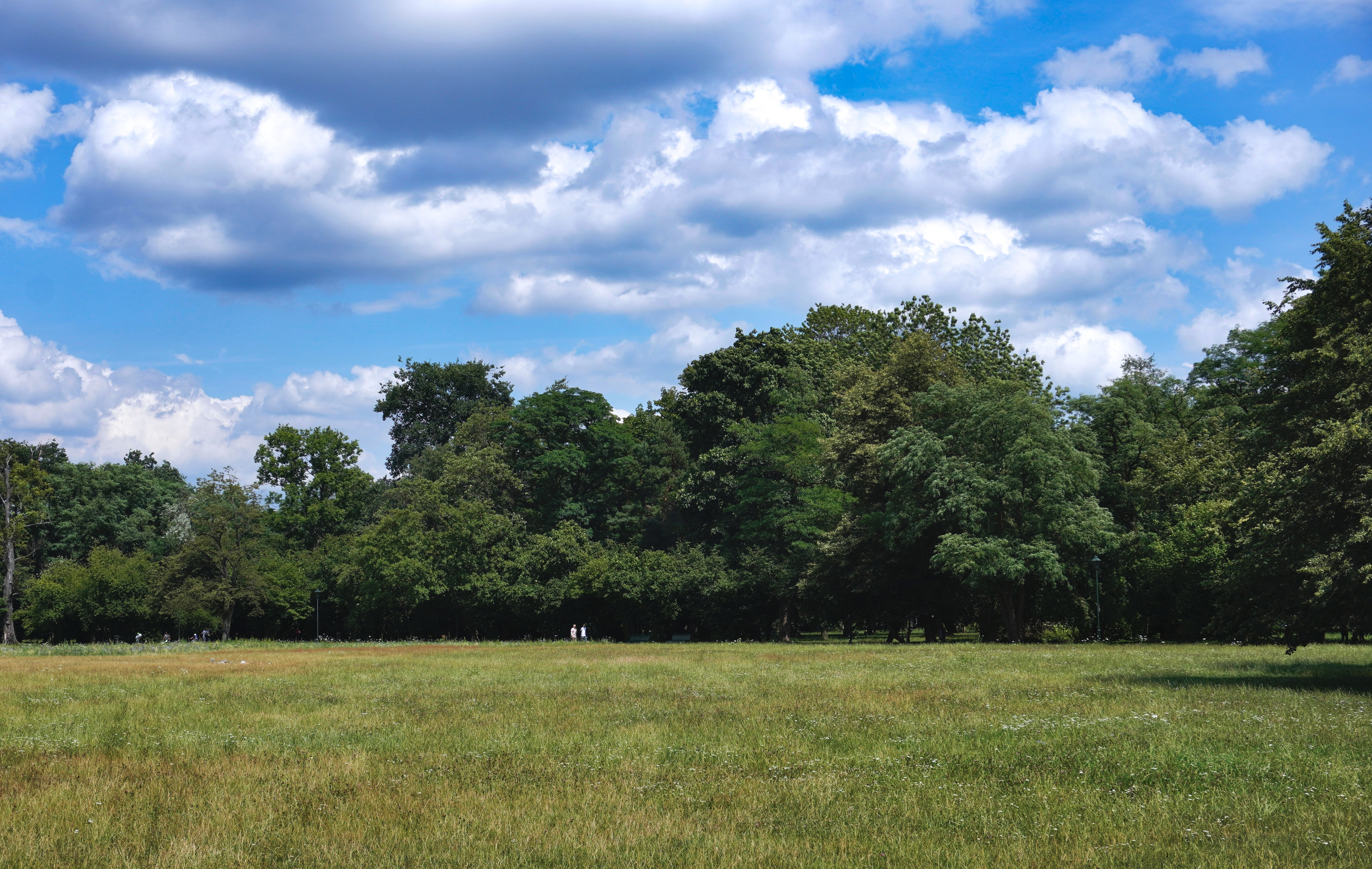
Polana w zachodniej części parku
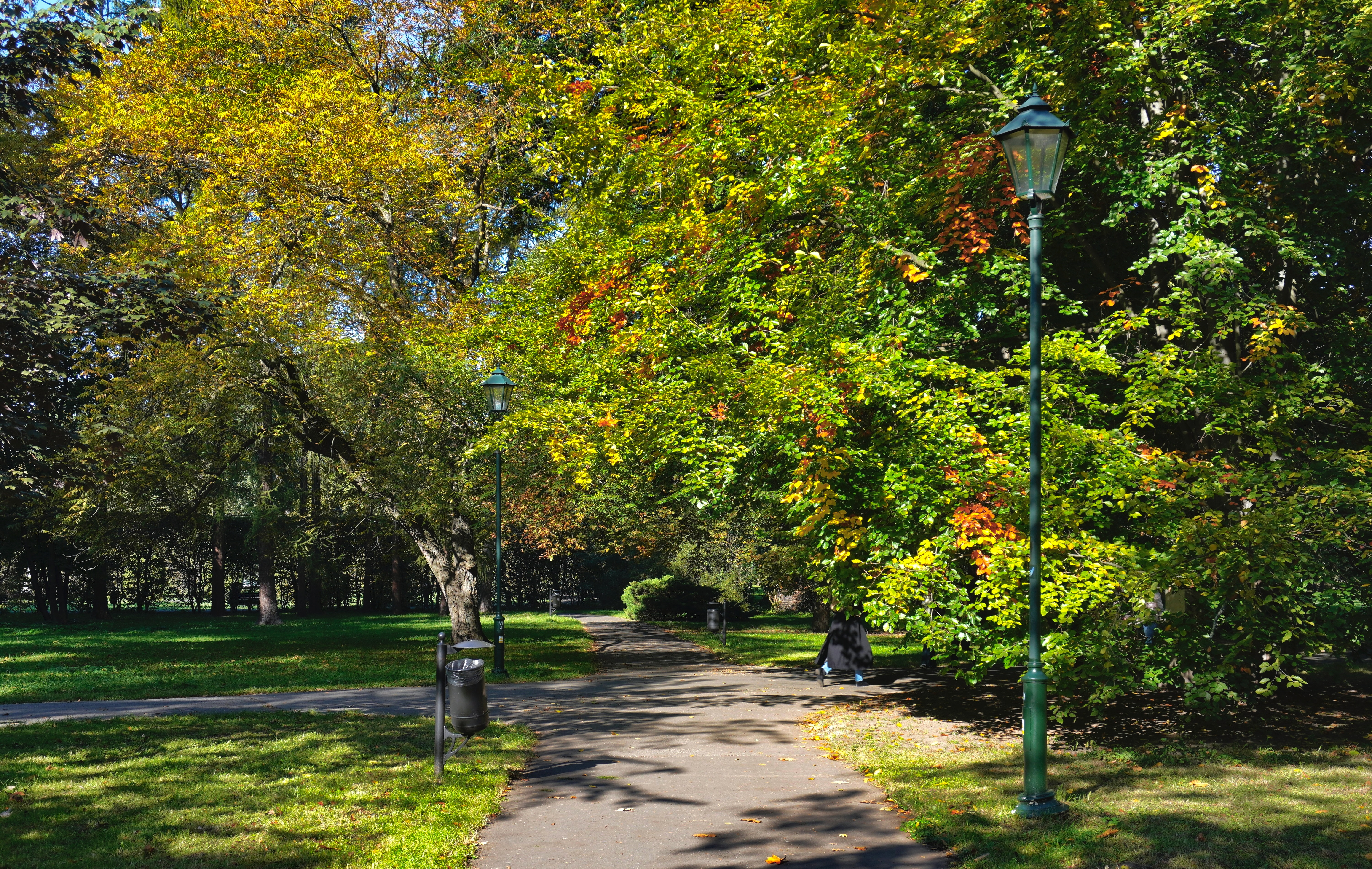
Jesień w parku

## Popiersia

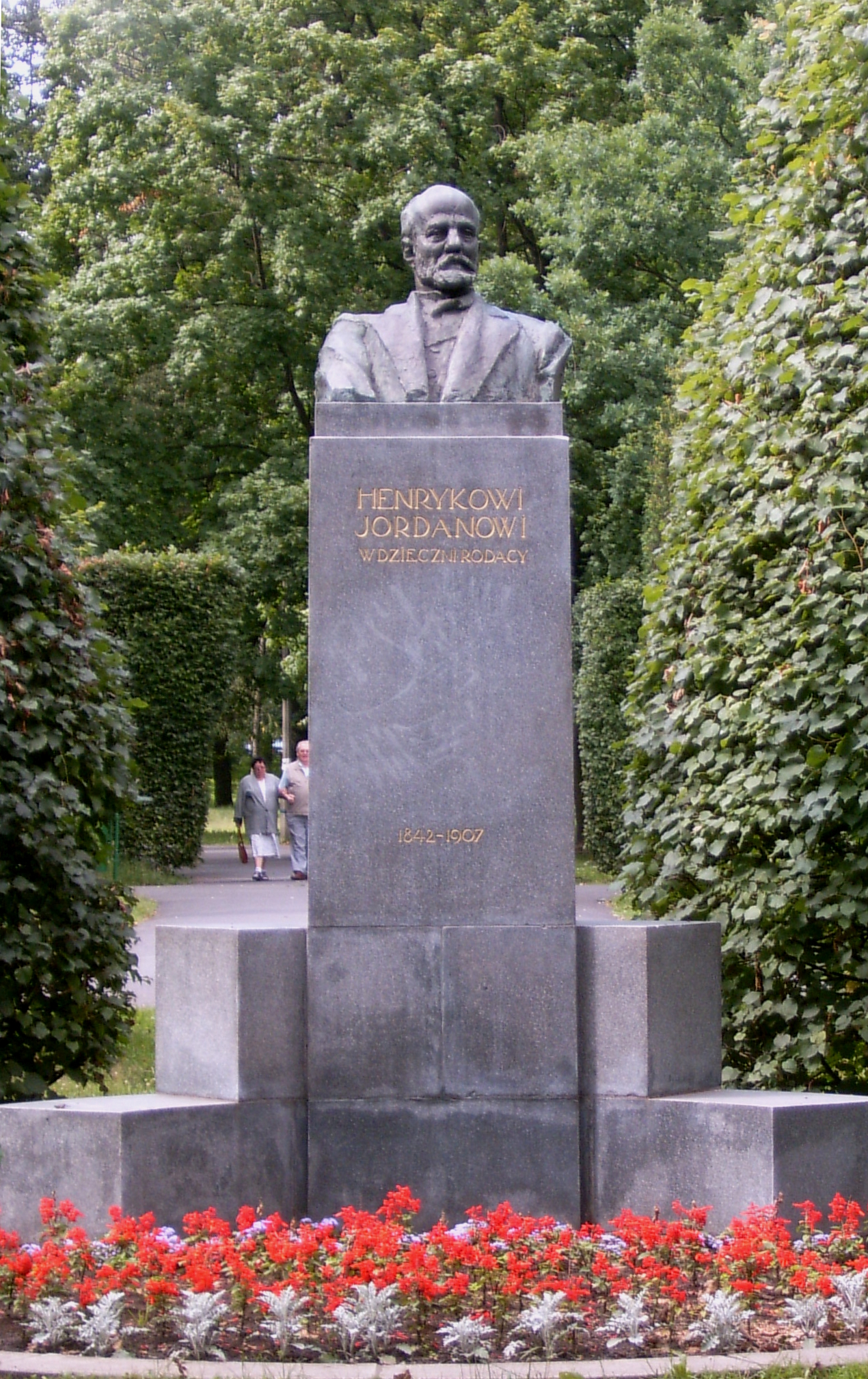
Popiersie Henryka Jordana

W trakcie I wojny światowej z okazji 86 urodzin cesarza Franciszka Józefa w parku Jordana ustawiono jego popiersie, którego projektantem był starszy radca budownictwa Jan Zawiejski).
Podczas II wojny światowej park został zdewastowany, zniszczone zostały piękne szpalery grabów. Popiersia wybitnych Polaków uratował Kazimierz Łuczywo, ukrywając je w swojej pracowni. Obecnie na terenie parku stoją 54 popiersia (w rachubie tej nie jest uwzględniony centralny pomnik założyciela parku), w tym:
W centralnej części okrągłego skweru znajduje się wcześniej opisany pomnik Henryka Jordana.
I. W alei od strony ul. Reymonta:

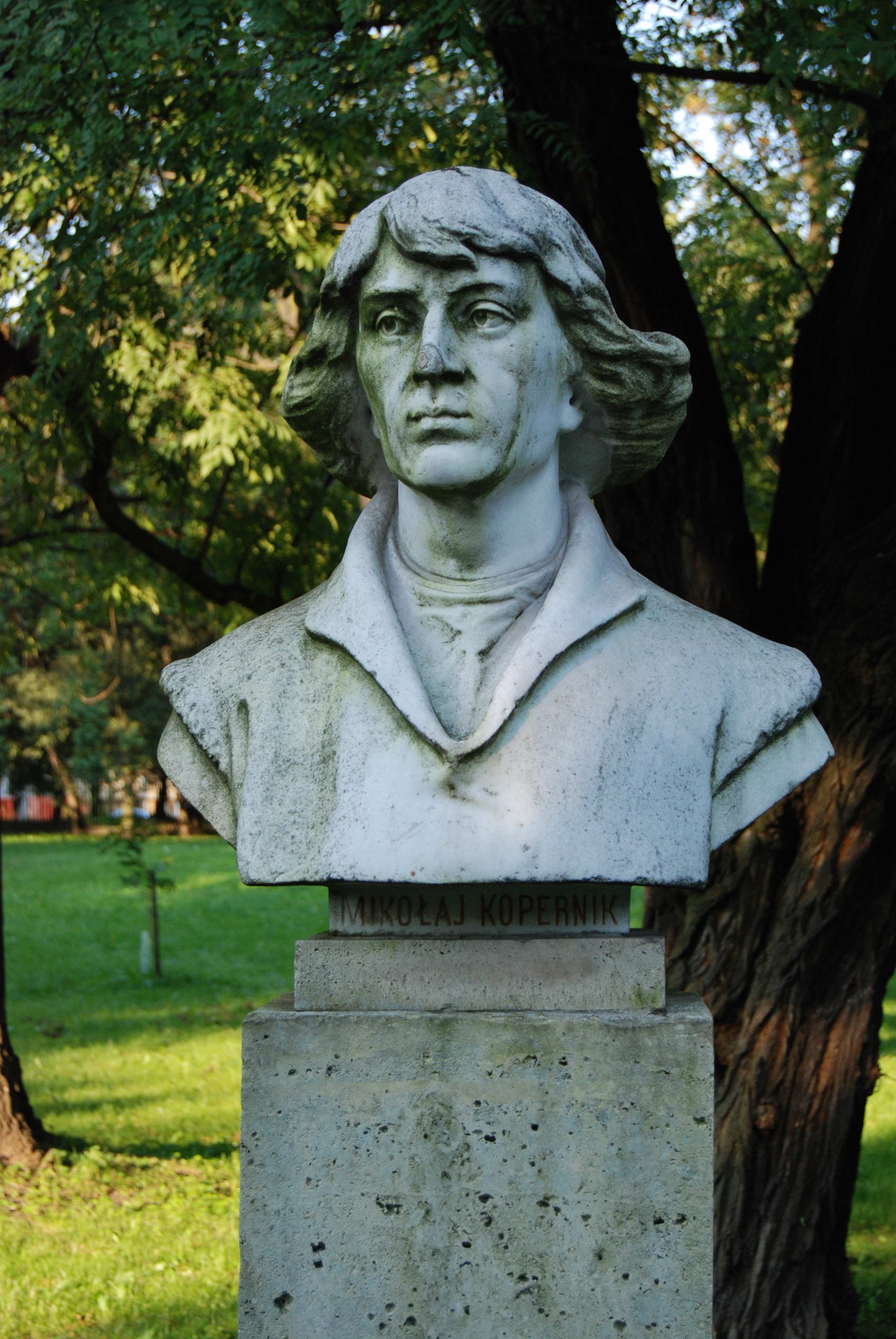
I.1. Mikołaja Kopernika
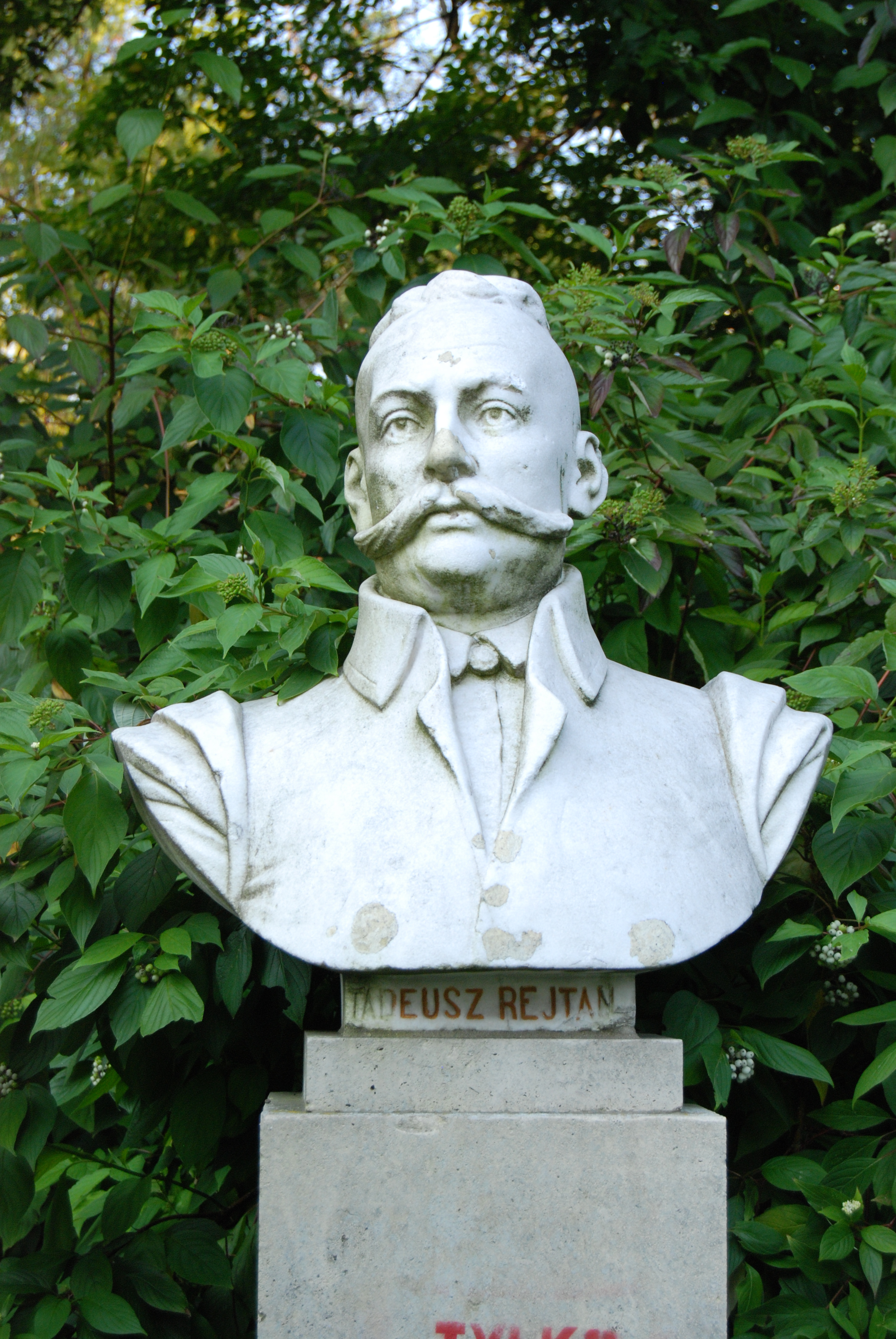
I.2. Tadeusza Reytana
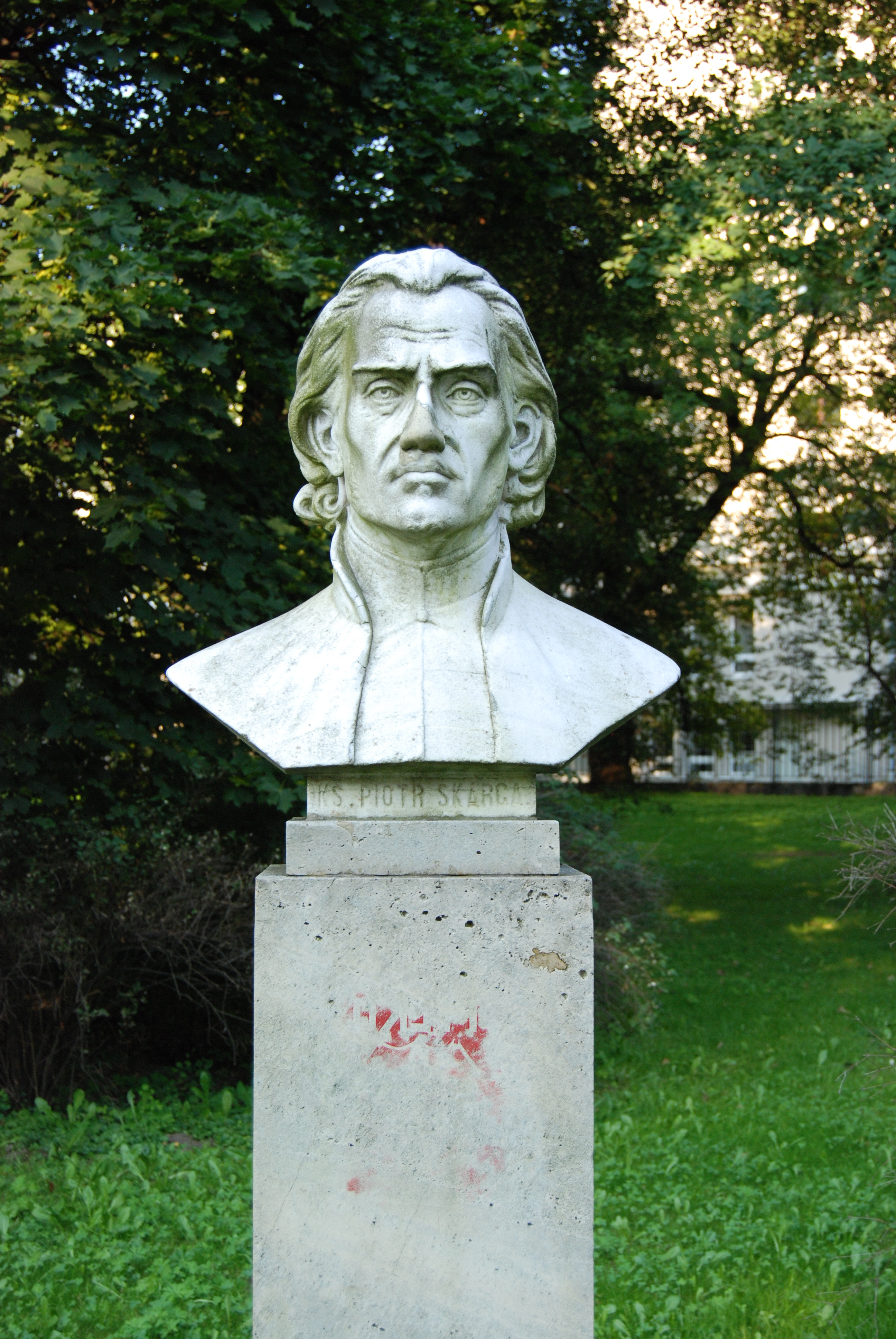
I.3. Piotra Skargi
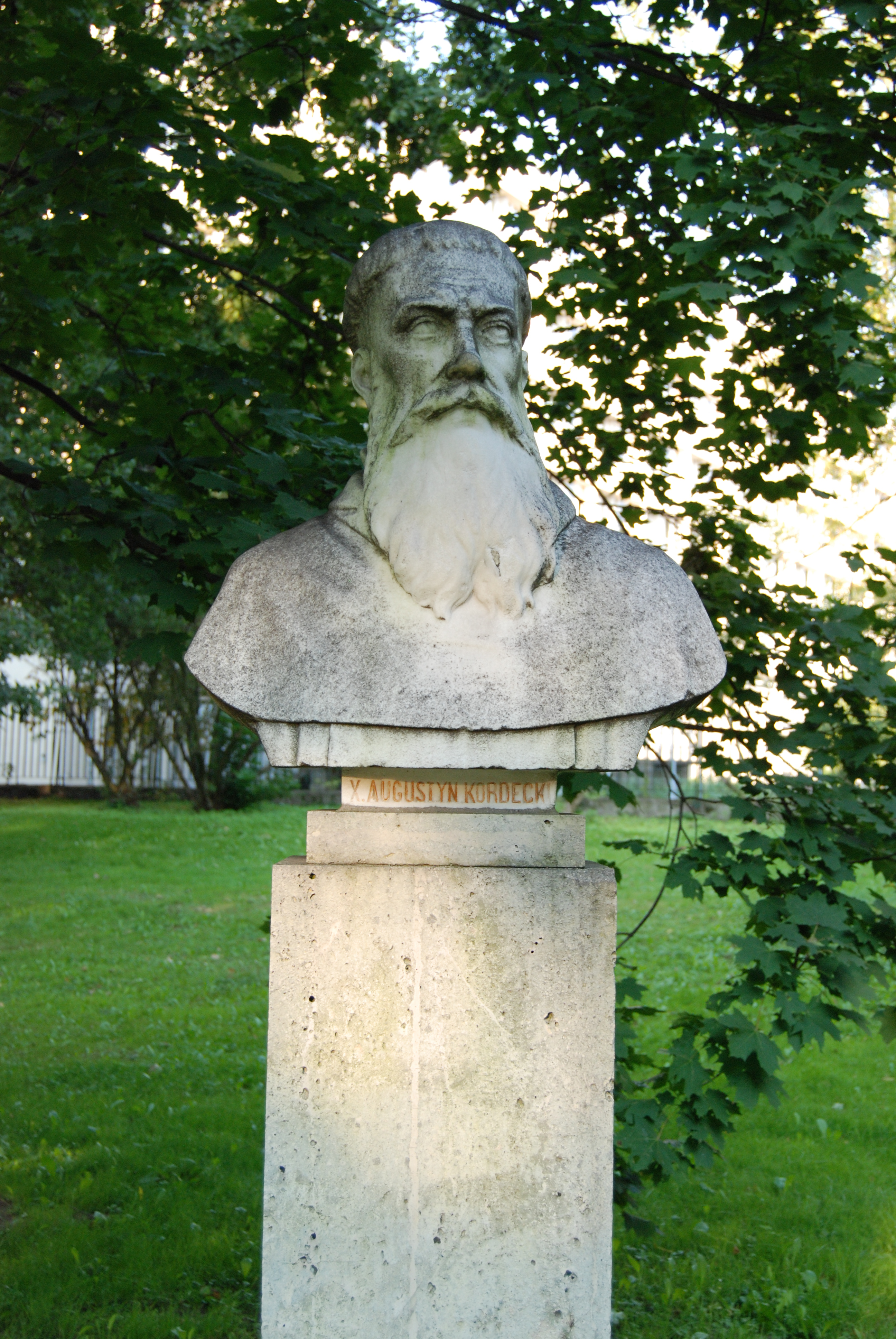
I.4. Augustyna Kordeckiego
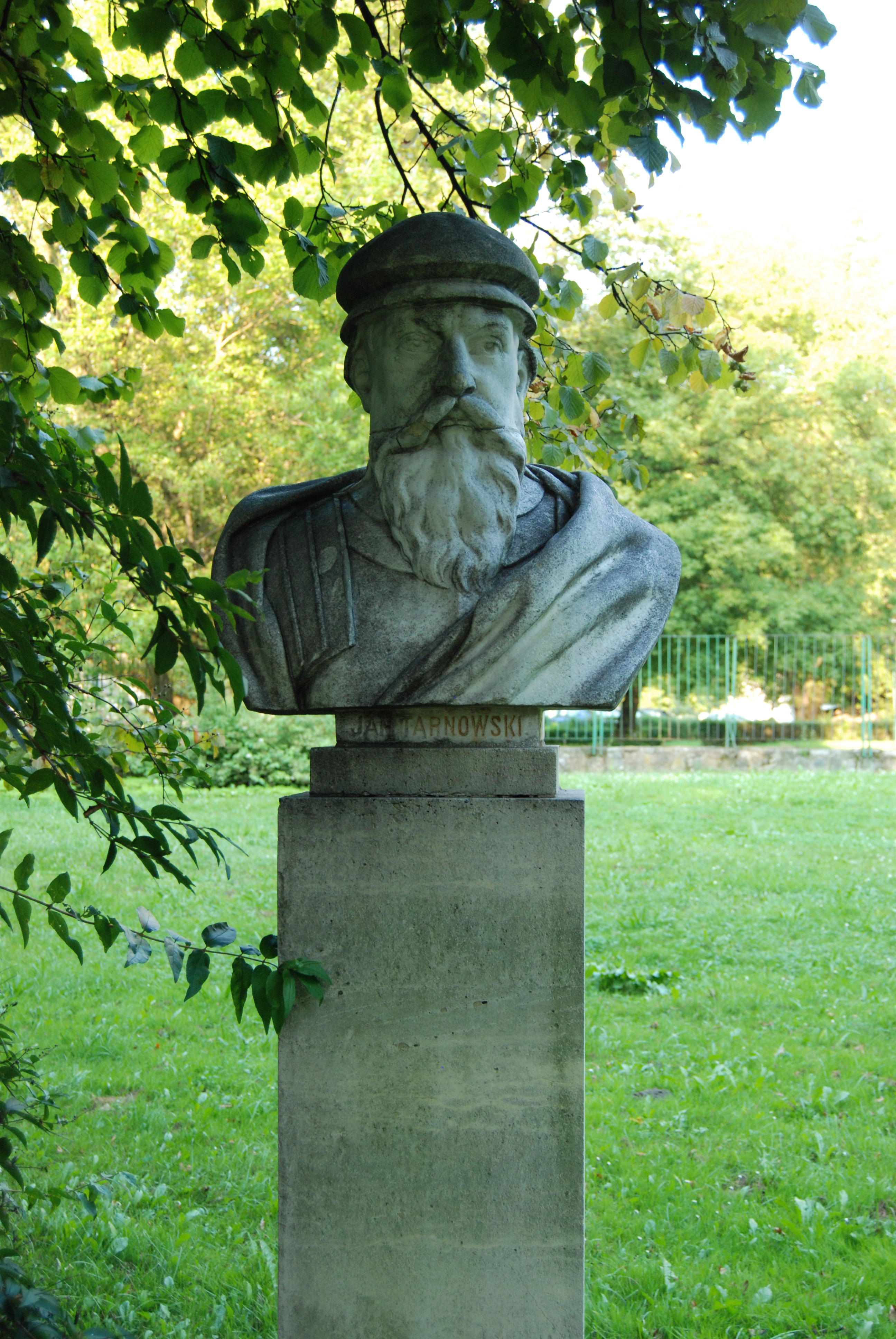
I.5. hetmana Jana Tarnowskiego
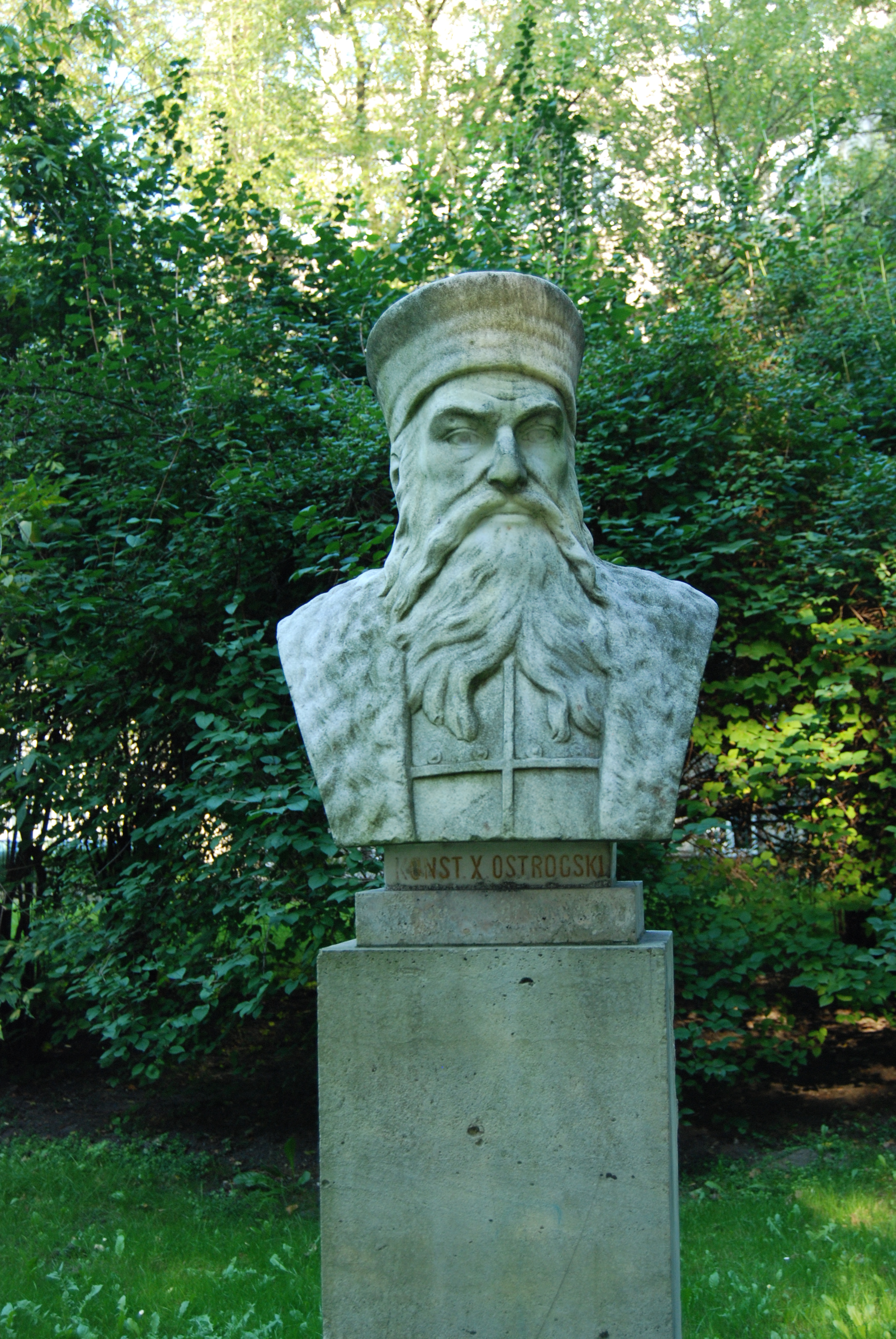
I.6. hetmana Konstantego Iwanowicza Ostrogskiego
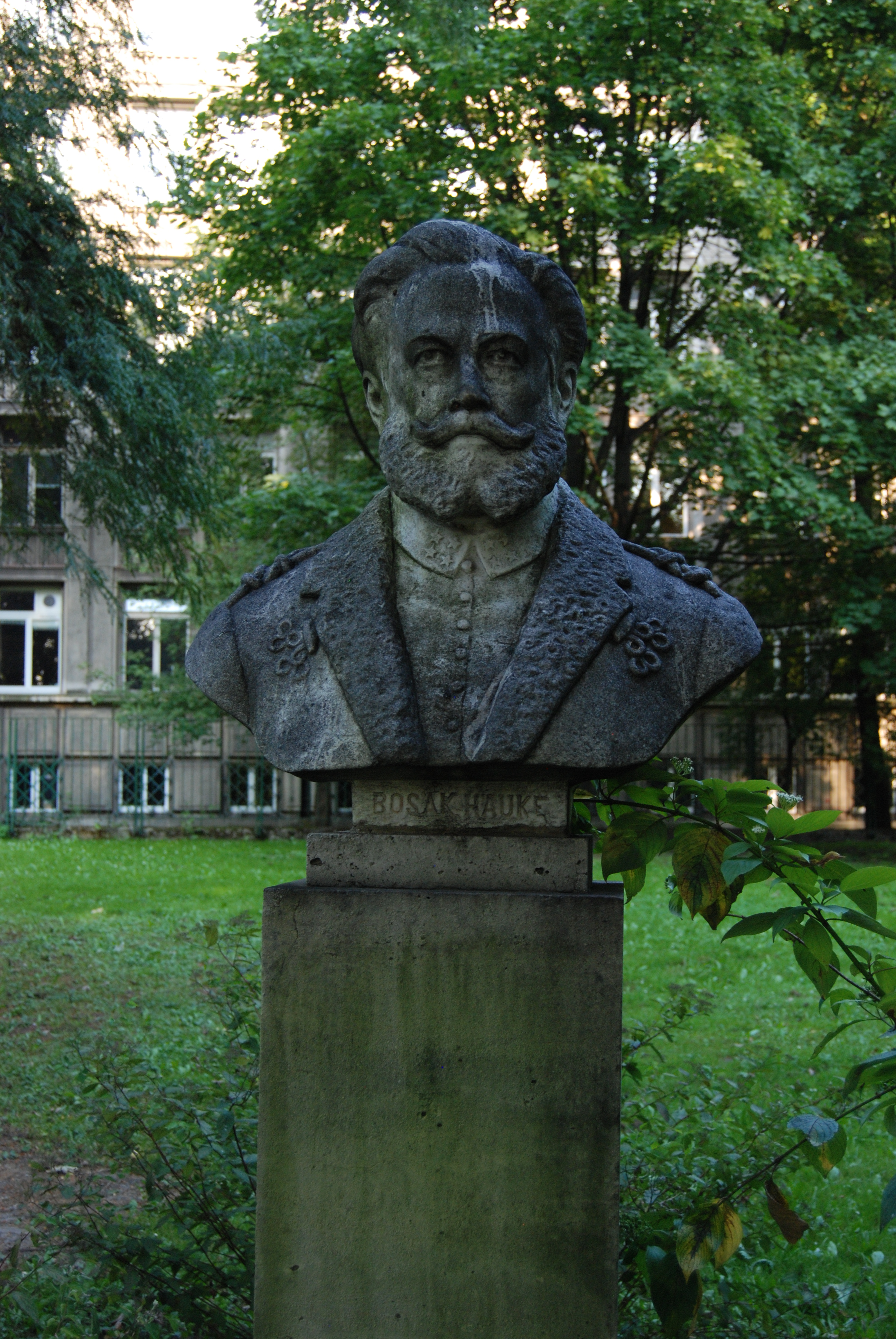
I.7. gen. Józefa Hauke-Bosaka
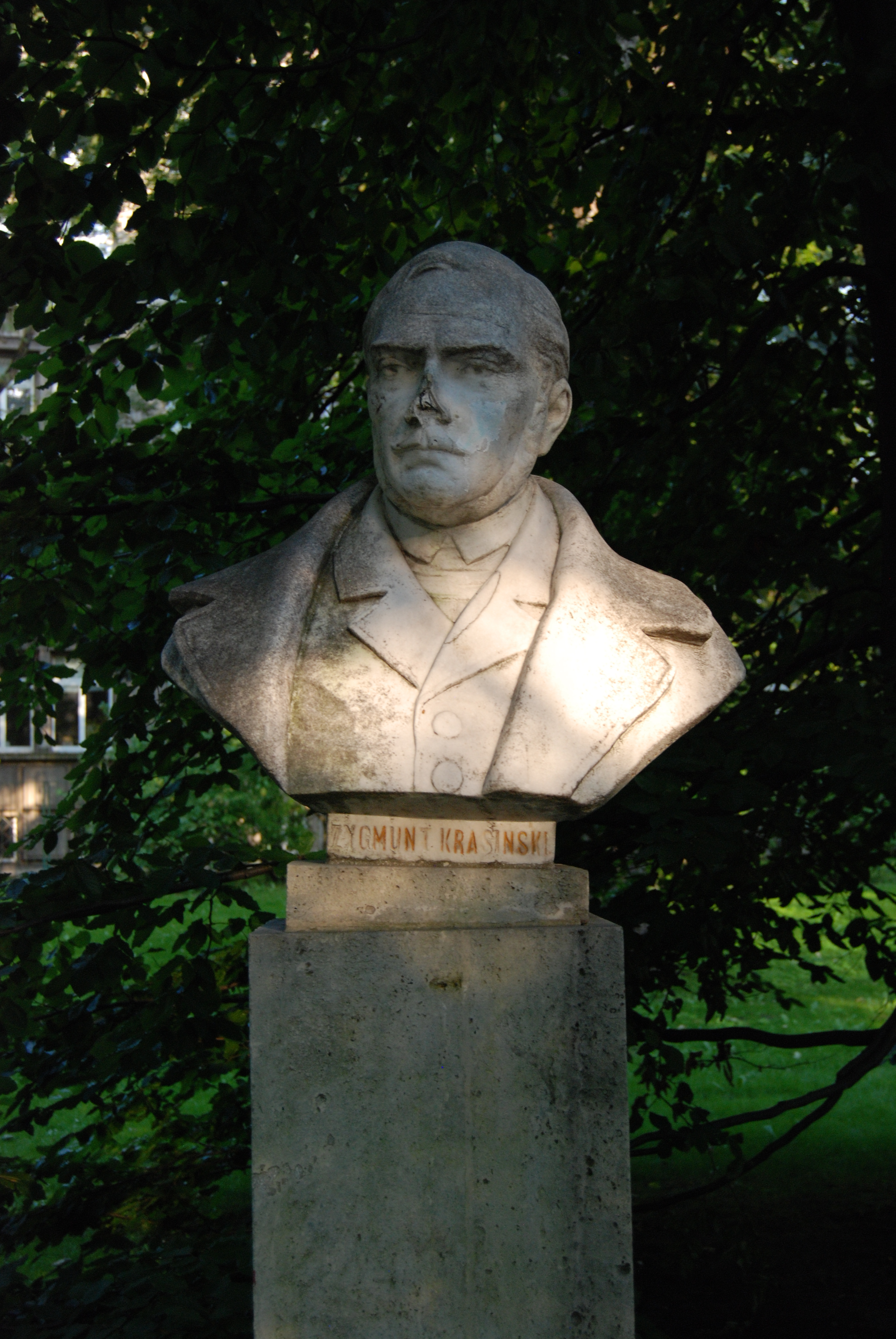
I.8. Zygmunta Krasińskiego

II. Na okrągłym skwerze w środku parku z pomnikiem Henryka Jordana pośrodku:

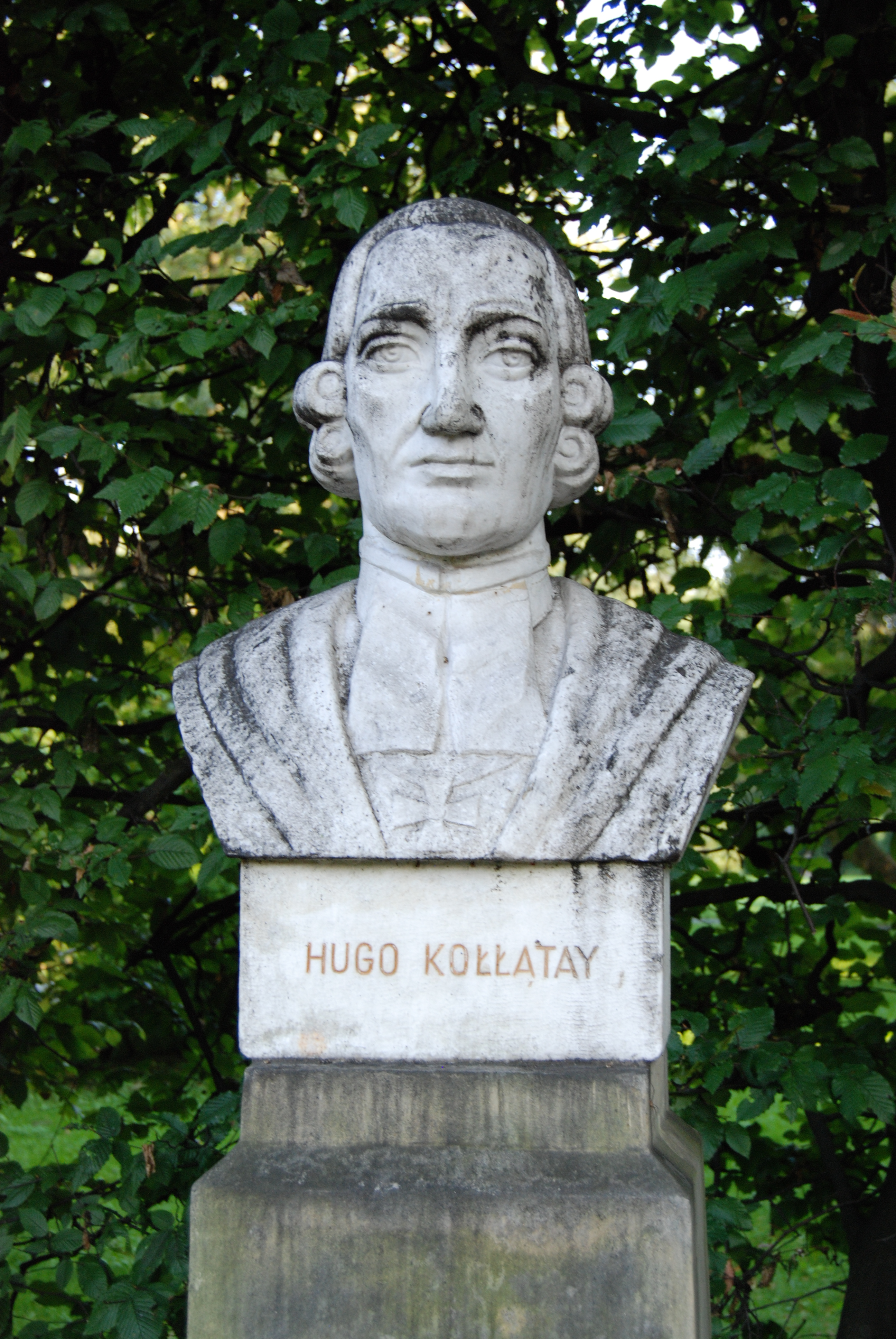
II.1. Hugona Kołłątaja
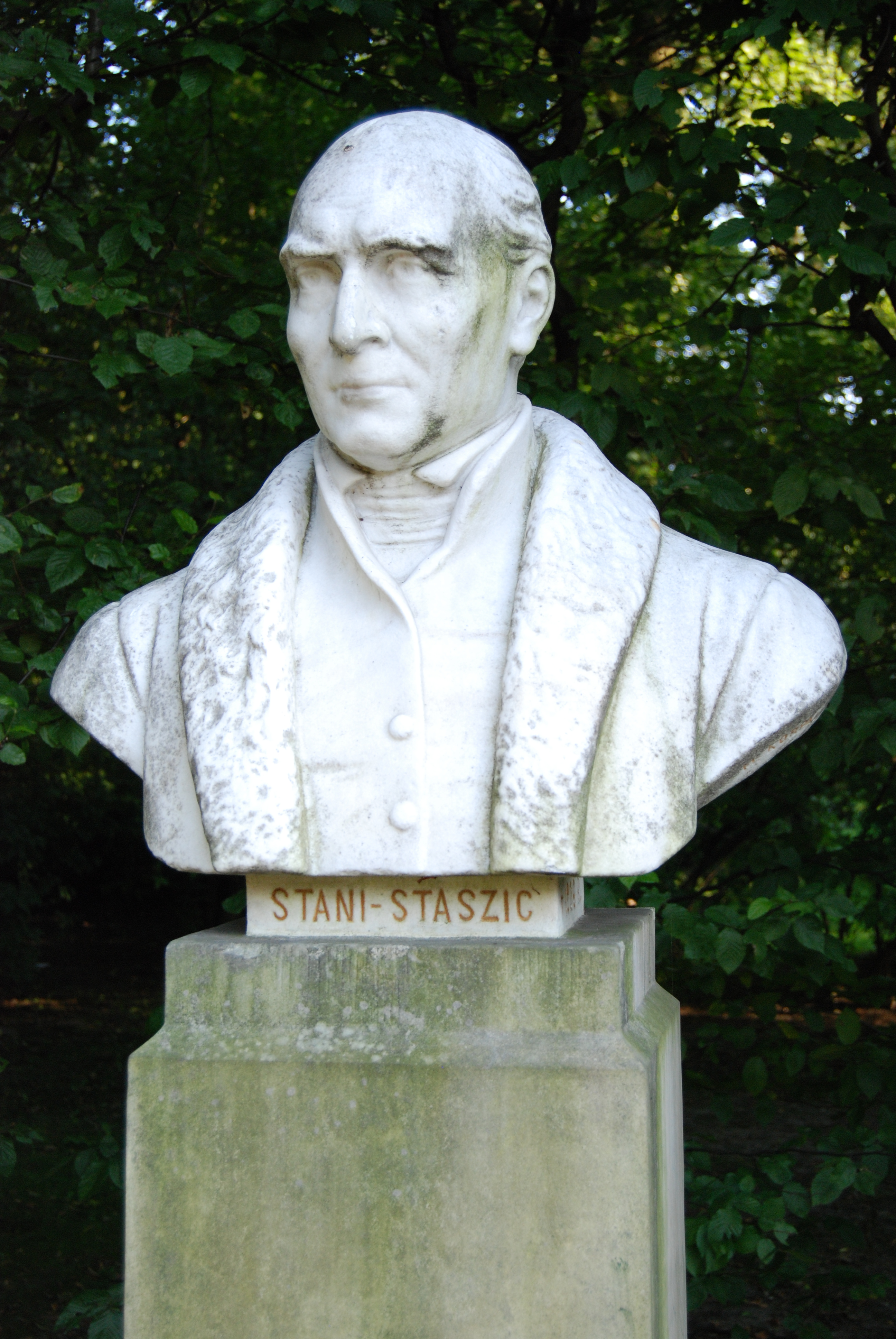
II.2. Stanisława Staszica
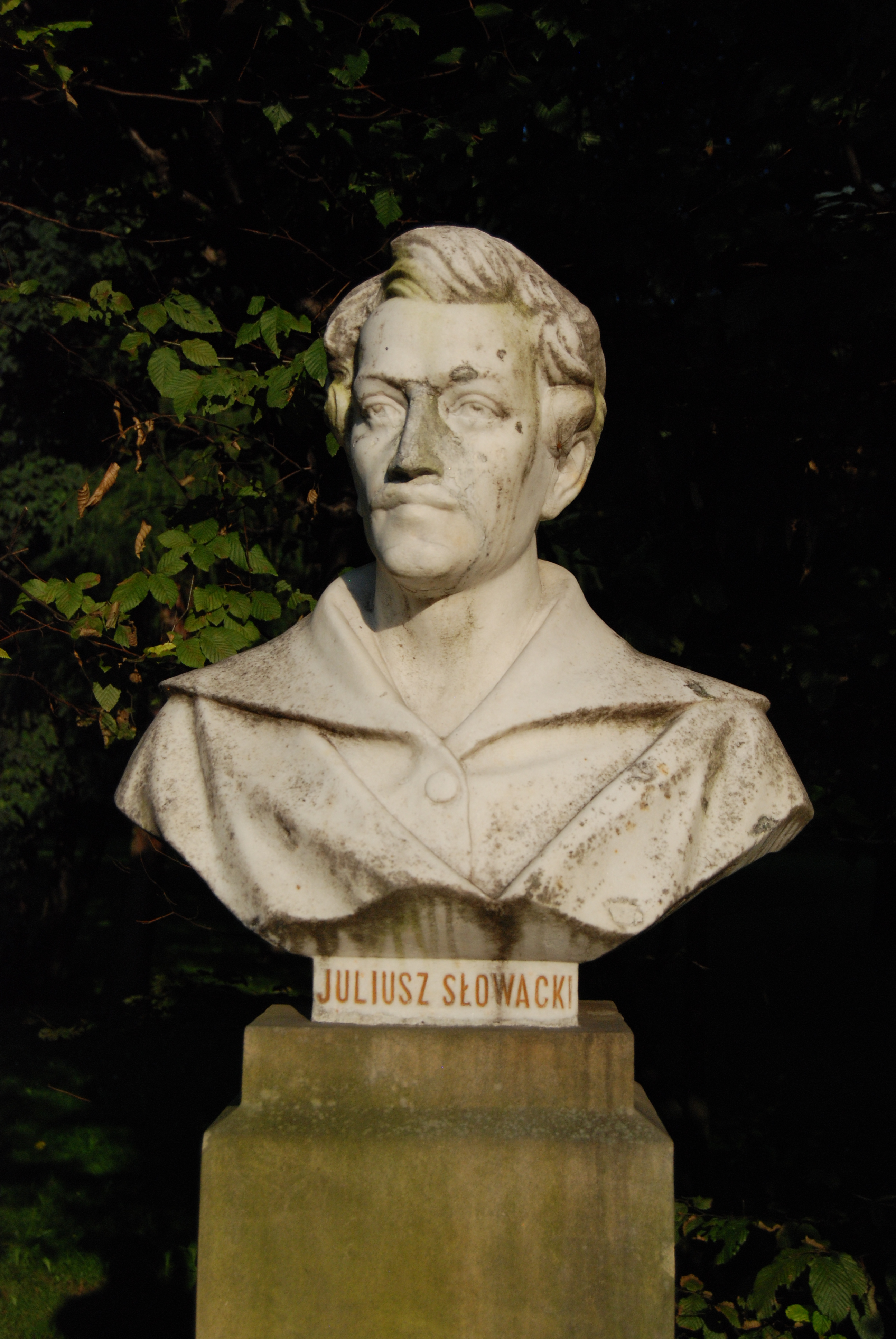
II.3. Juliusza Słowackiego
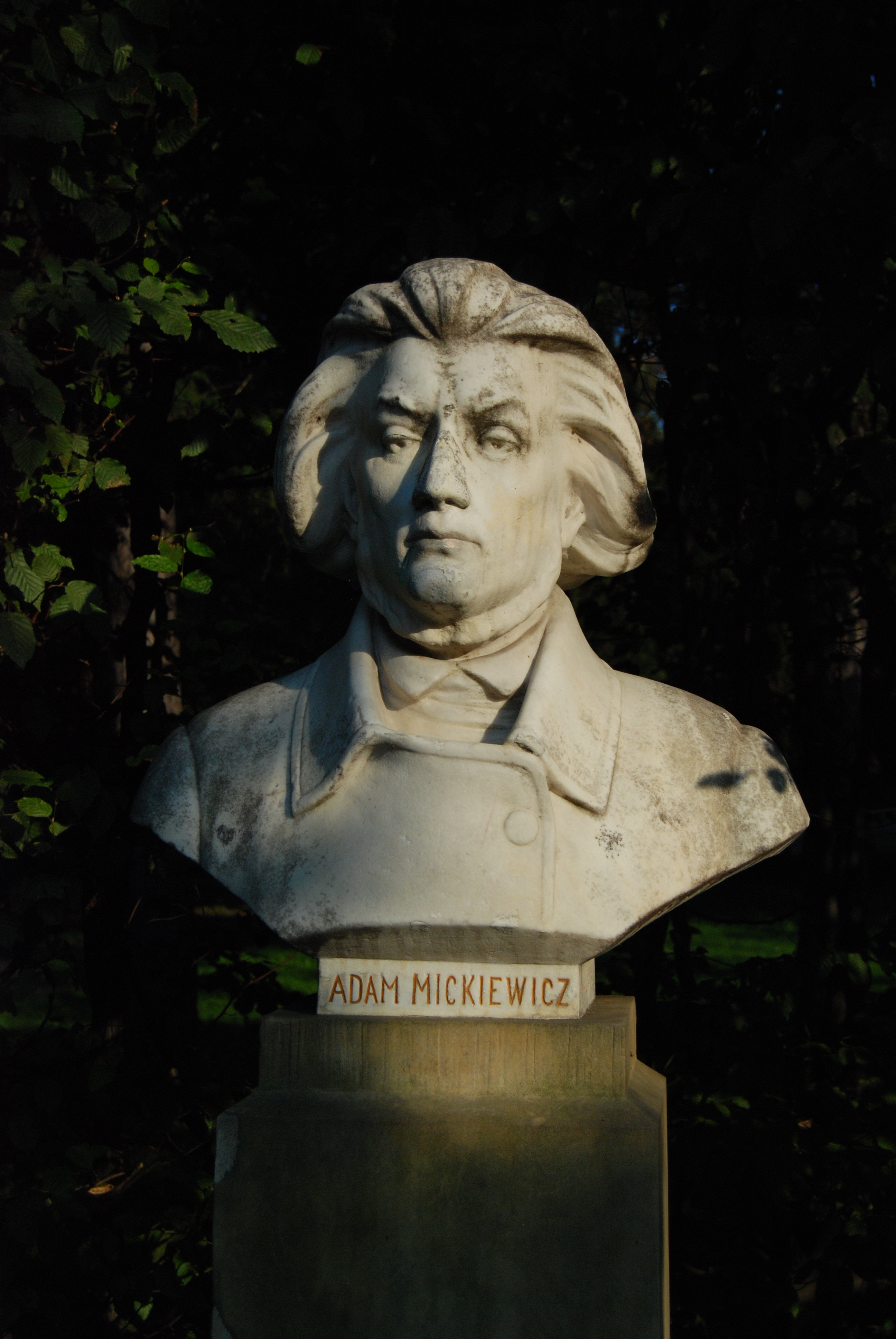
II.4. Adama Mickiewicza
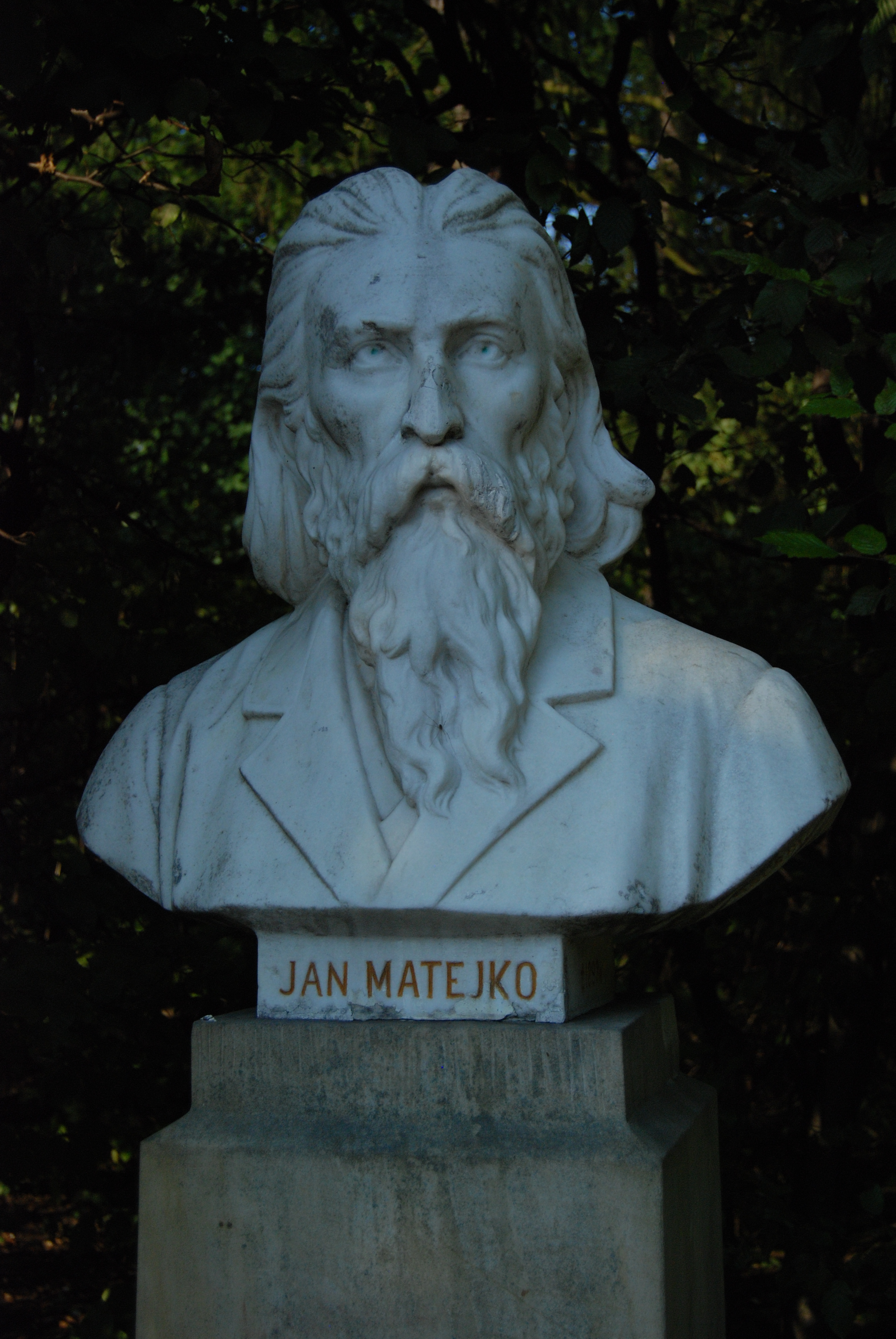
II.5. Jana Matejki
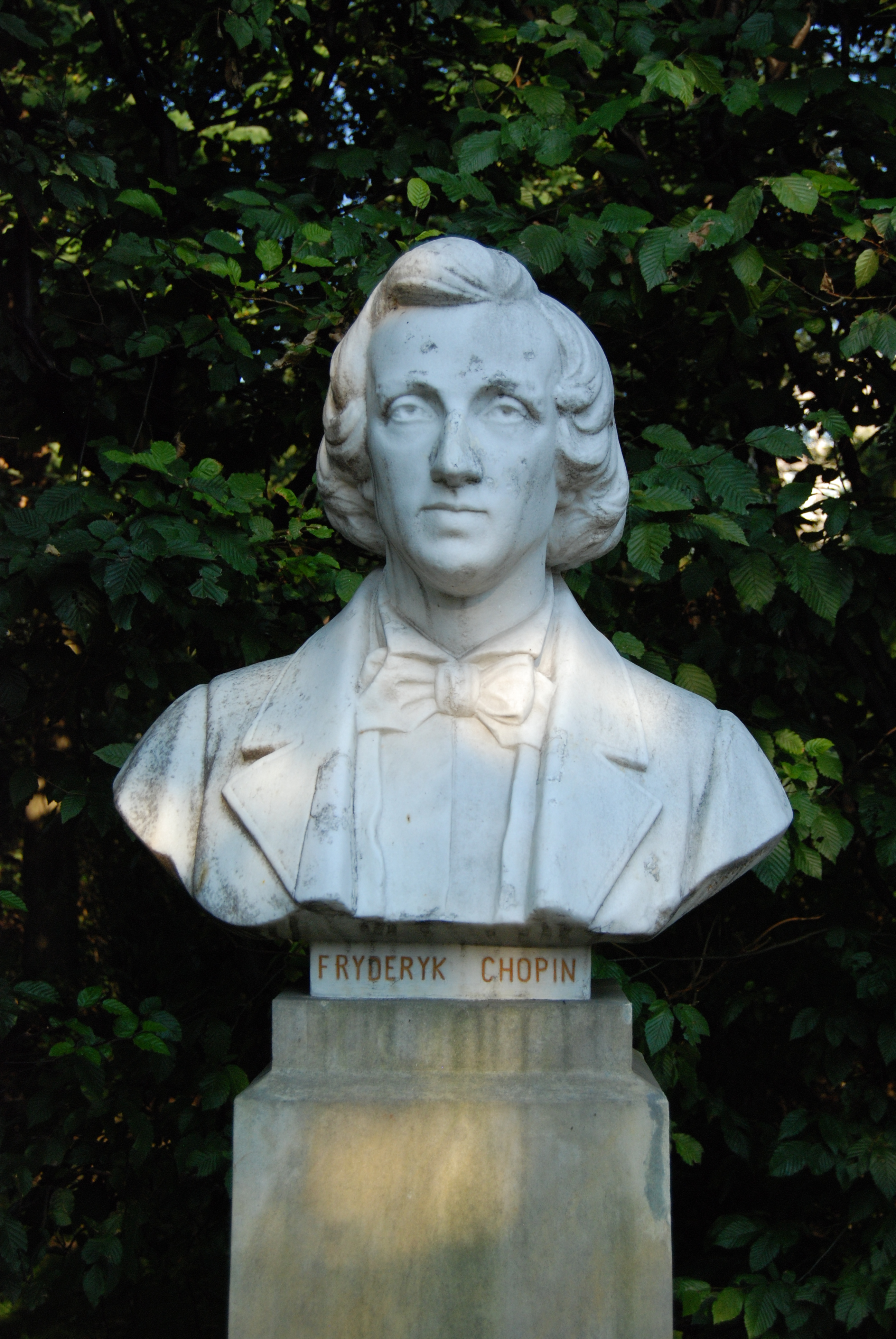
II.6. Fryderyka Chopina
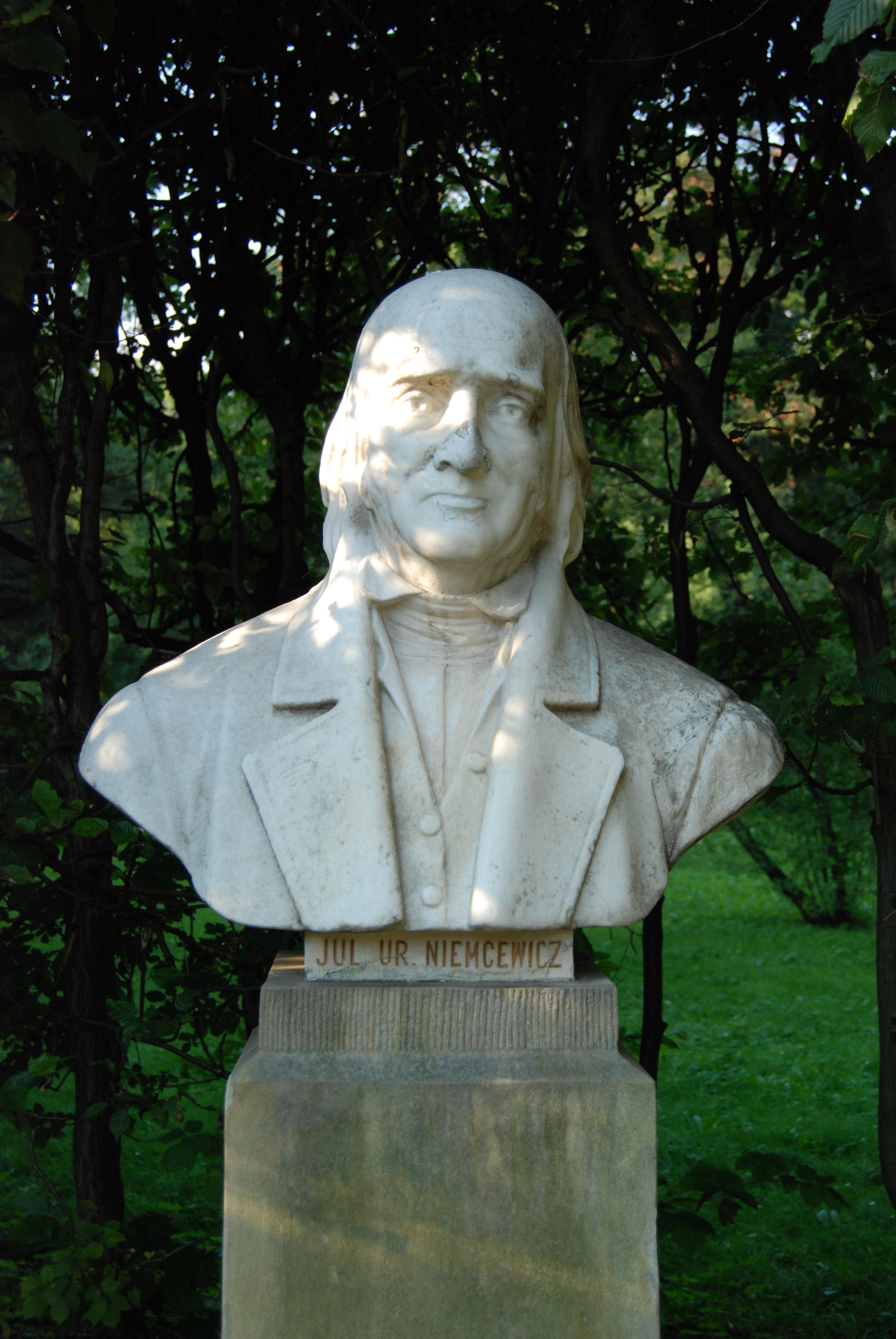
II.7. Juliana Ursyna Niemcewicza
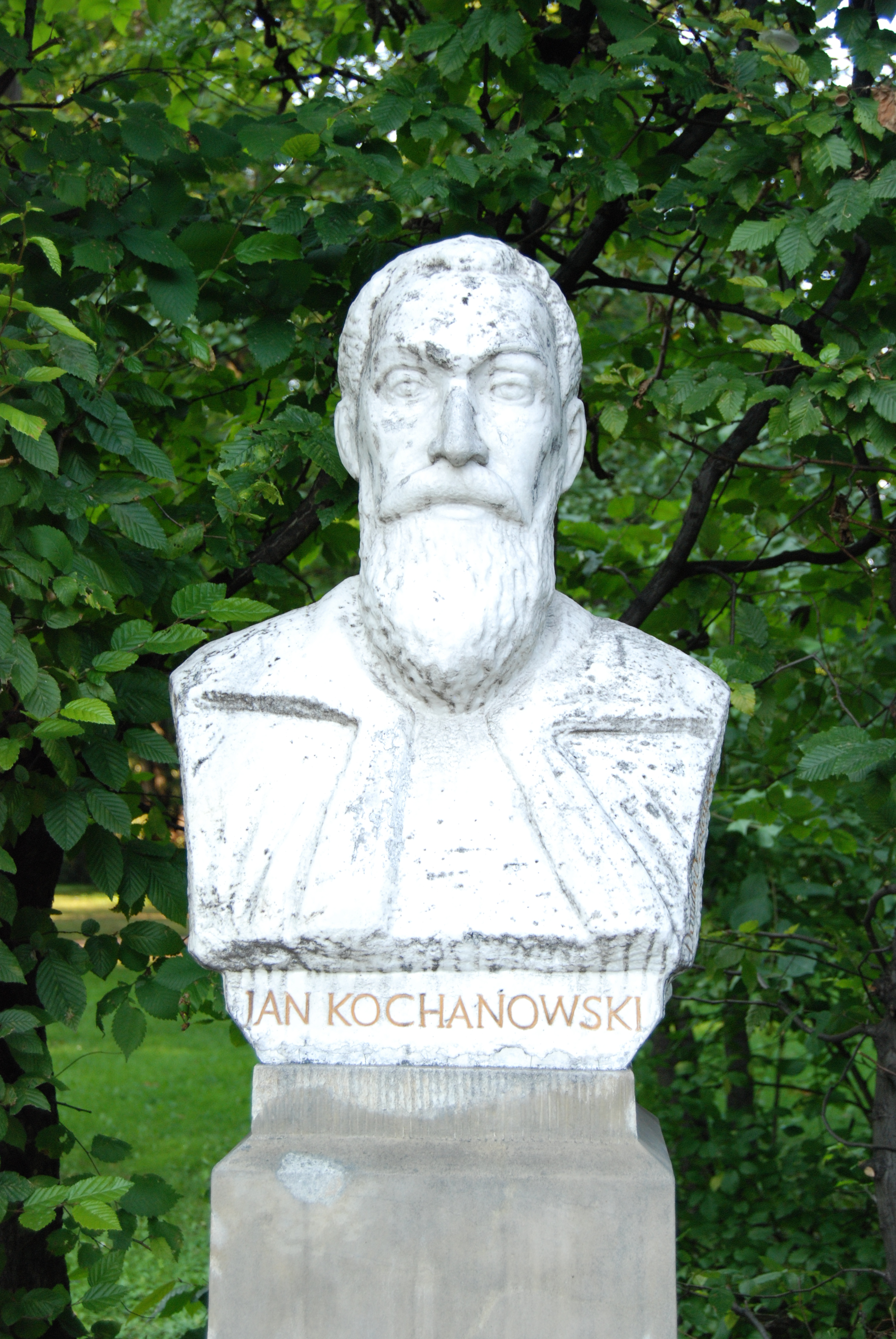
II.8. Jana Kochanowskiego
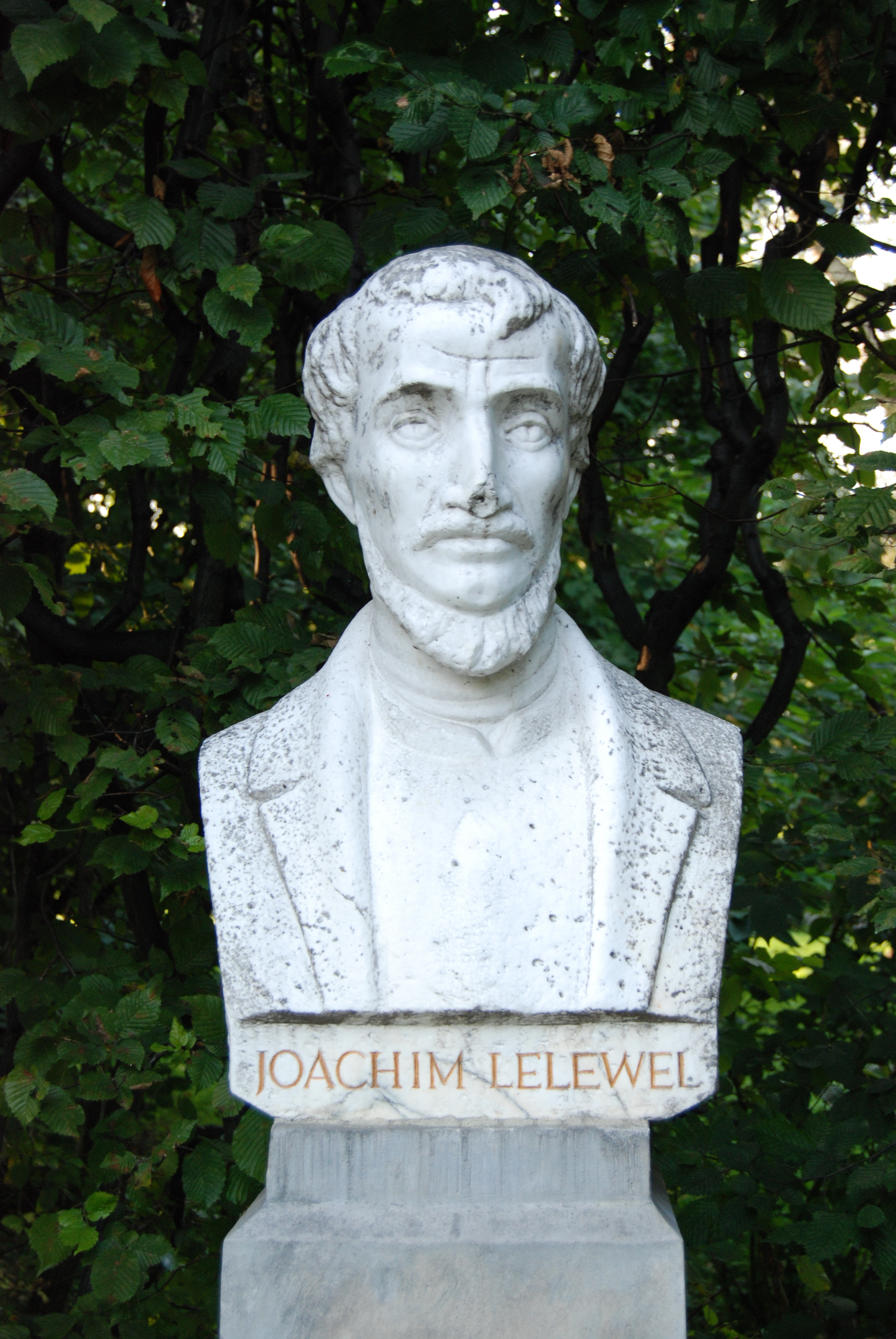
II.9. Joachima Lelewela
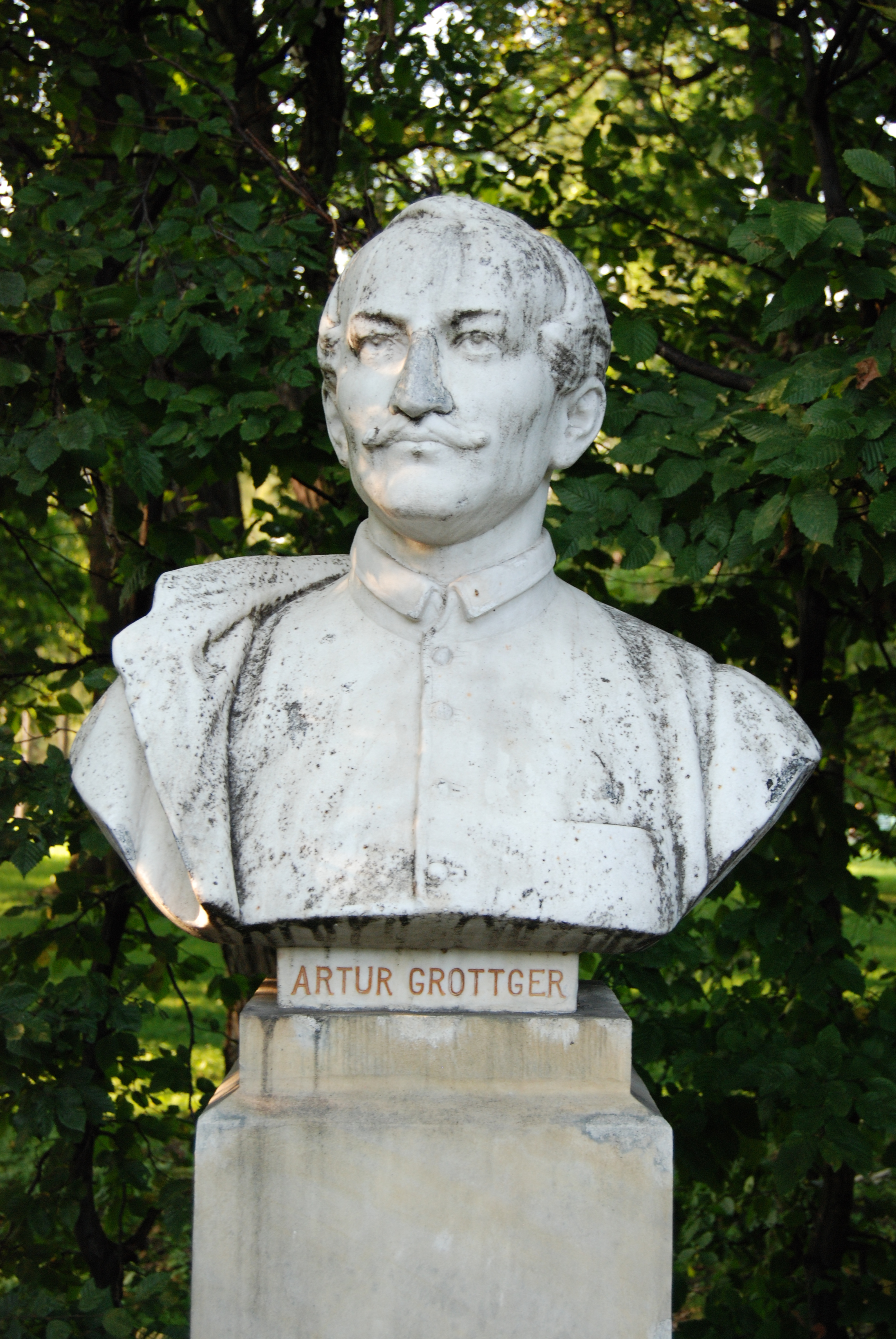
II.10. Artura Grottgera
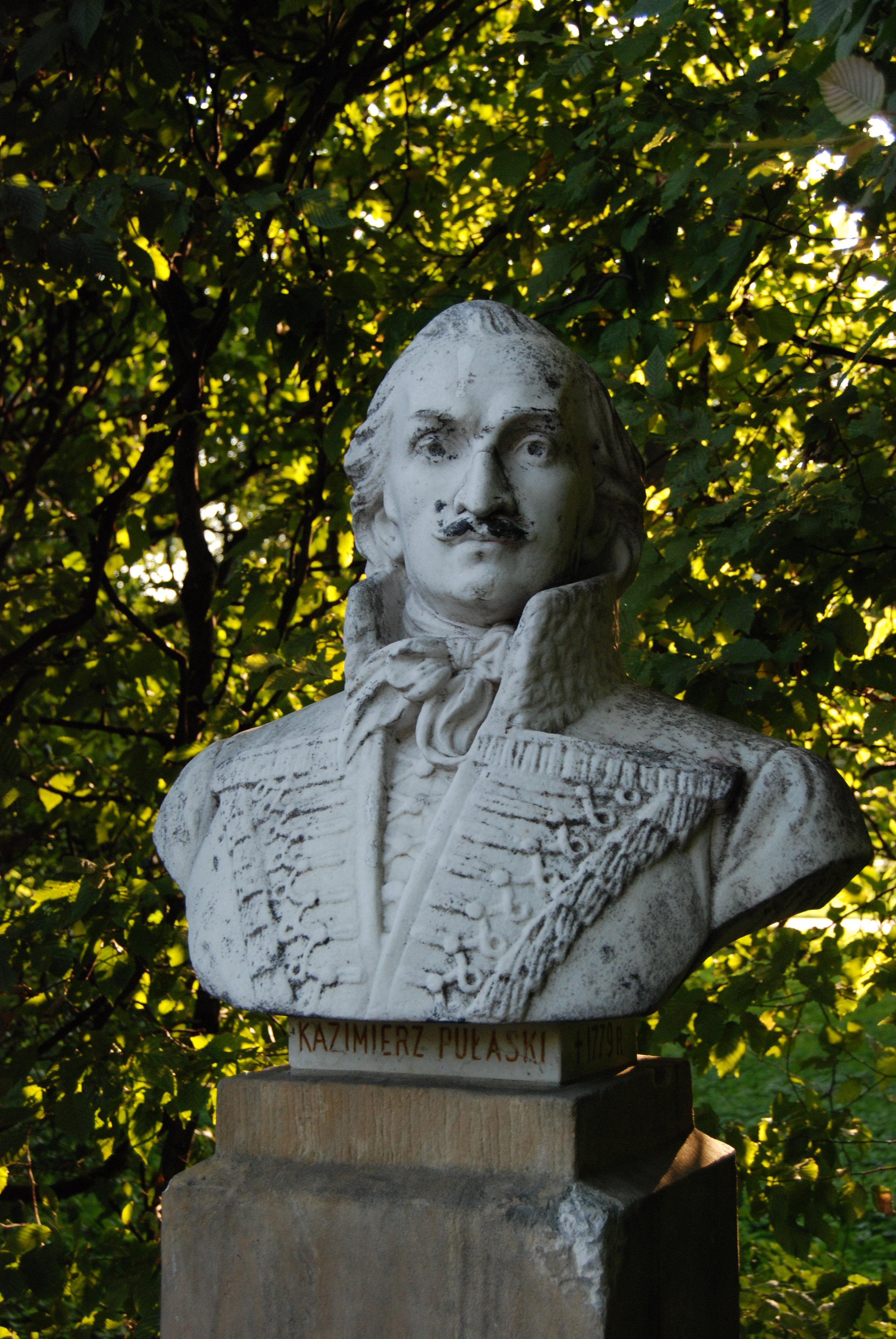
II.11. gen. Kazimierza Pułaskiego
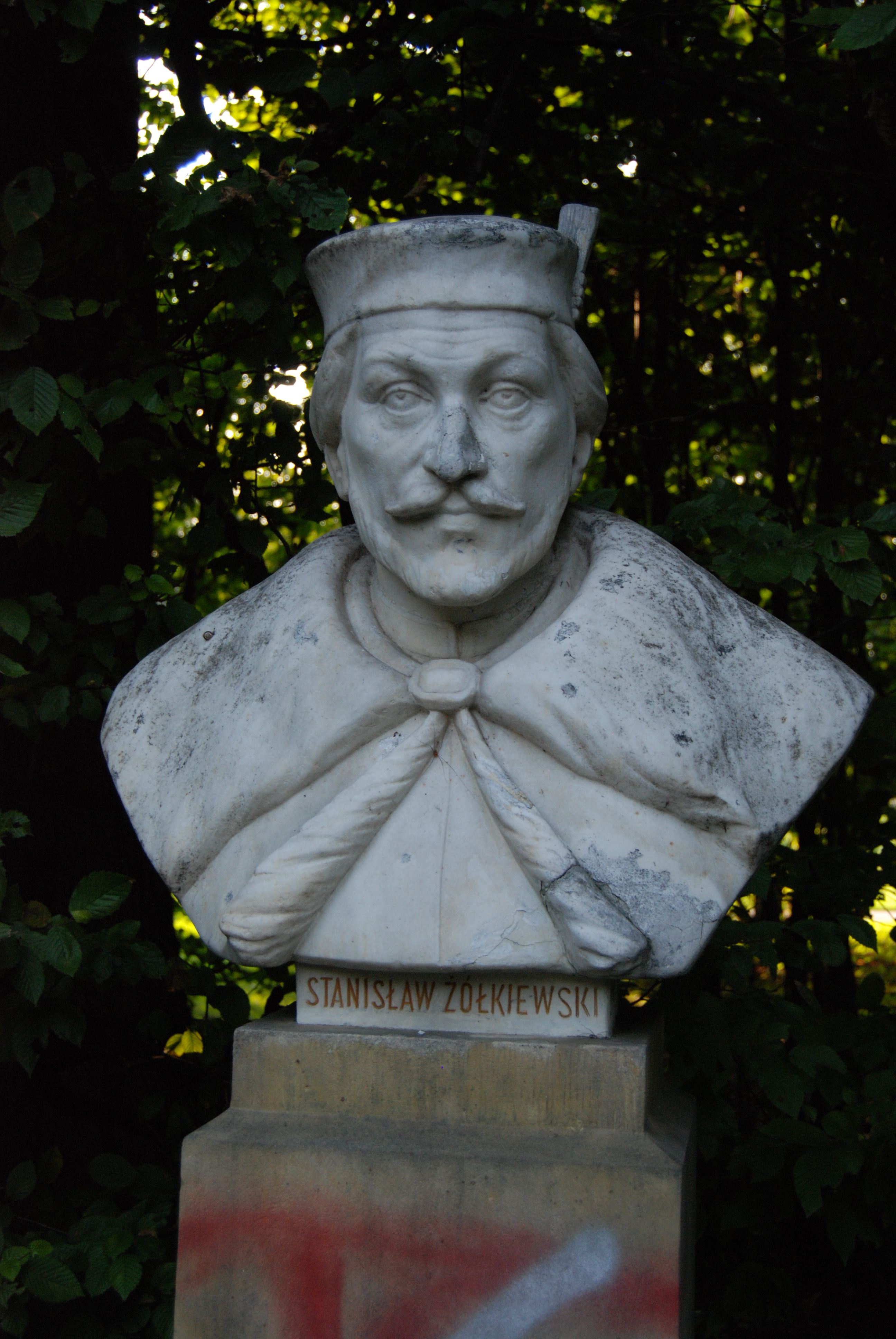
II.12. hetmana Stanisława Żółkiewskiego
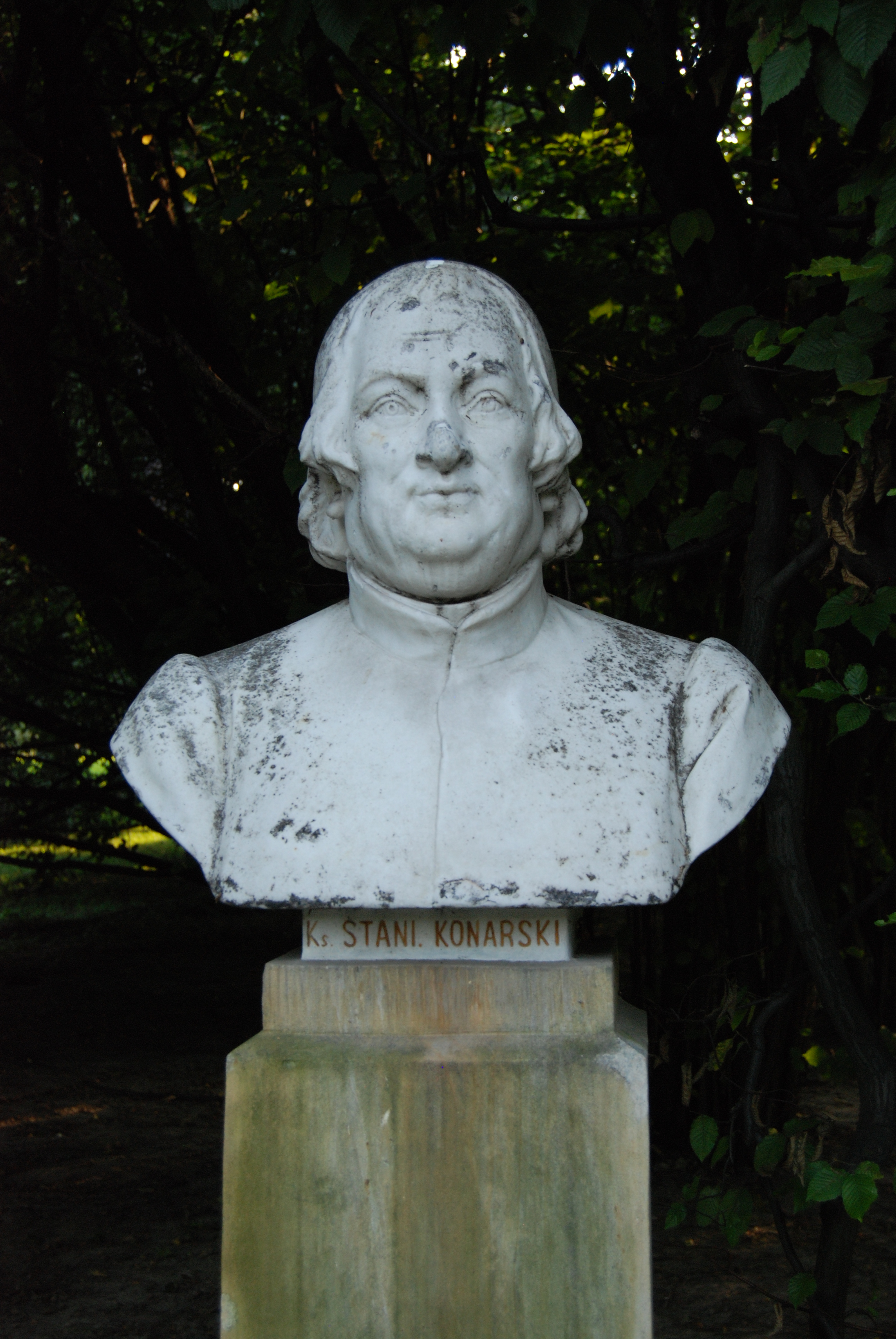
II.13. Stanisława Konarskiego
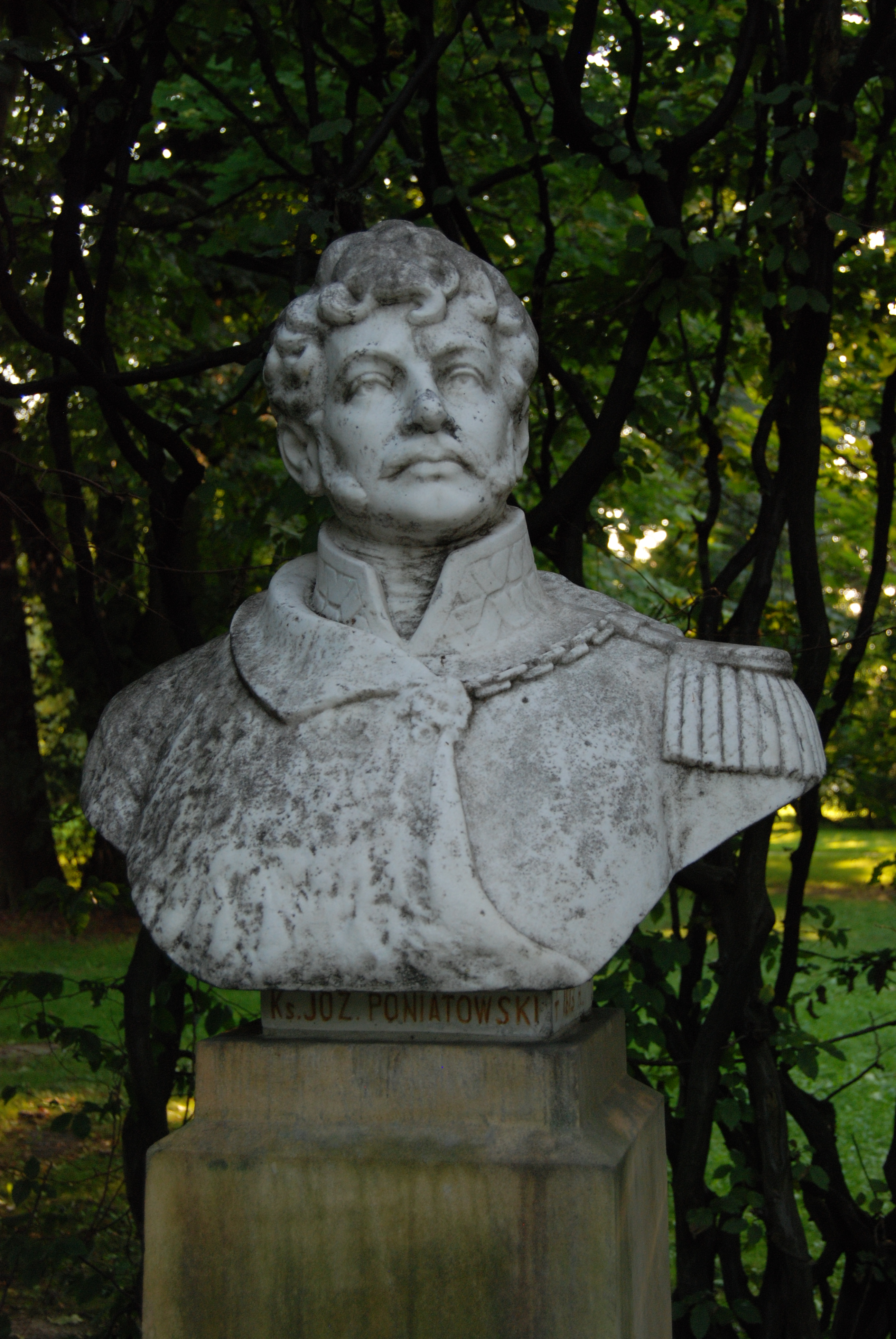
II.14. księcia Józefa Poniatowskiego
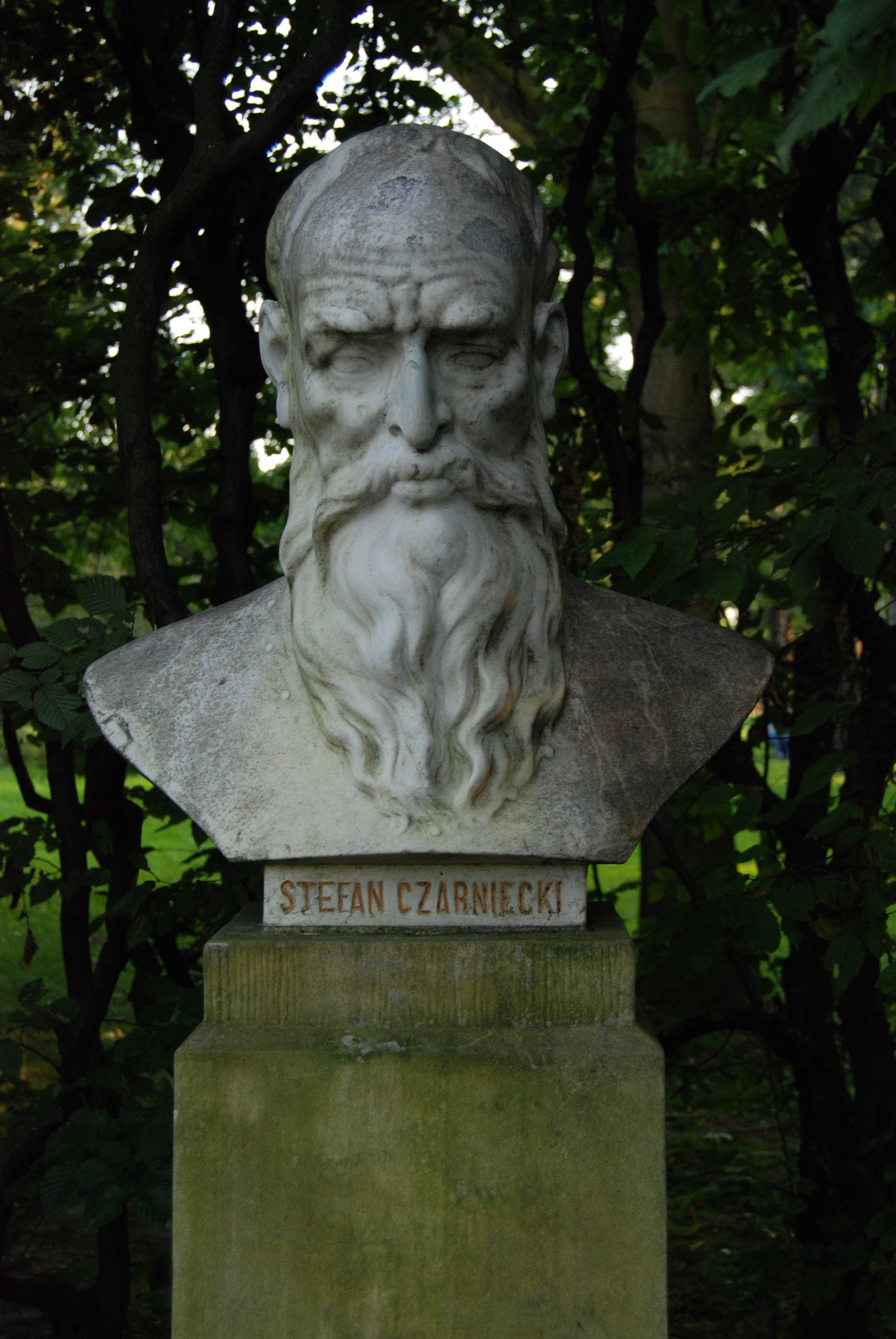
II.15. hetmana Stefana Czarnieckiego
II.16. Jana Długosza

III. W alei łączącej się z centralnym skwerem:

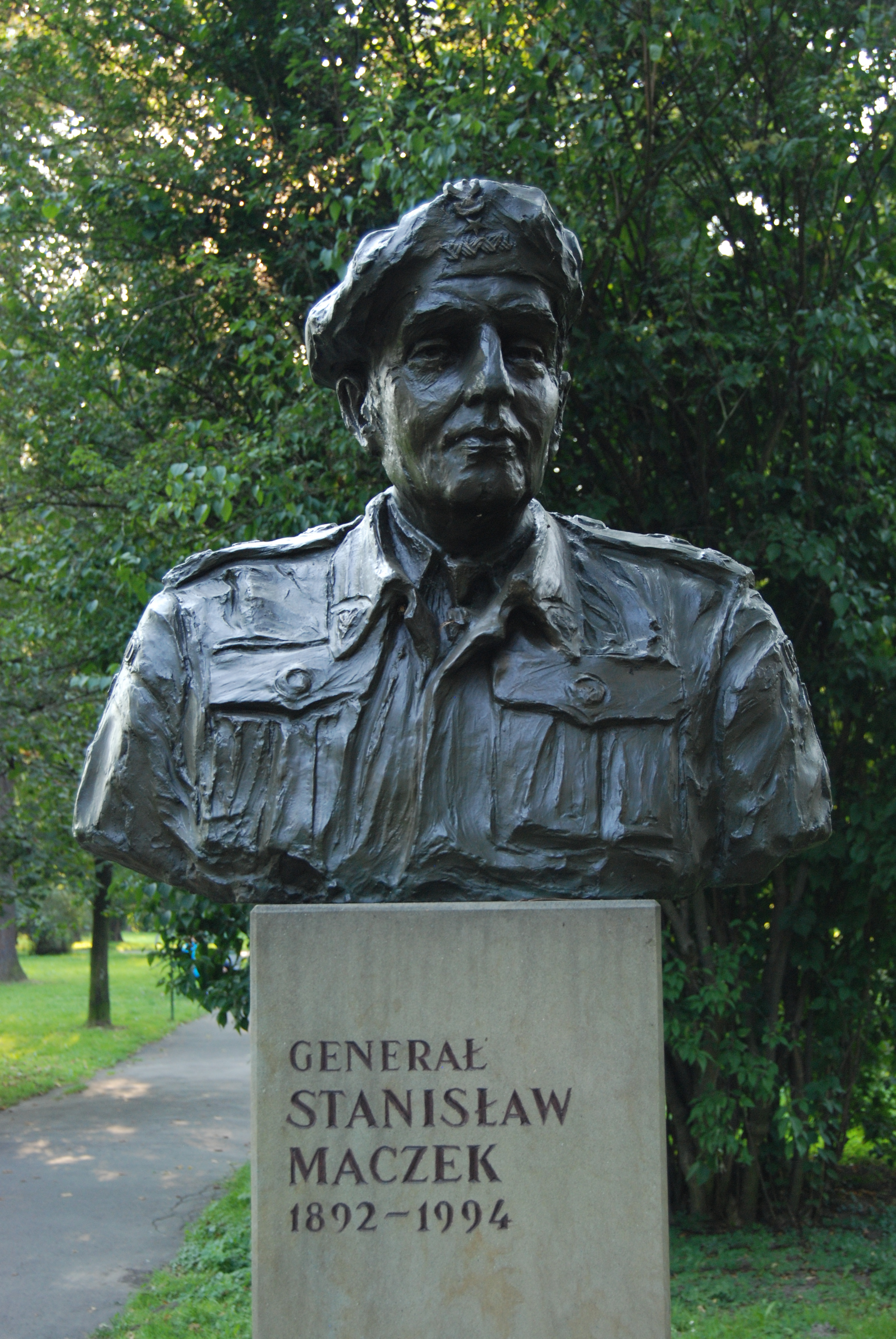
III.1. gen. Stanisława Maczka, odsłonięty 5 czerwca 2010
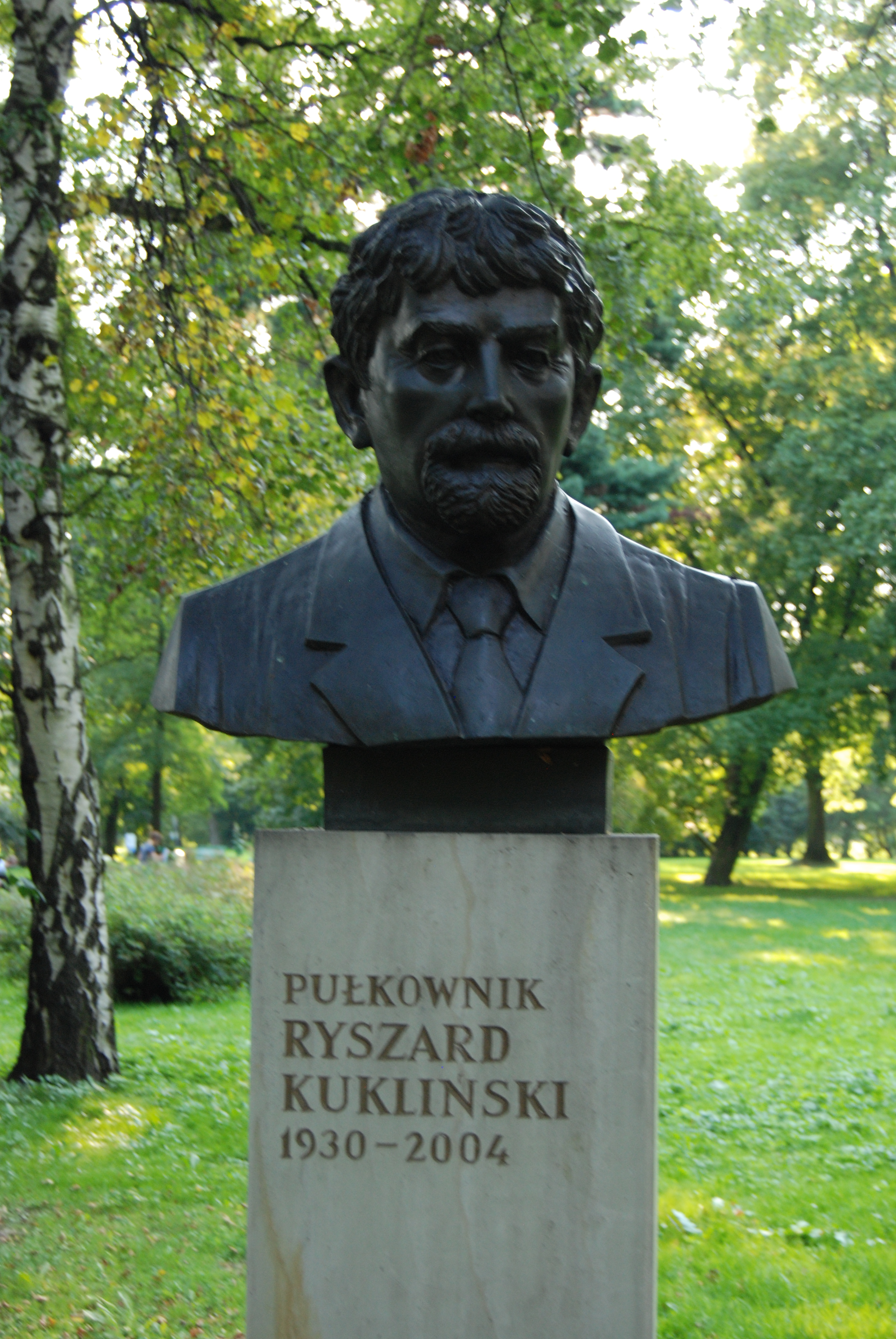
III.2. płk. Ryszarda Kuklińskiego, odsłonięty 11 listopada 2006
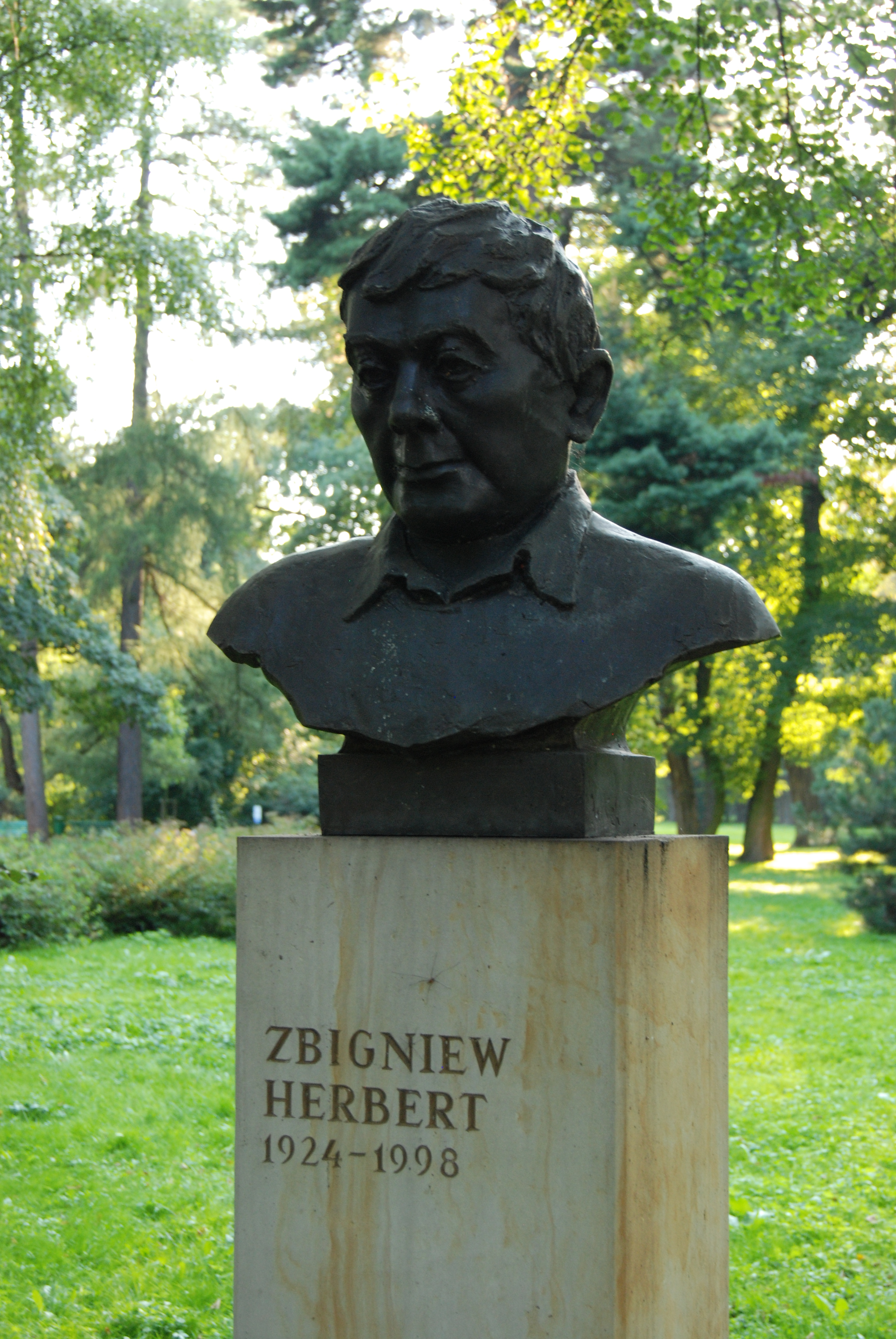
III.3. Zbigniewa Herberta, odsłonięty 29 października 2006
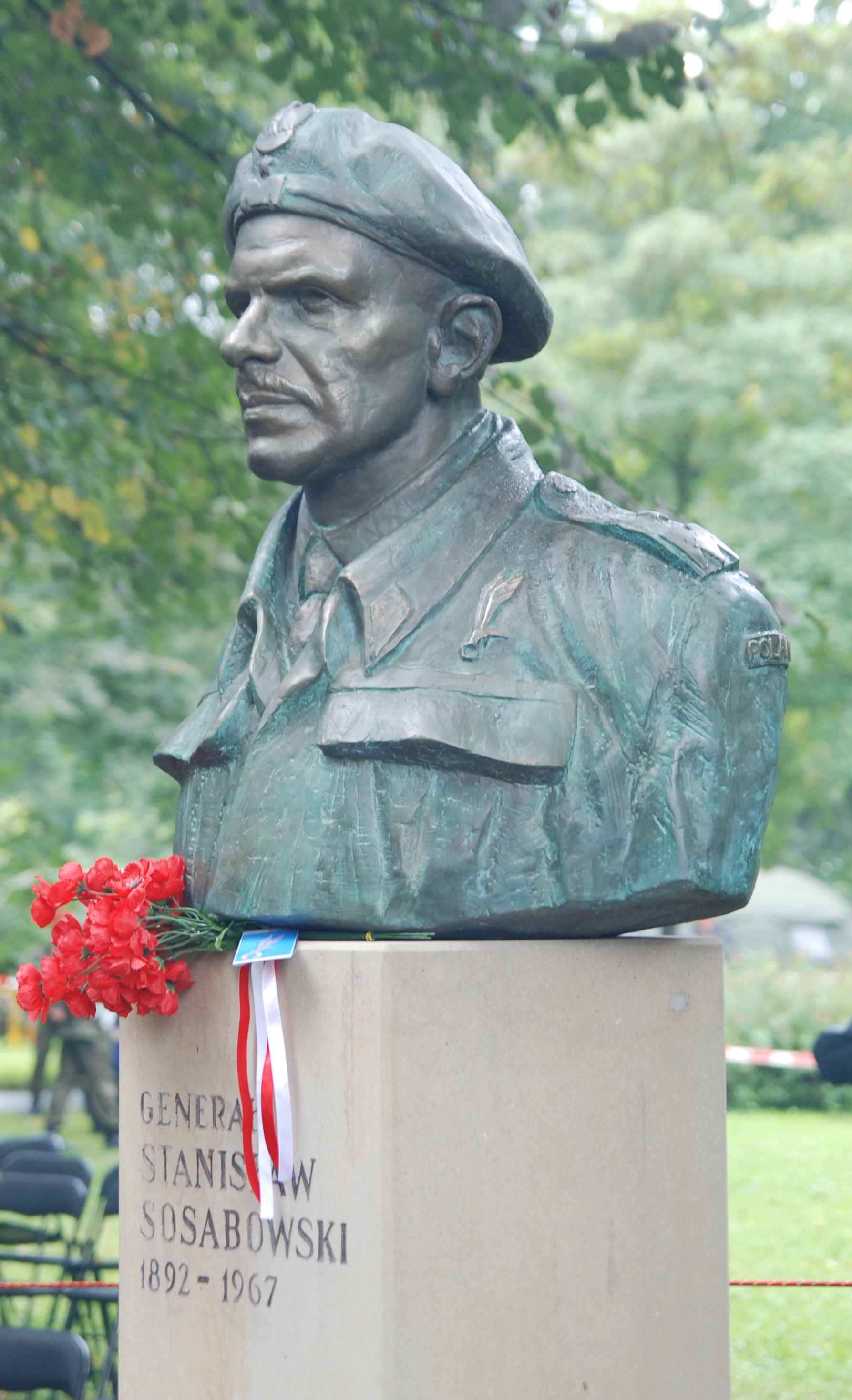
III.4. gen. Stanisława Sosabowskiego, odsłonięty 1 września 2013
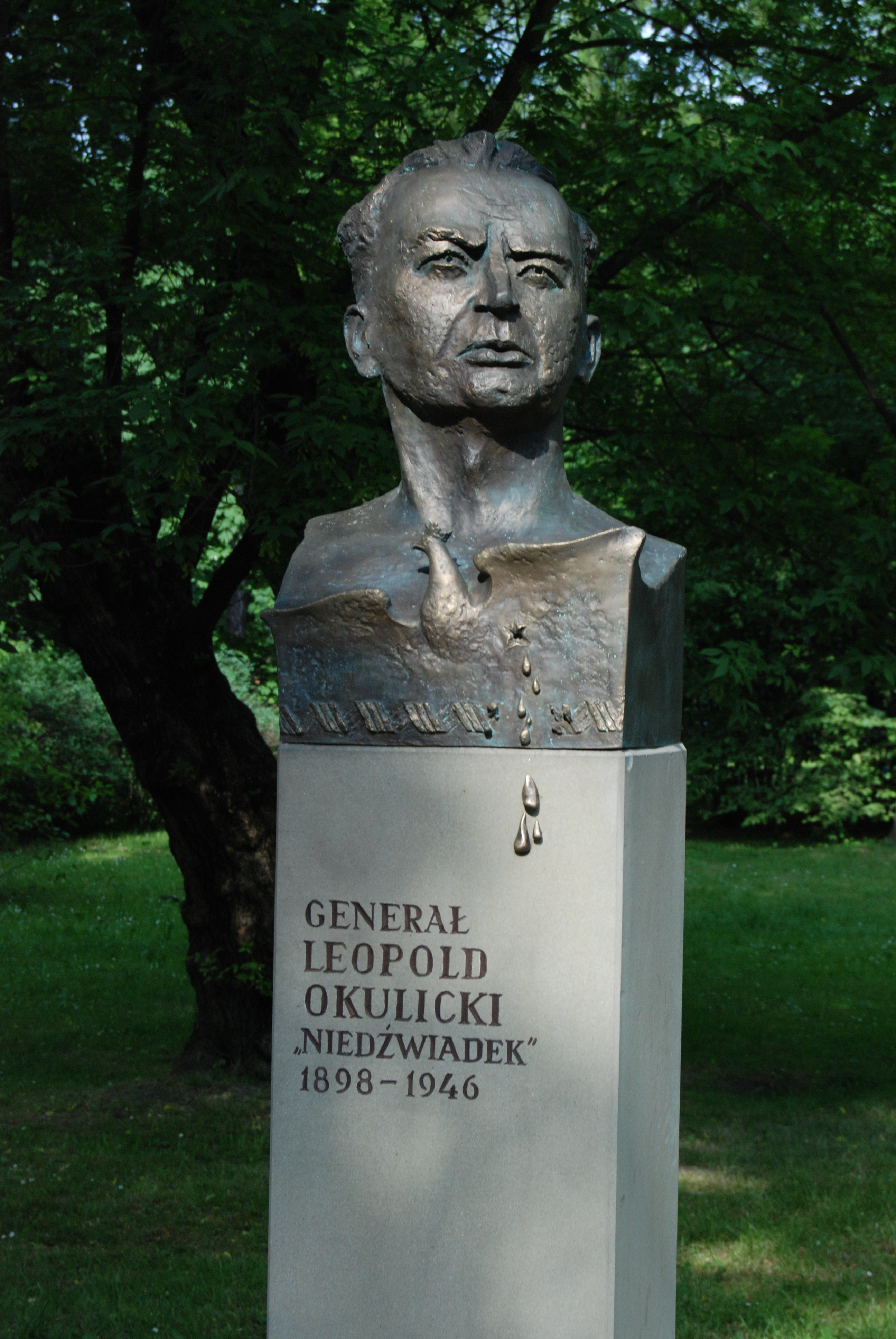
III.5. gen. Leopolda Okulickiego, odsłonięty 27 maja 2012
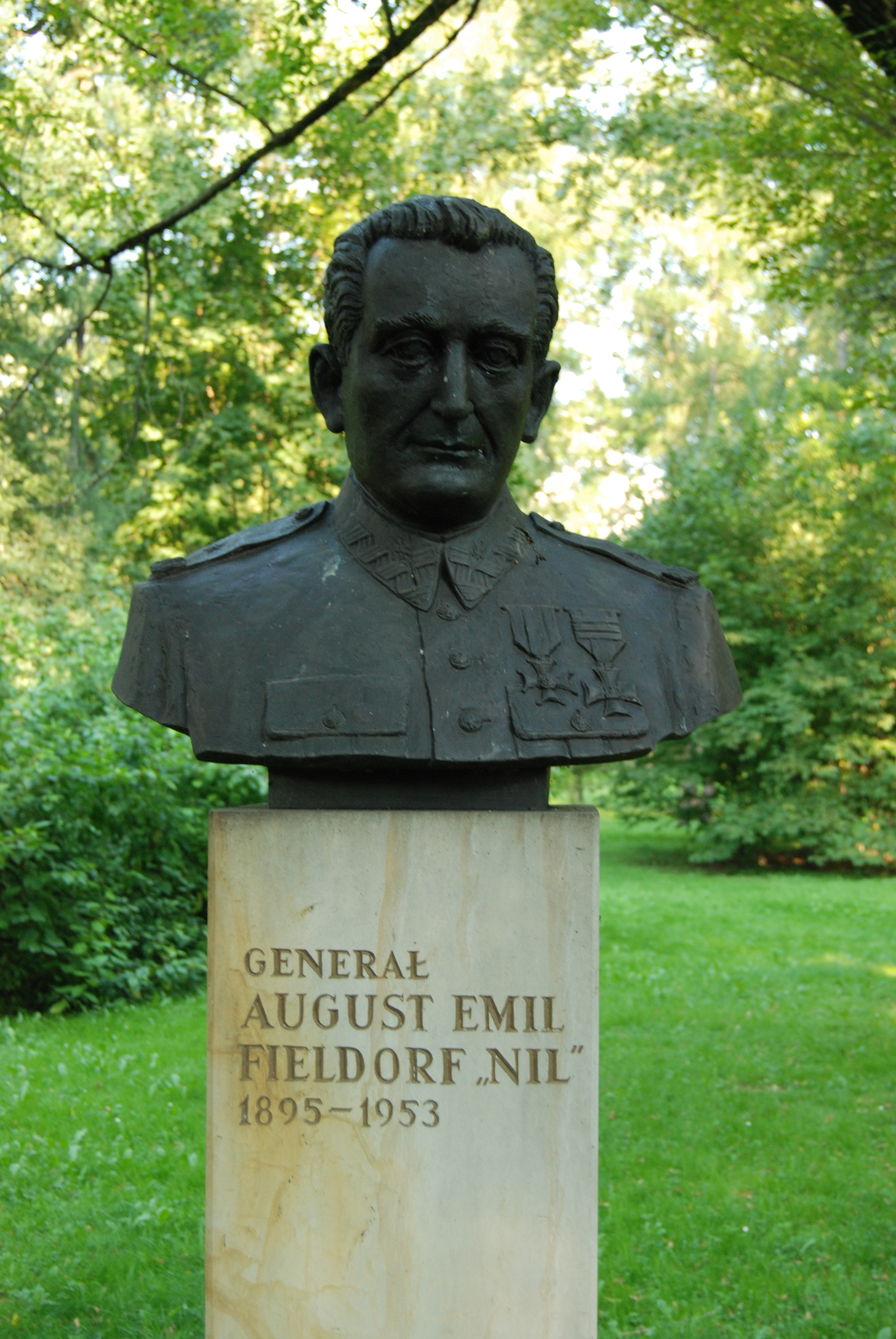
III.6. gen. Augusta Emila Fieldorfa, odsłonięty 11 listopada 2007
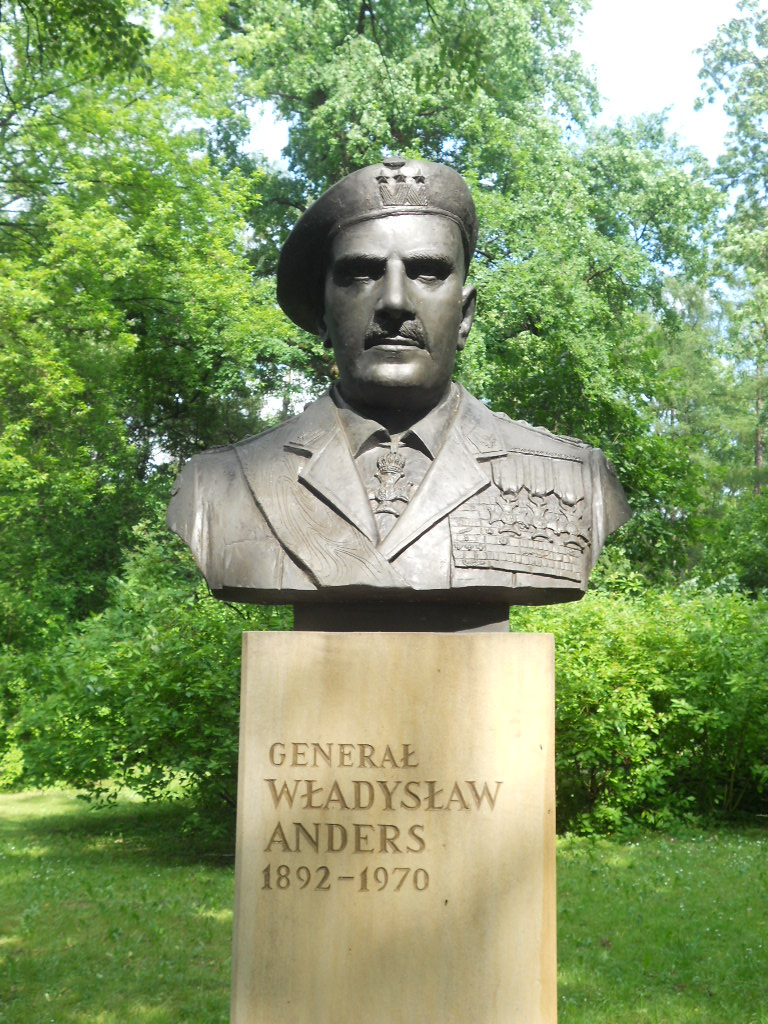
III.7. gen. Władysława Andersa, odsłonięty 18 maja 2007
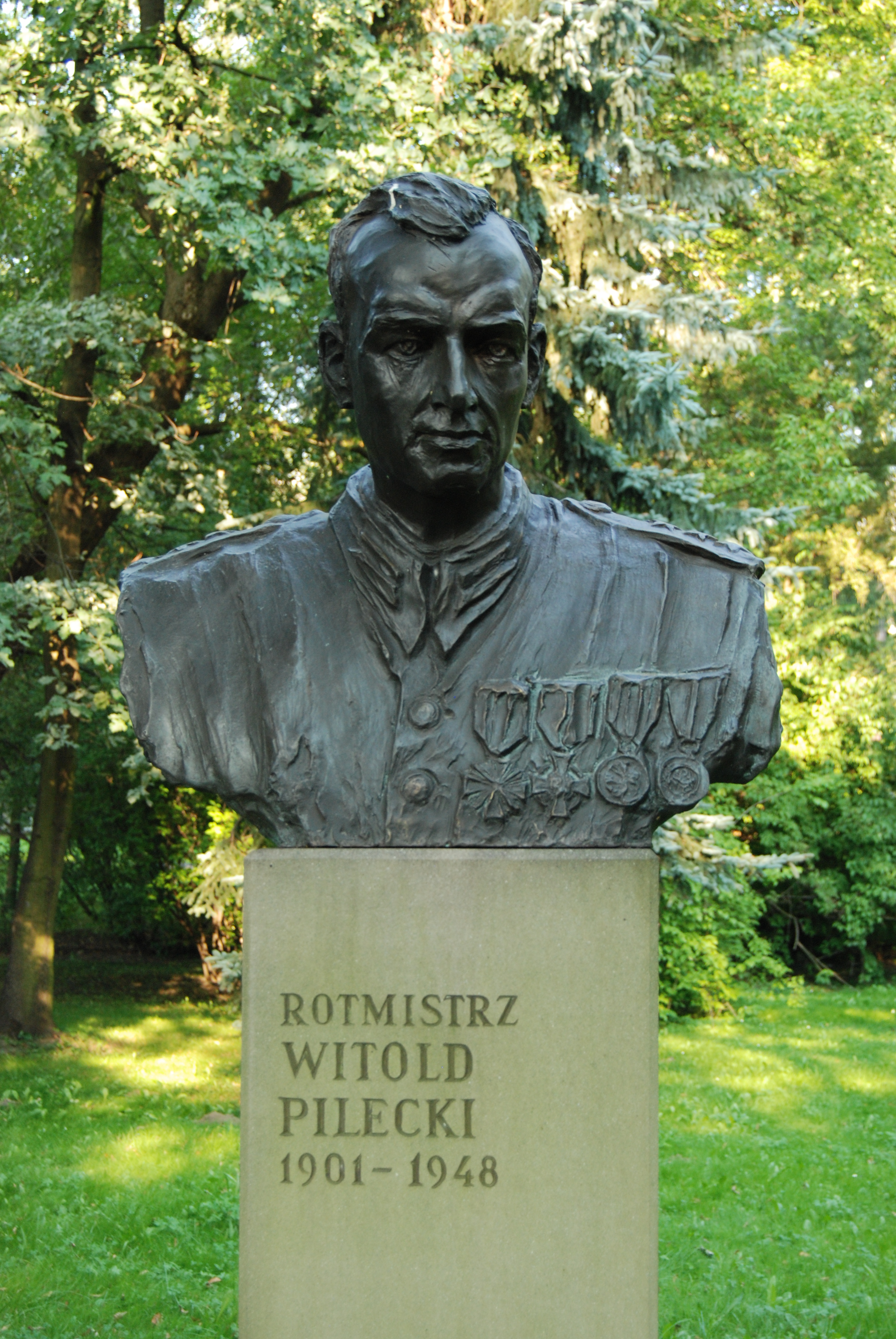
III.8. rotm. Witolda Pileckiego, odsłonięty 25 maja 2008

IV. W alei od strony Błoń (ul. 3 Maja):

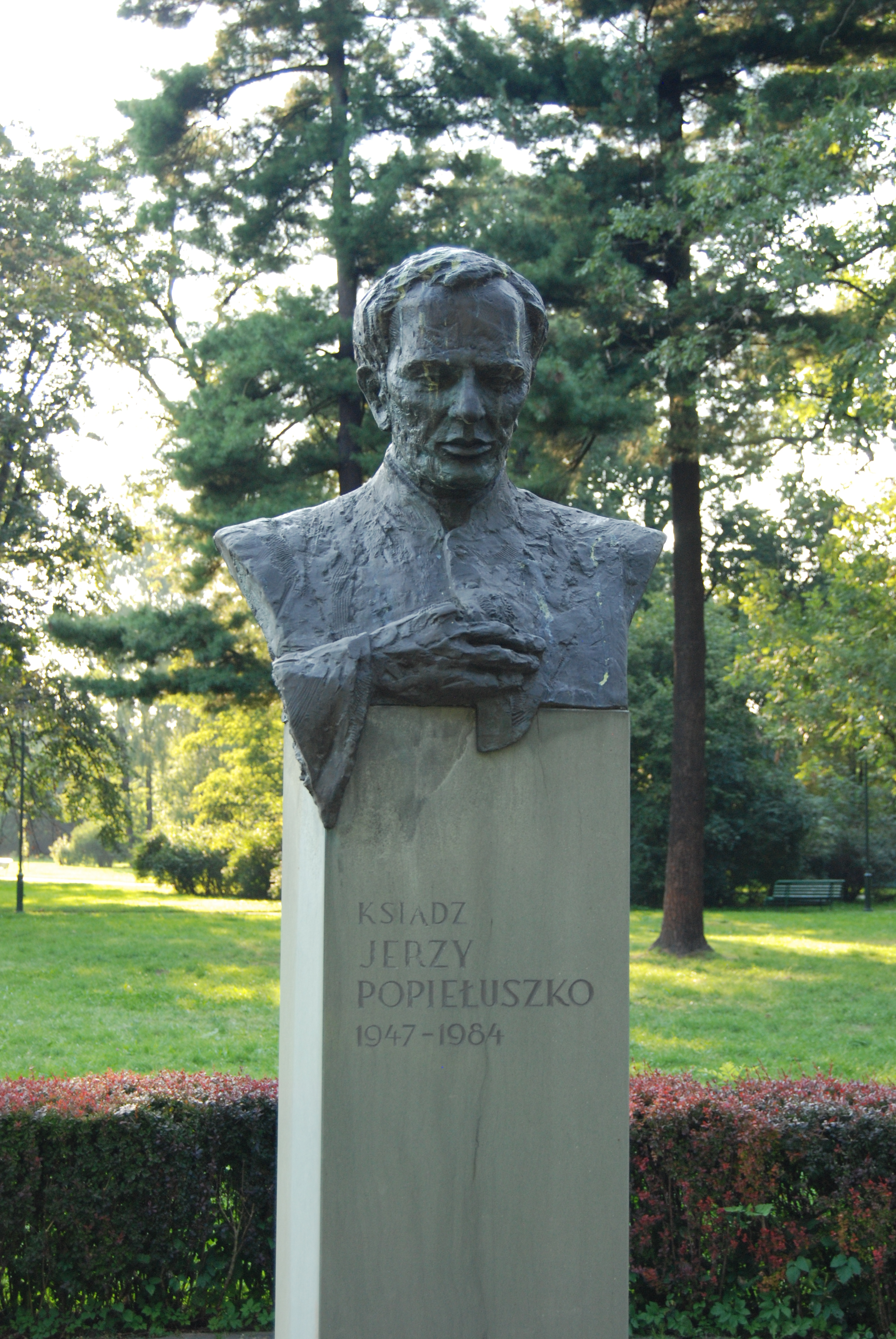
IV.1. ks. Jerzego Popiełuszki, autorstwa Stefana Dousy, odsłonięty 13 grudnia 2000
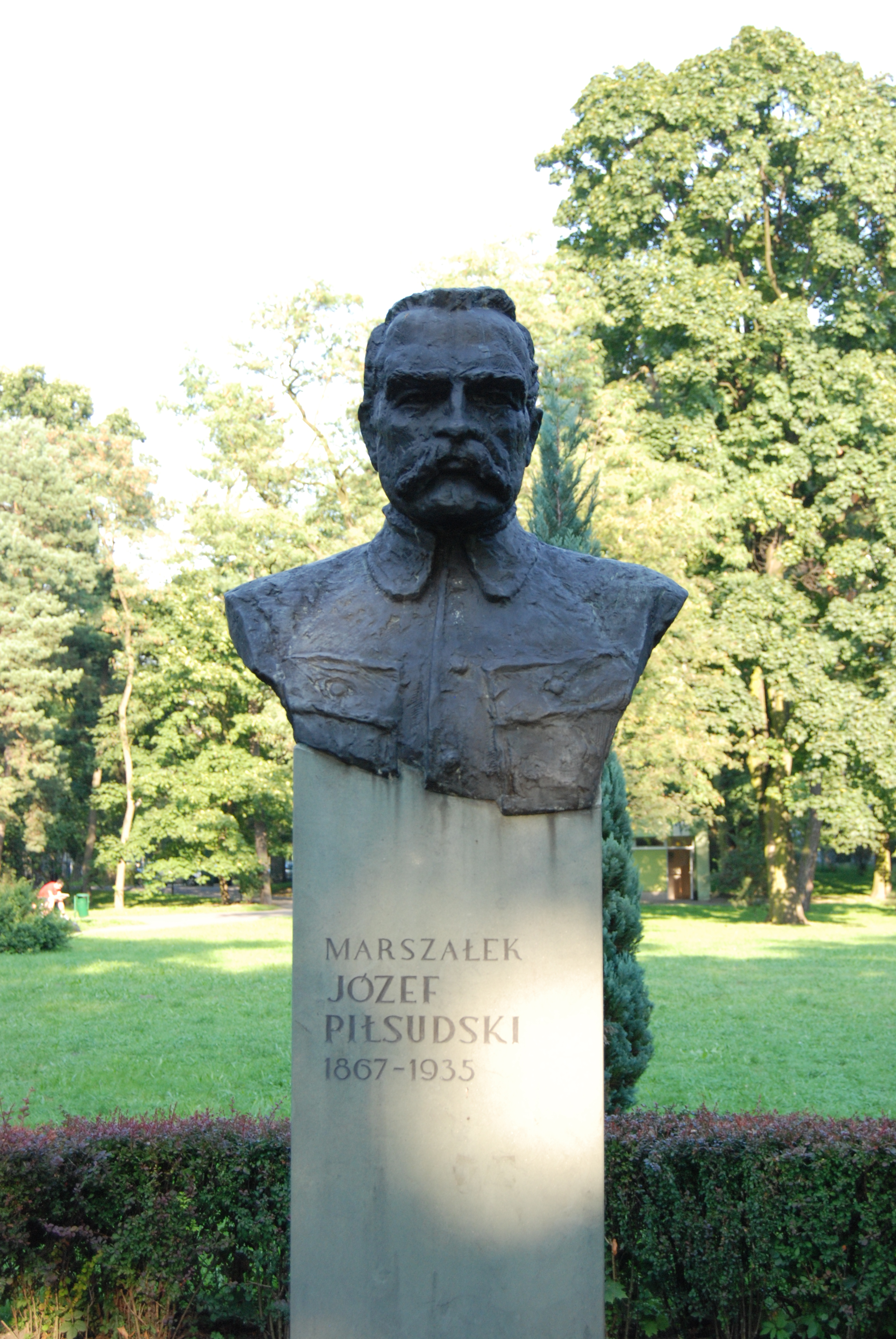
IV.2. marsz. Józefa Piłsudskiego
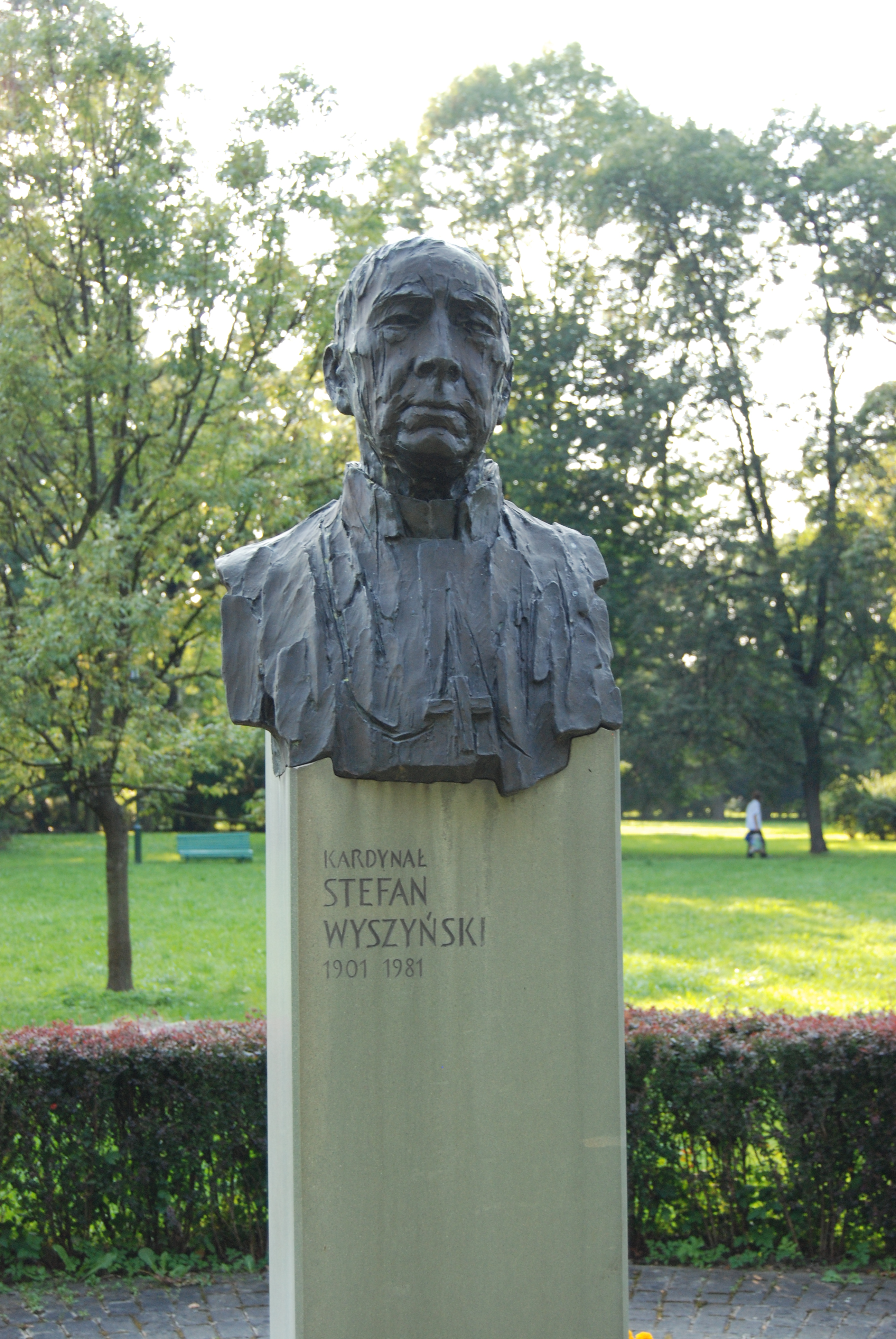
IV.3. kard. Stefana Wyszyńskiego
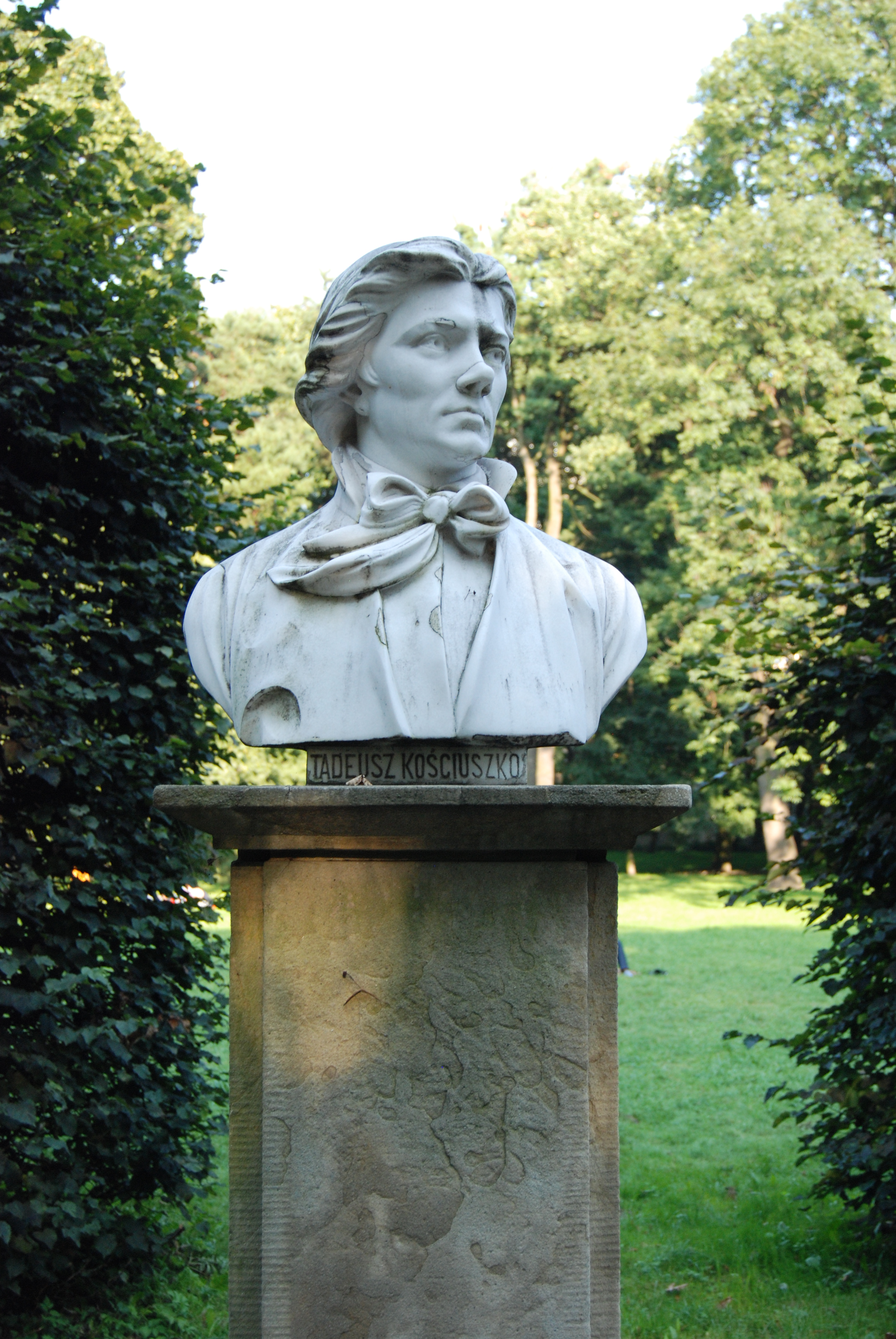
IV.4. gen. Tadeusza Kościuszki
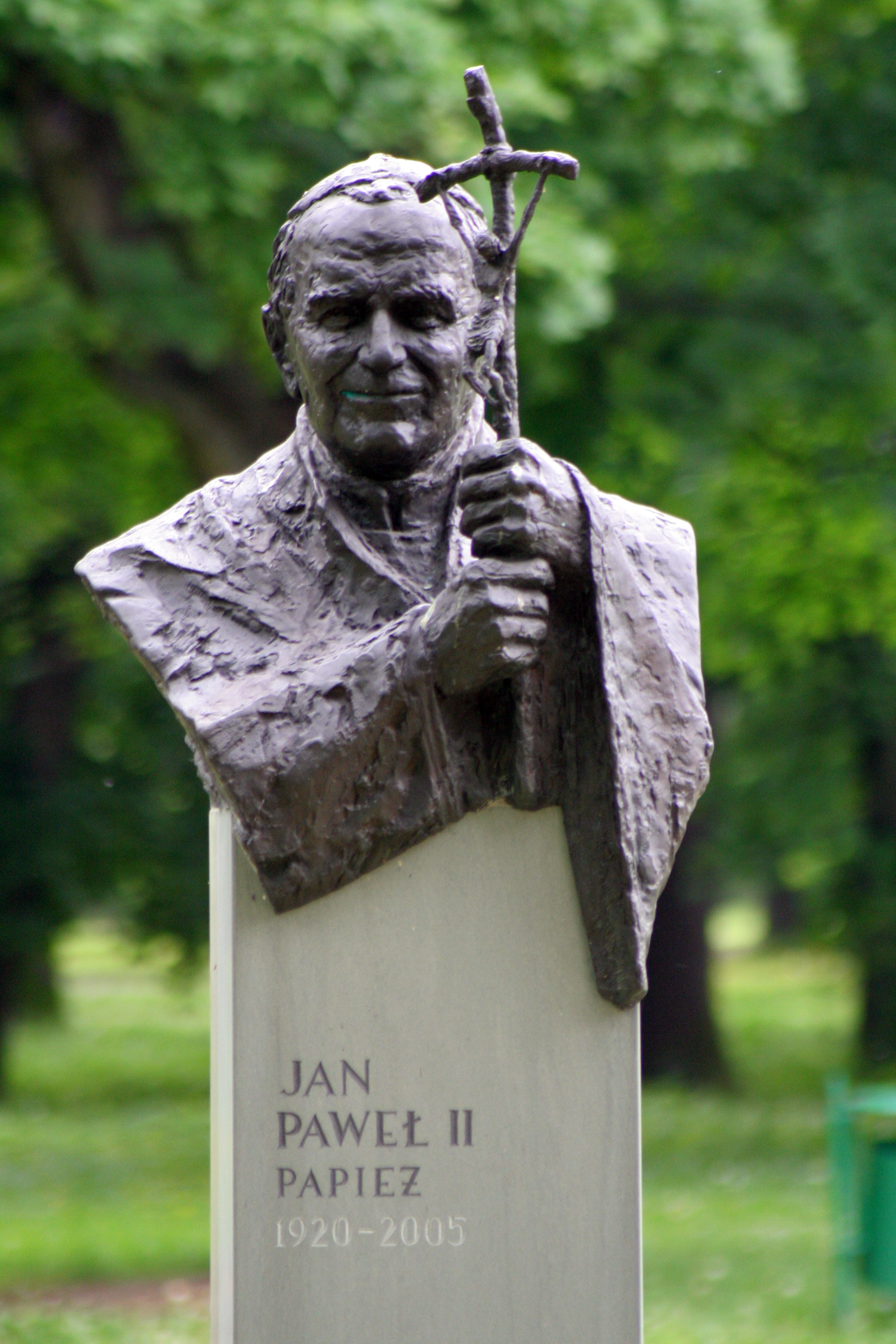
IV.5. Jana Pawła II, autorstwa Stefana Dousy, odsłonięty 11 listopada 2000
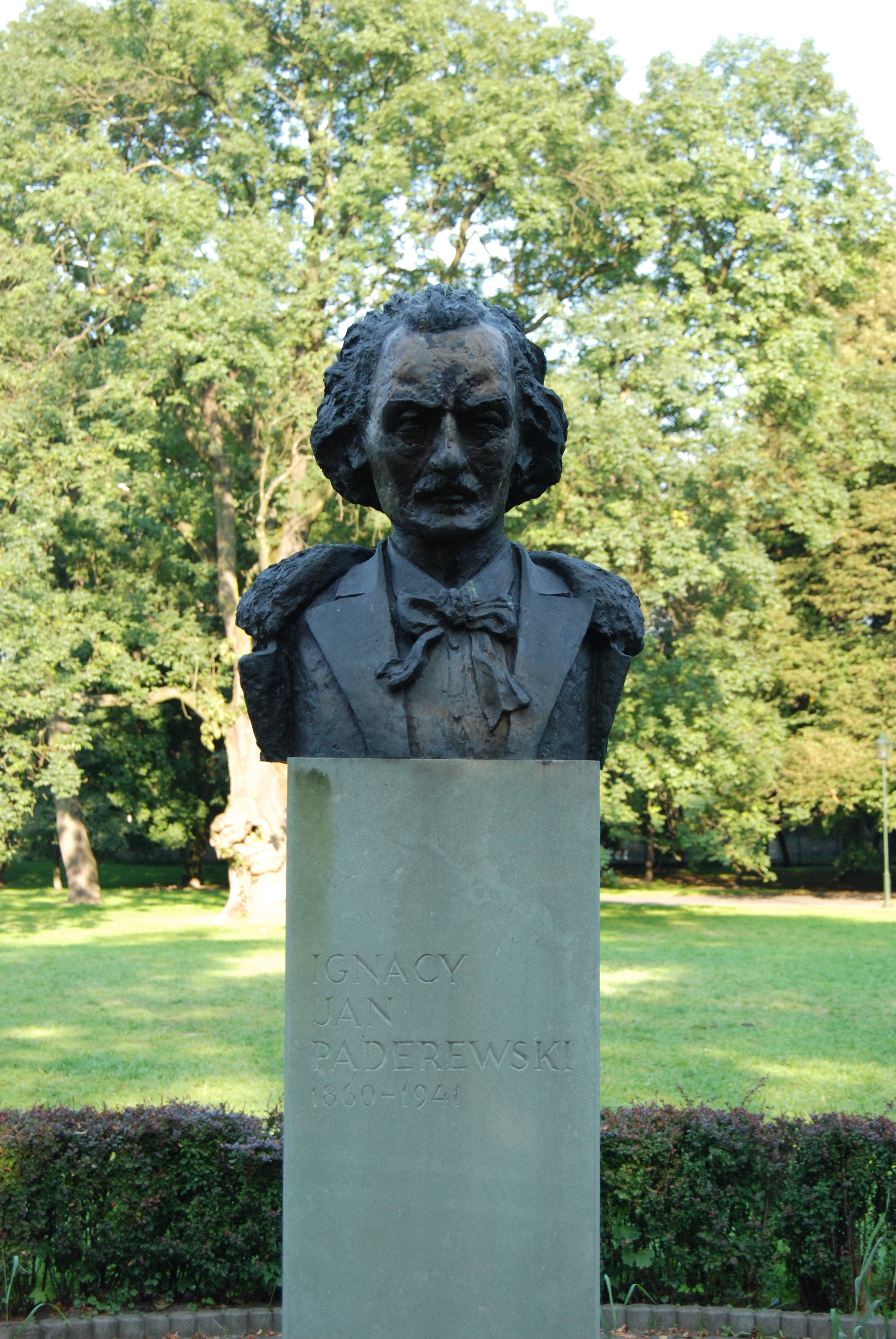
IV.6. Ignacego Paderewskiego, odsłonięty 11 listopada 2003
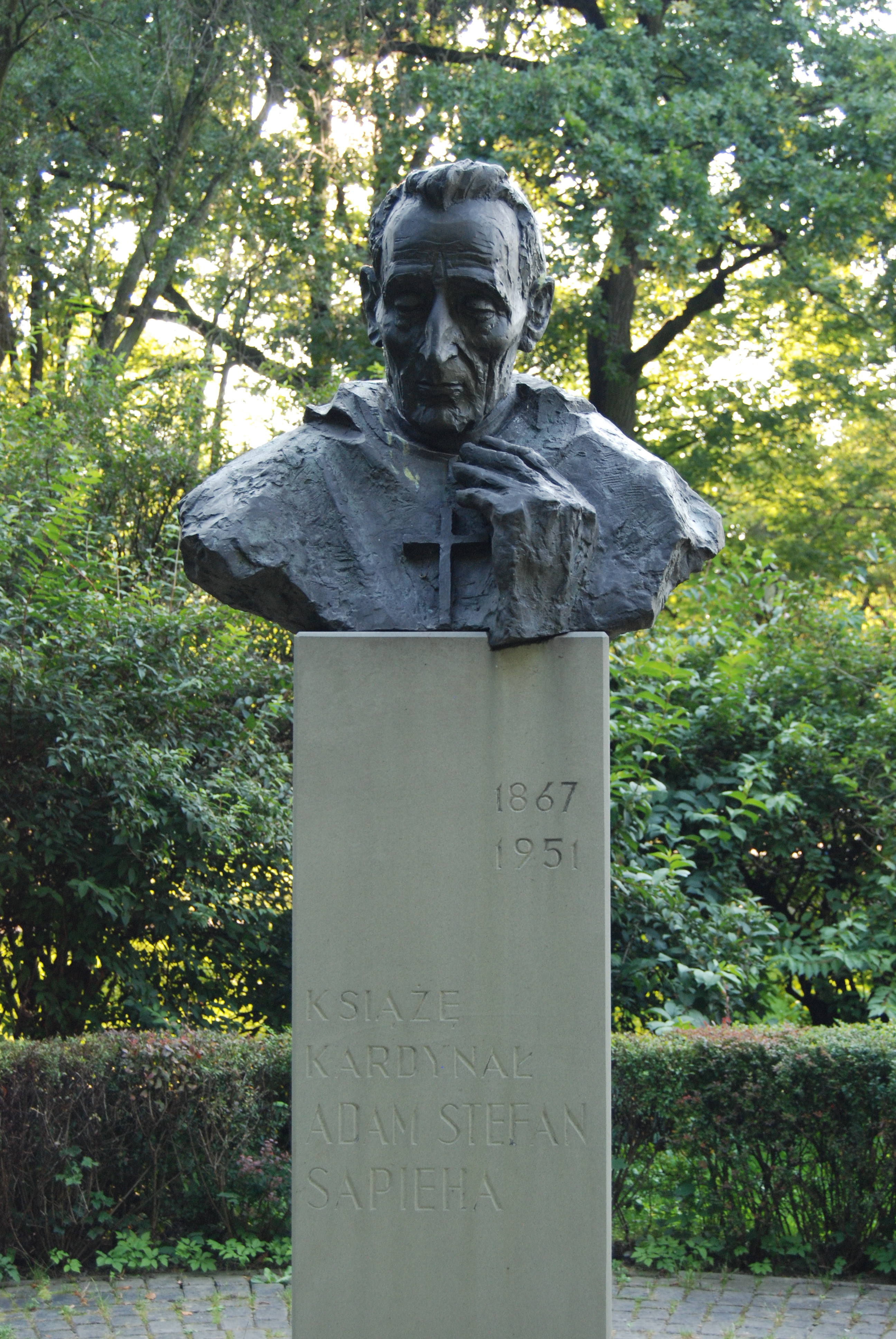
IV.7. kard. Adama Stefana Sapiehy, odsłonięty 23 lipca 2001
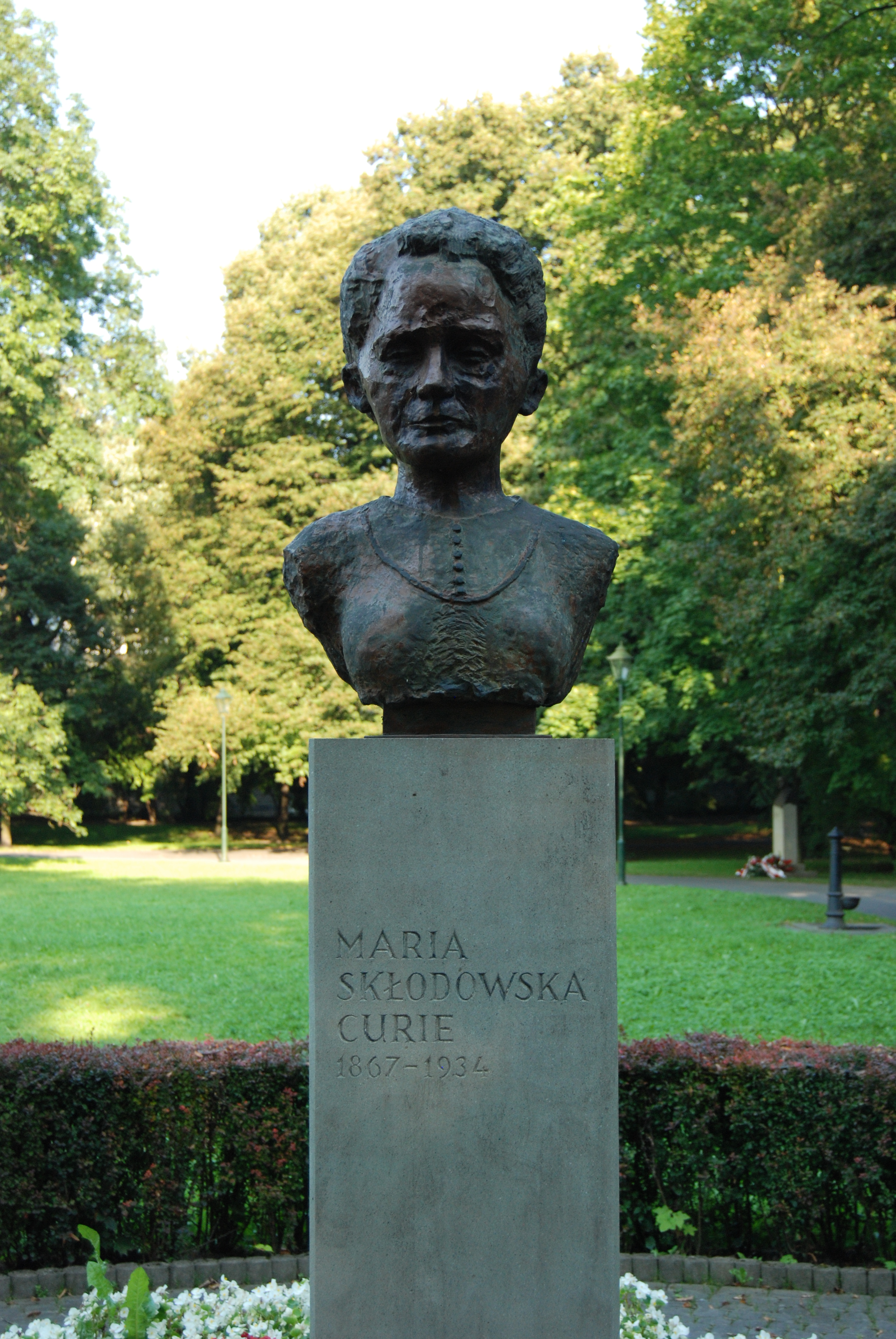
IV.8. Marii Skłodowskiej-Curie

V. W alei będącej odgałęzieniem alei IV w kierunku wyjścia na tyły alei Mickiewicza, docelowo rząd pomników połączy się z rzędem stojącym przy Alei I:

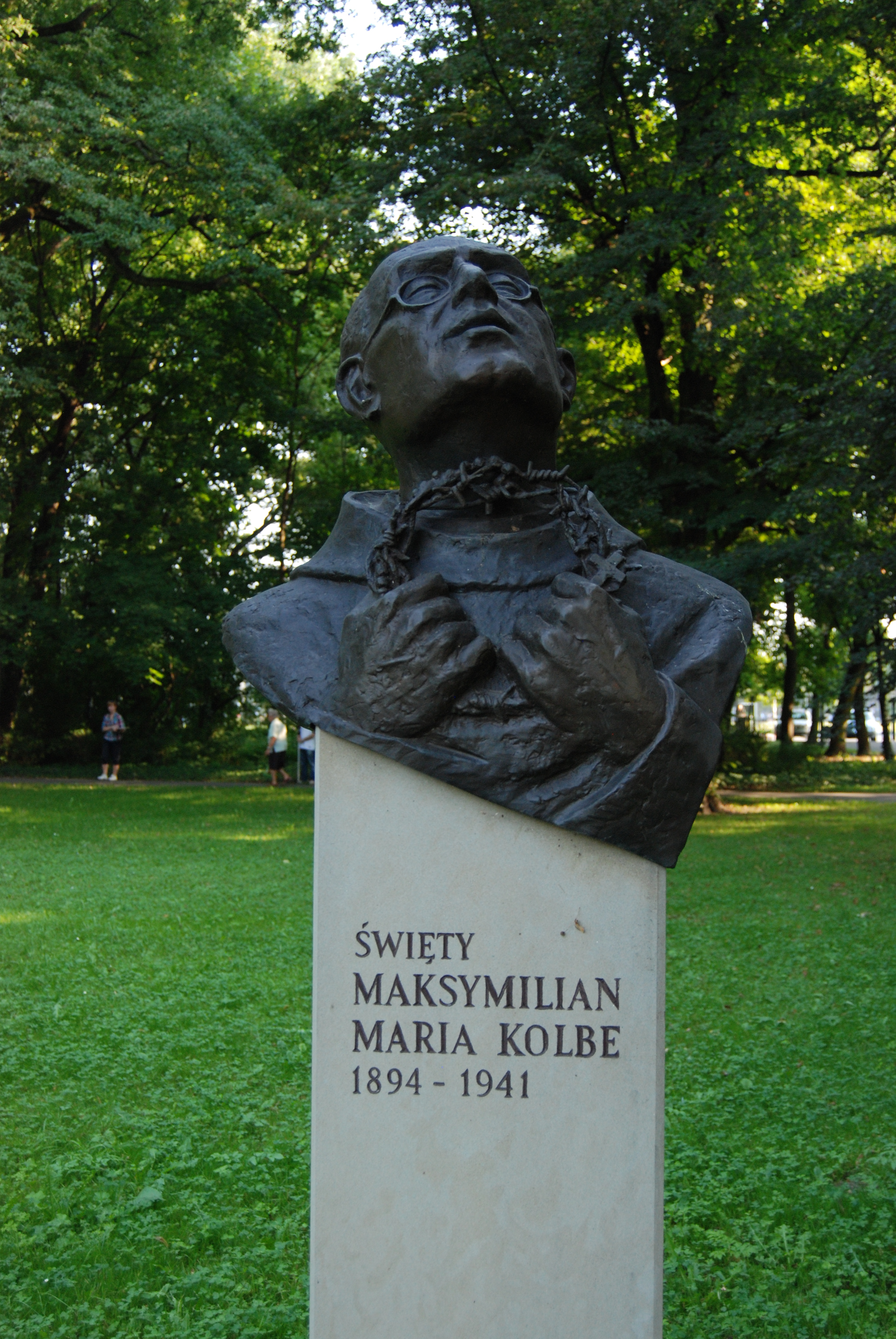
V.1. św. Maksymiliana Marii Kolbego, odsłonięty 30 sierpnia 2009
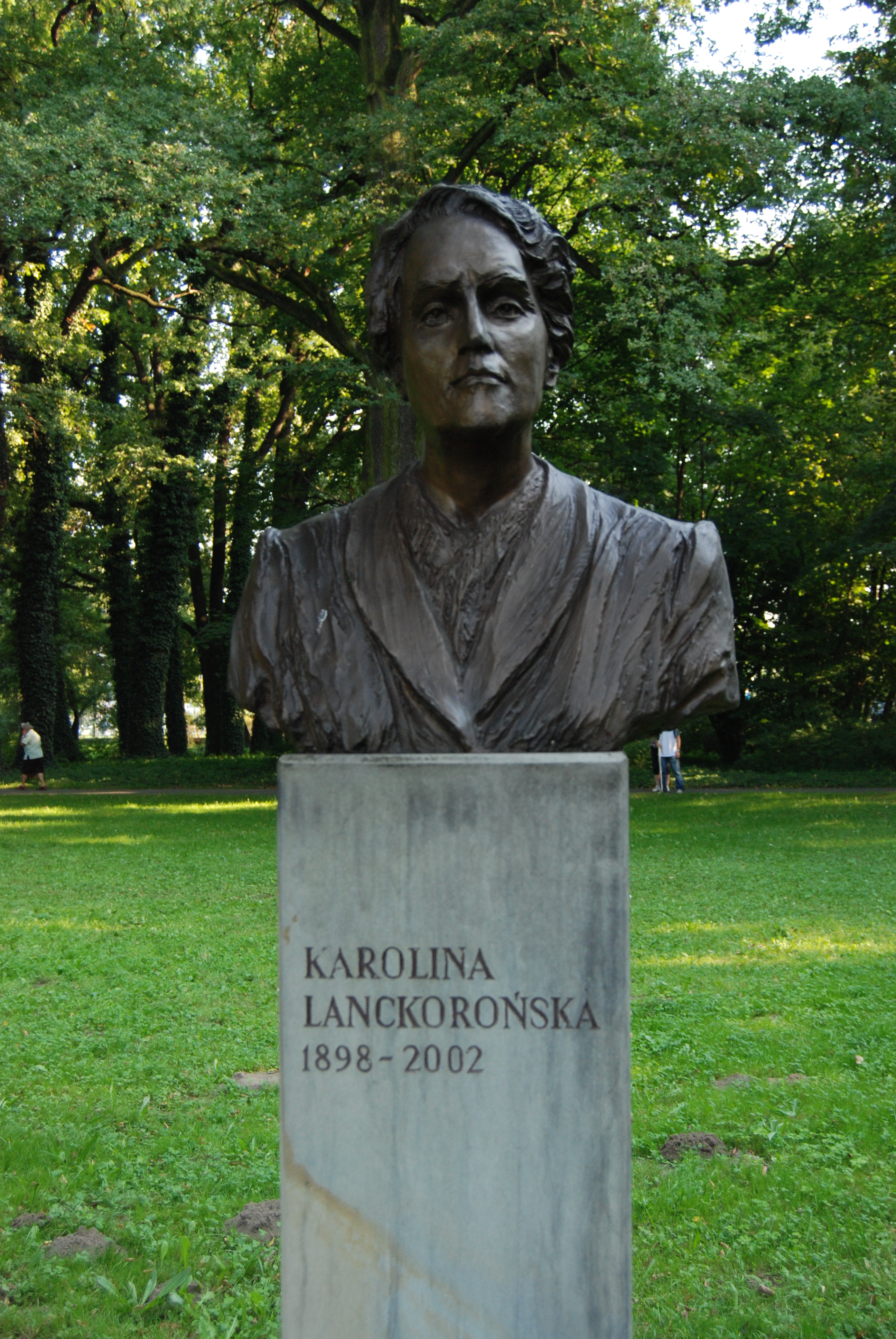
V.2. Karoliny Lanckorońskiej, odsłonięty 2 maja 2010
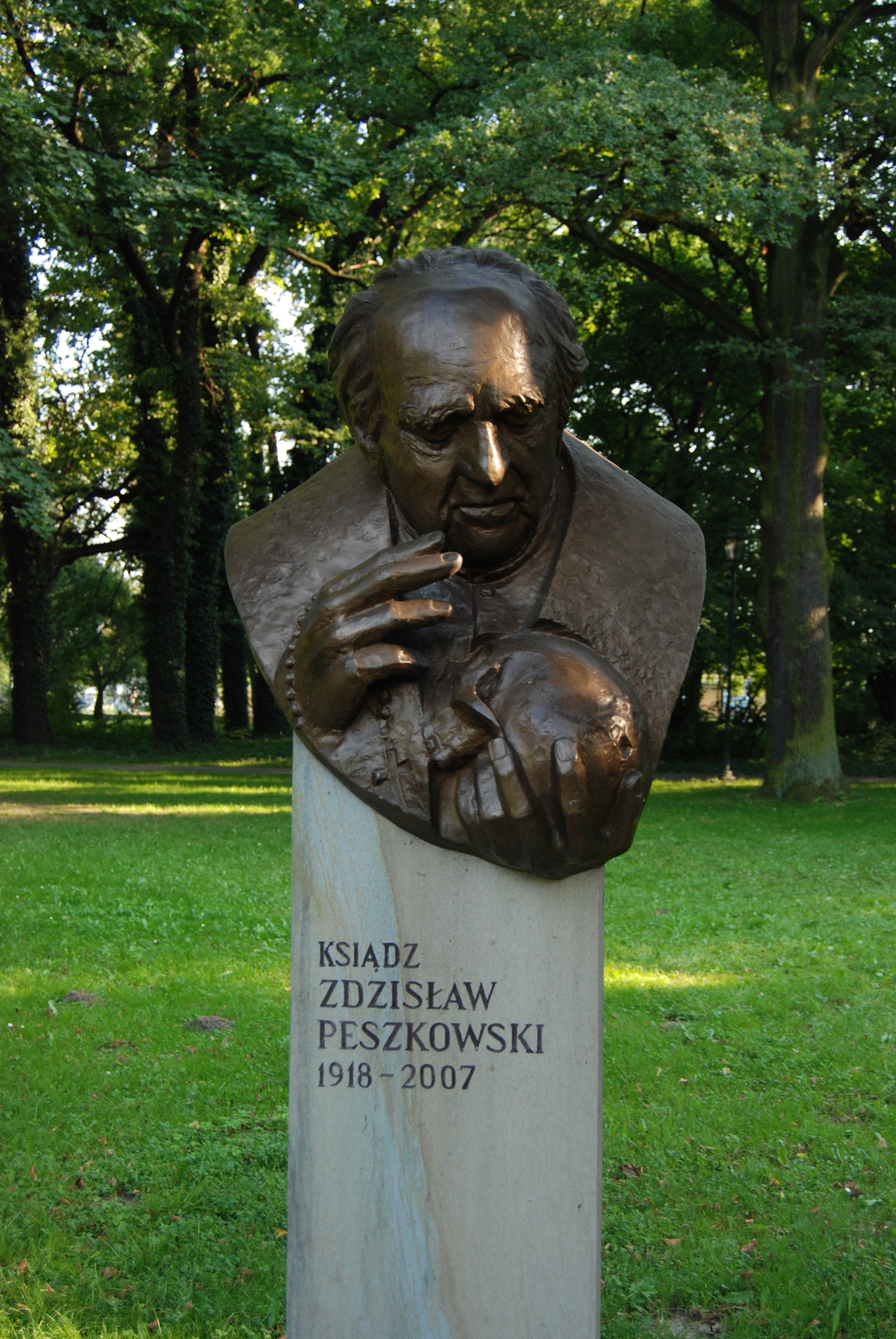
V.3. ks. Zdzisława Peszkowskiego, odsłonięty 17 września 2010
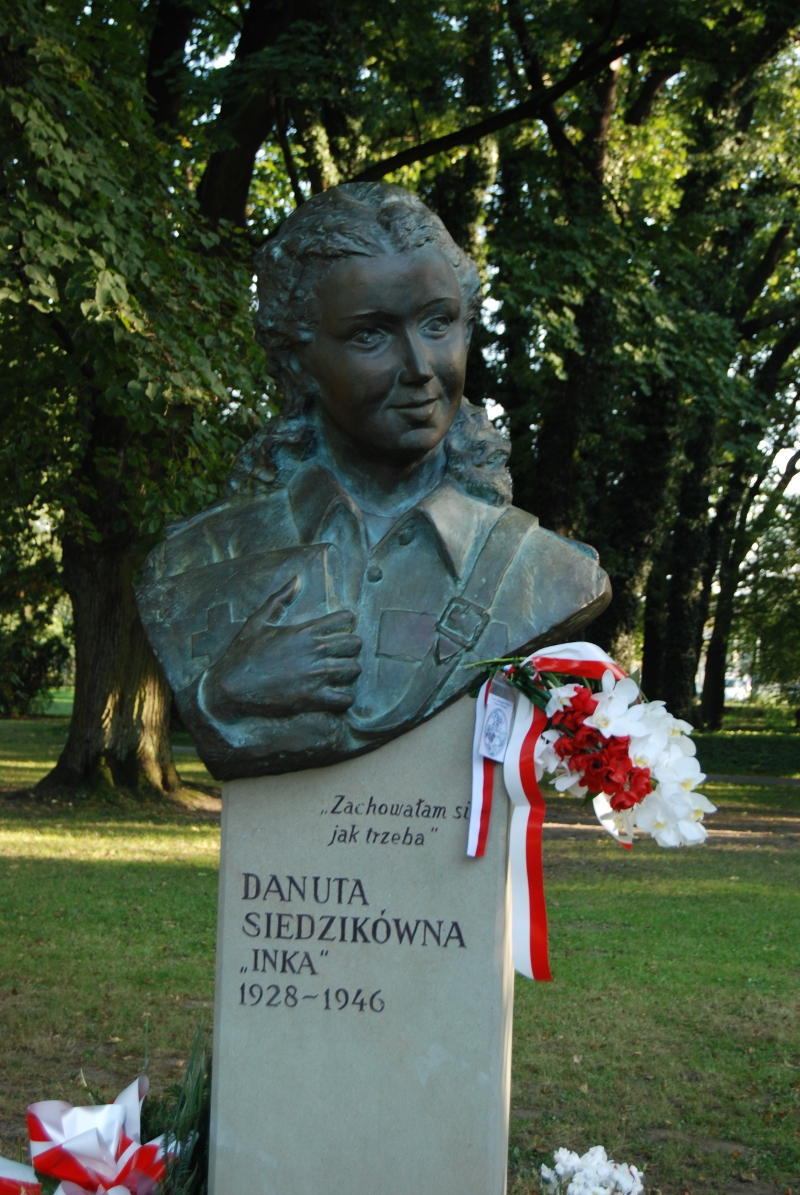
V.4. Danuty Siedzikówny „Inki”, odsłonięty 16 września 2012
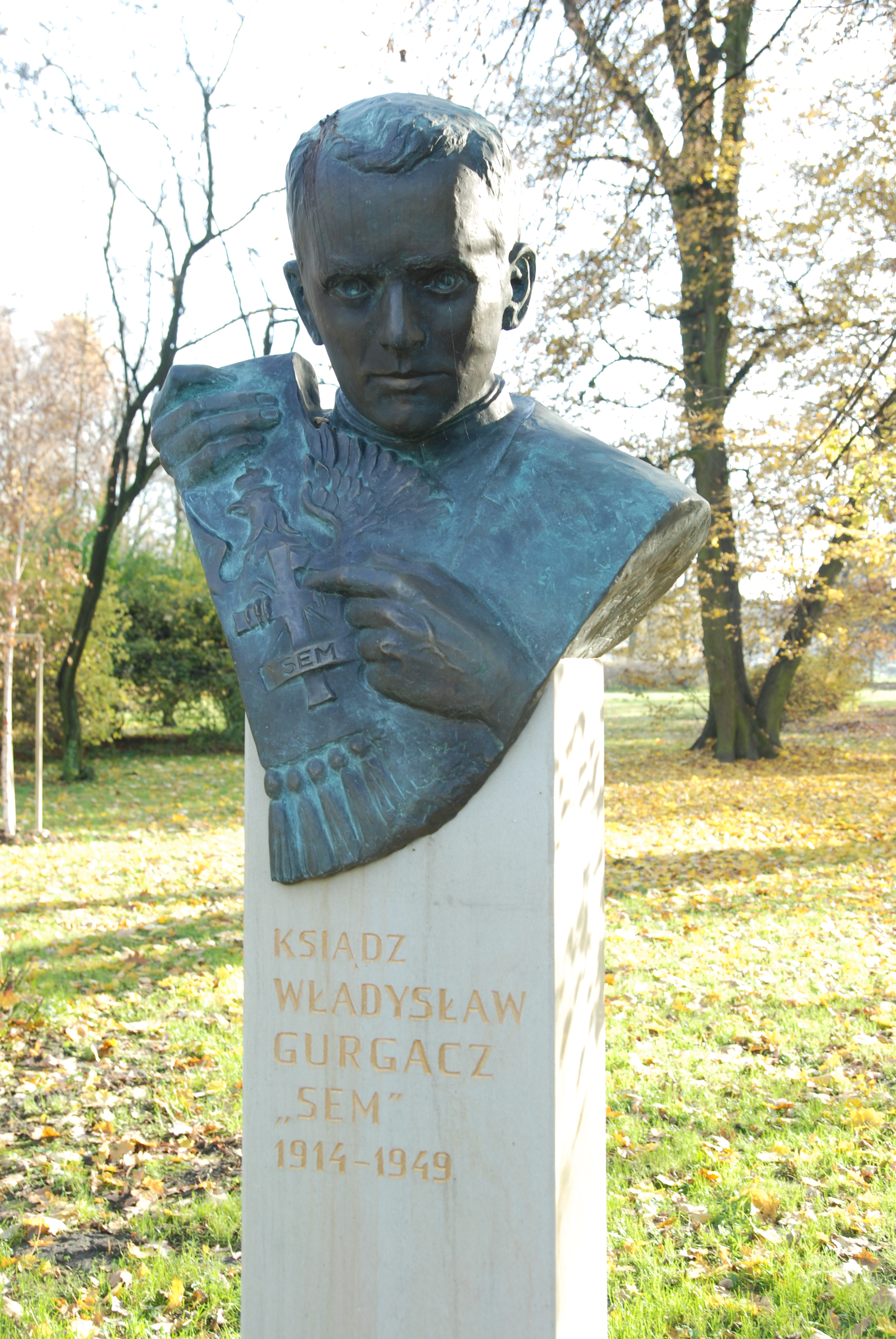
V.5. ks. Władysława Gurgacza, odsłonięty 14 września 2014
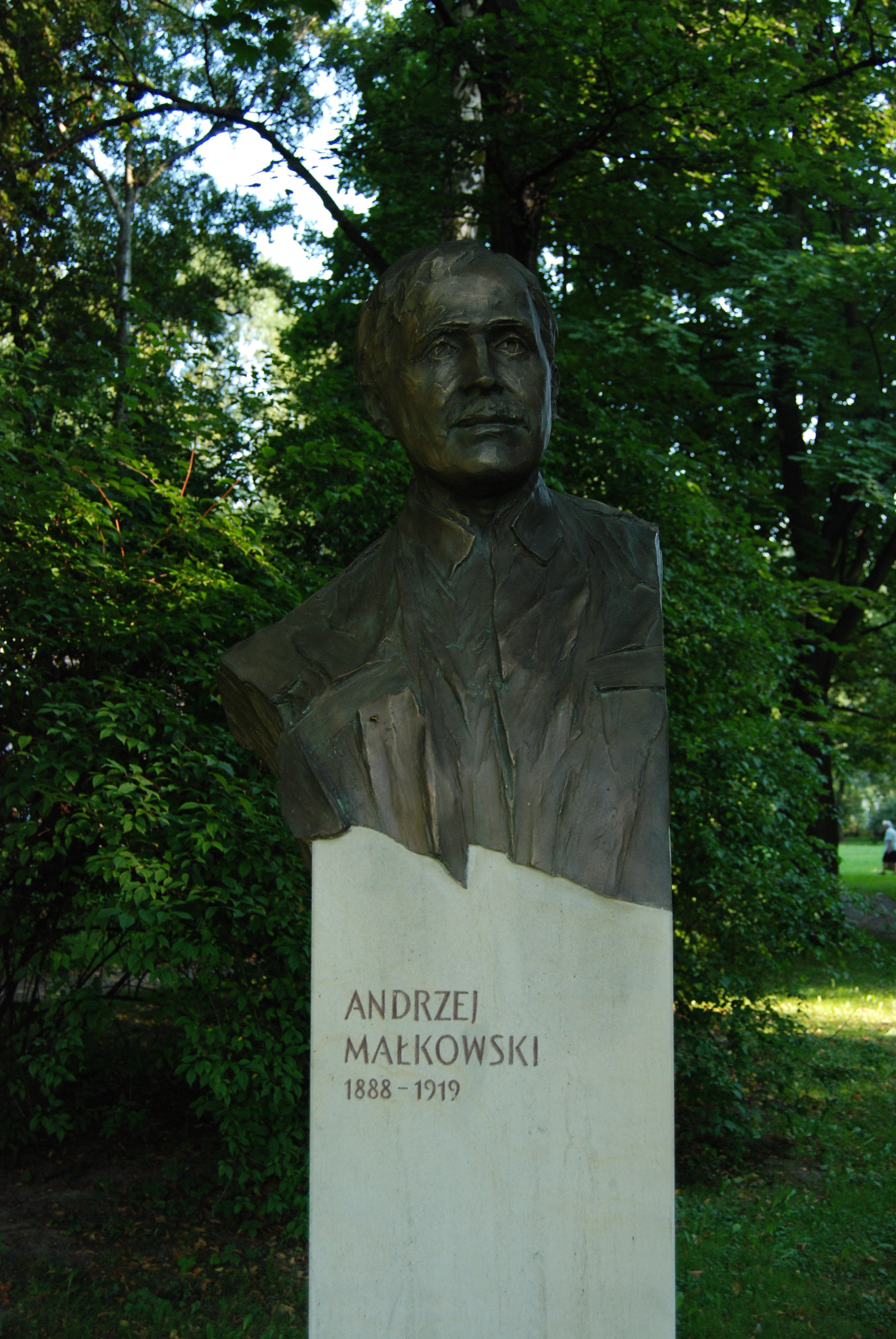
V.6. Andrzeja Małkowskiego, odsłonięty 27 sierpnia 2011
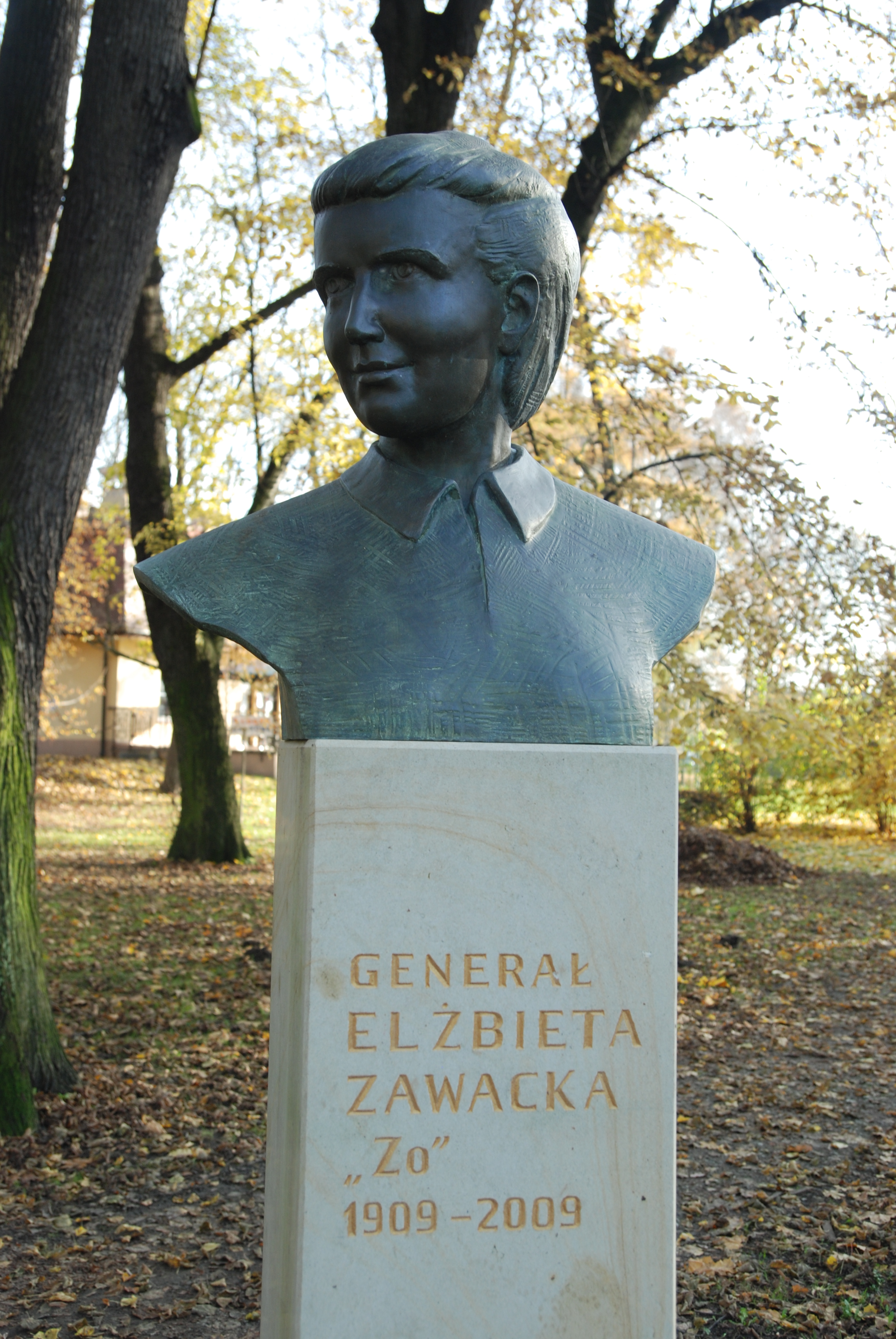
V.7. gen. Elżbiety Zawackiej, odsłonięty 31 sierpnia 2014
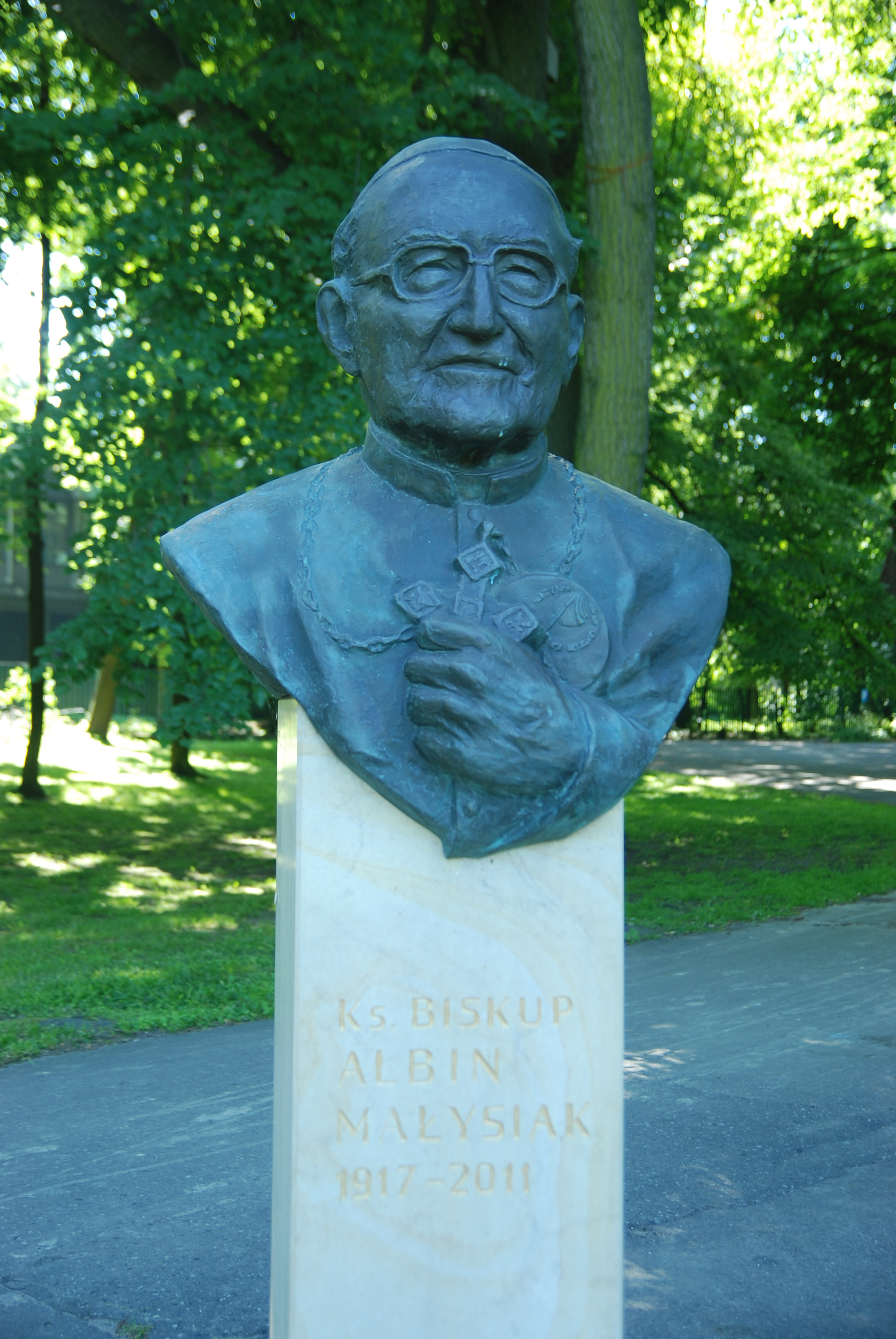
V.8. bpa Albina Małysiaka, odsłonięty 17 maja 2015
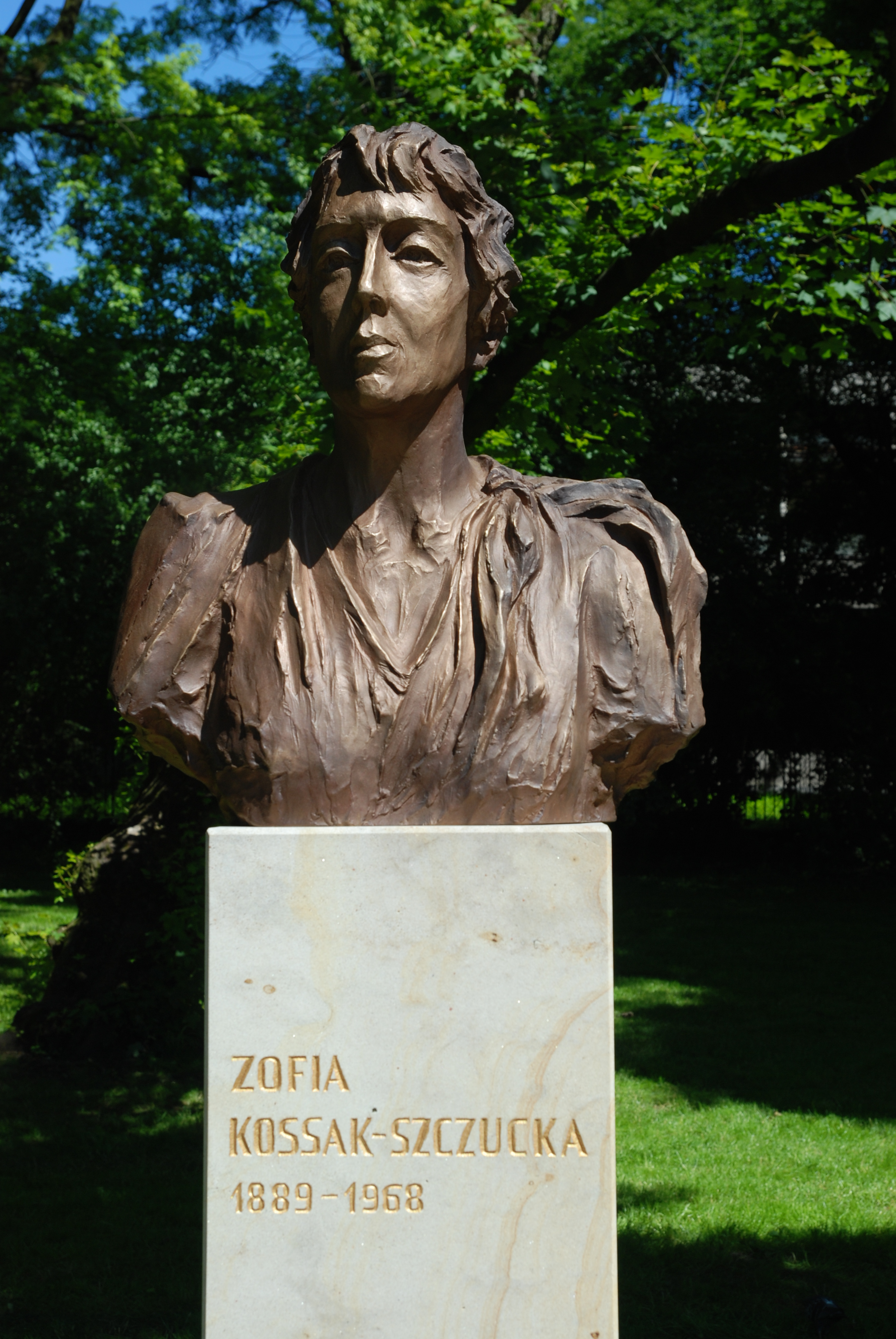
V.9. Zofii Kossak-Szczuckiej, odsłonięty 8 czerwca 2016
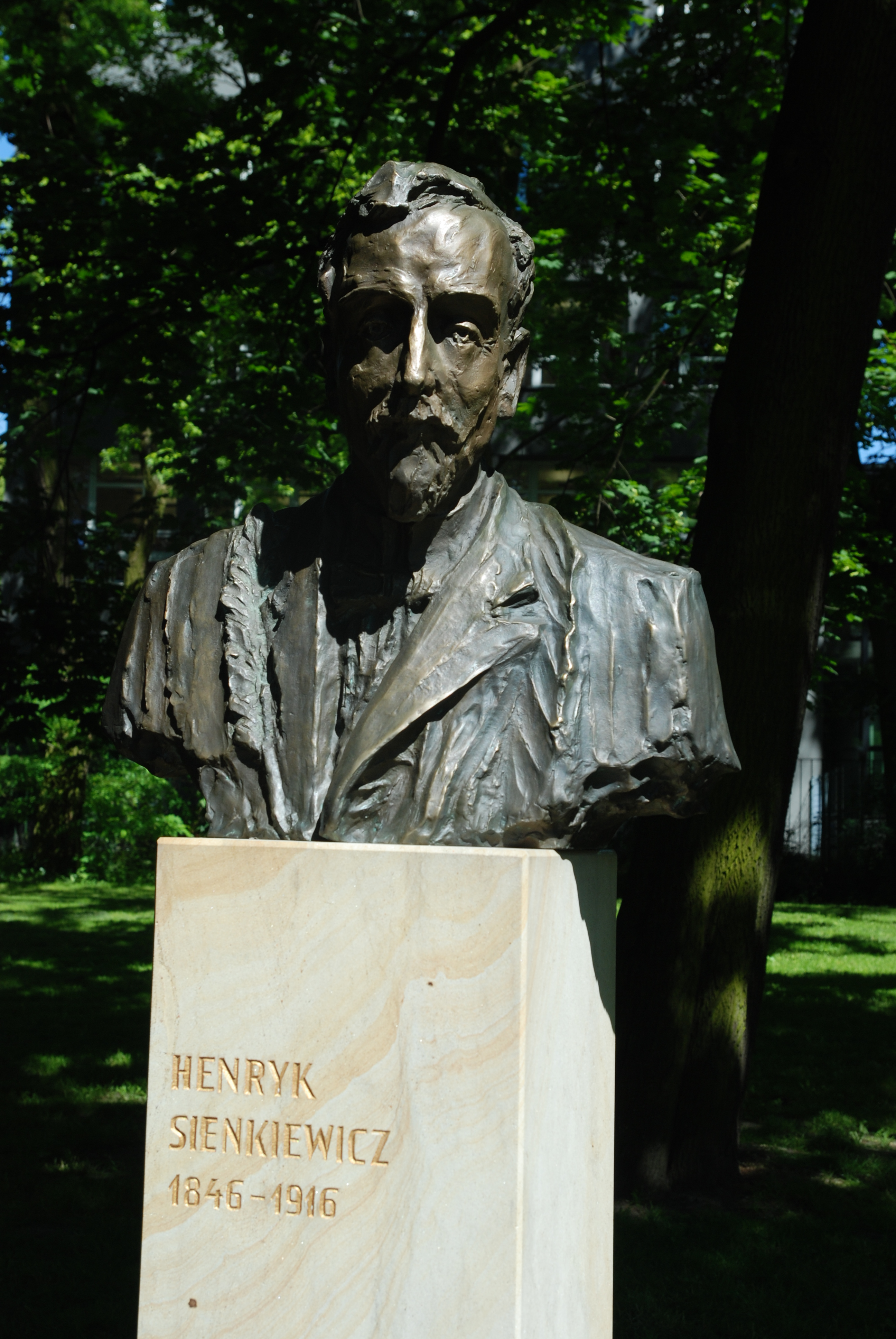
V.10. Henryka Sienkiewicza, odsłonięty 8 czerwca 2016
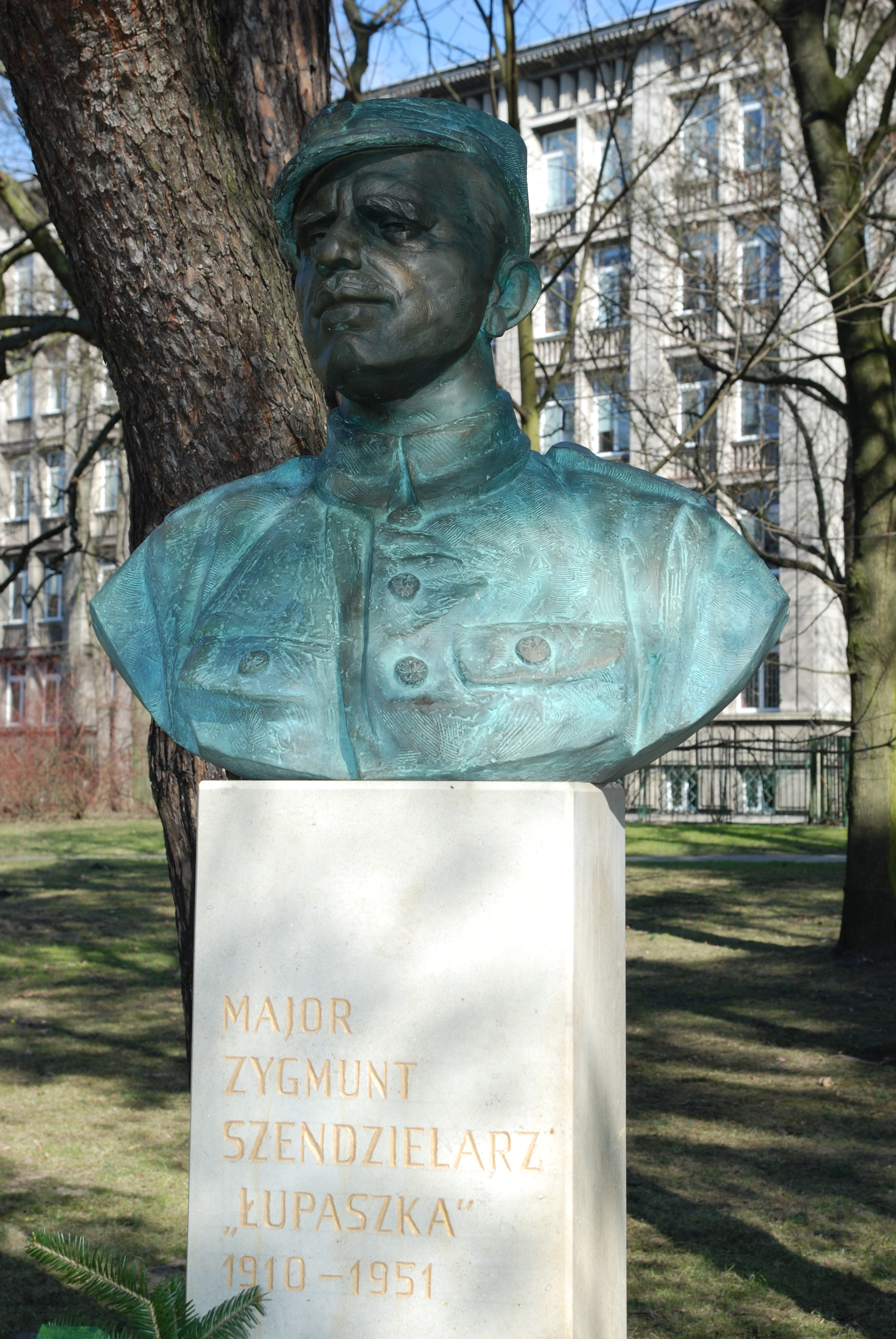
V.11. mjr. Zygmunta Szendzielarza „Łupaszki”, odsłonięty 1 marca 2015
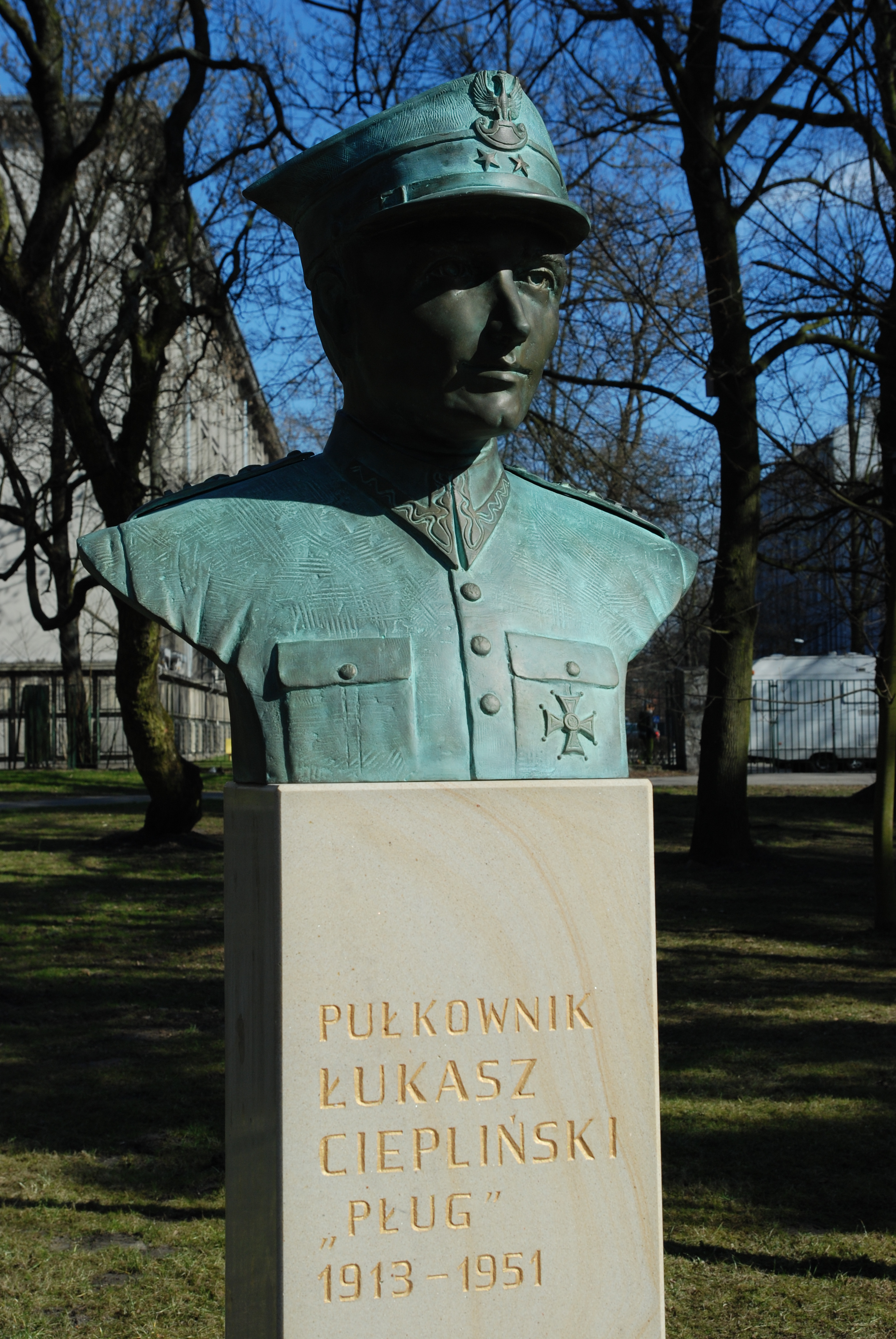
V.12. ppłk. Łukasza Cieplińskiego „Pługa”, odsłonięty 1 marca 2015
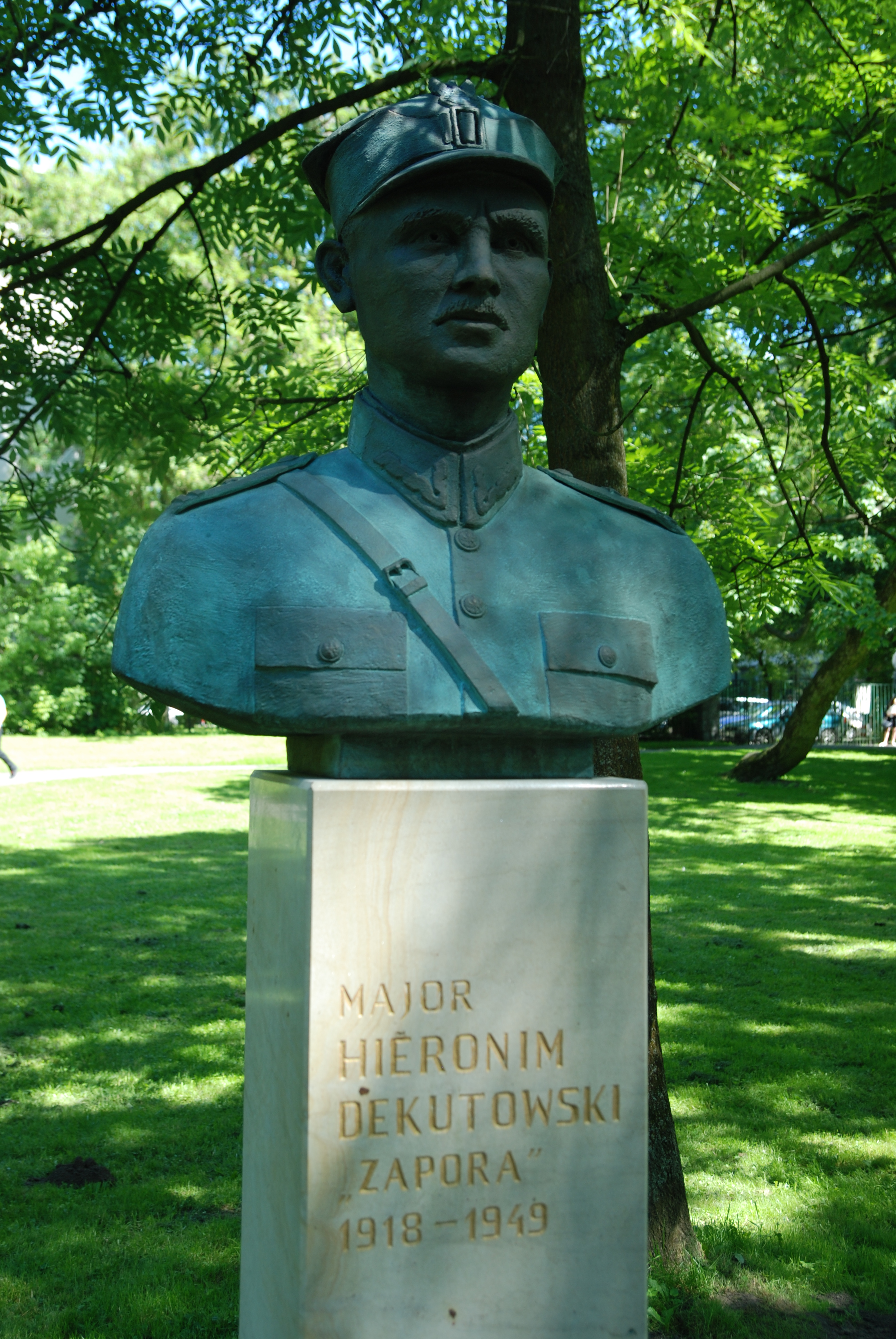
V.13. mjr. Hieronima Dekutowskiego „Zapory”, odsłonięty 28 lutego 2016
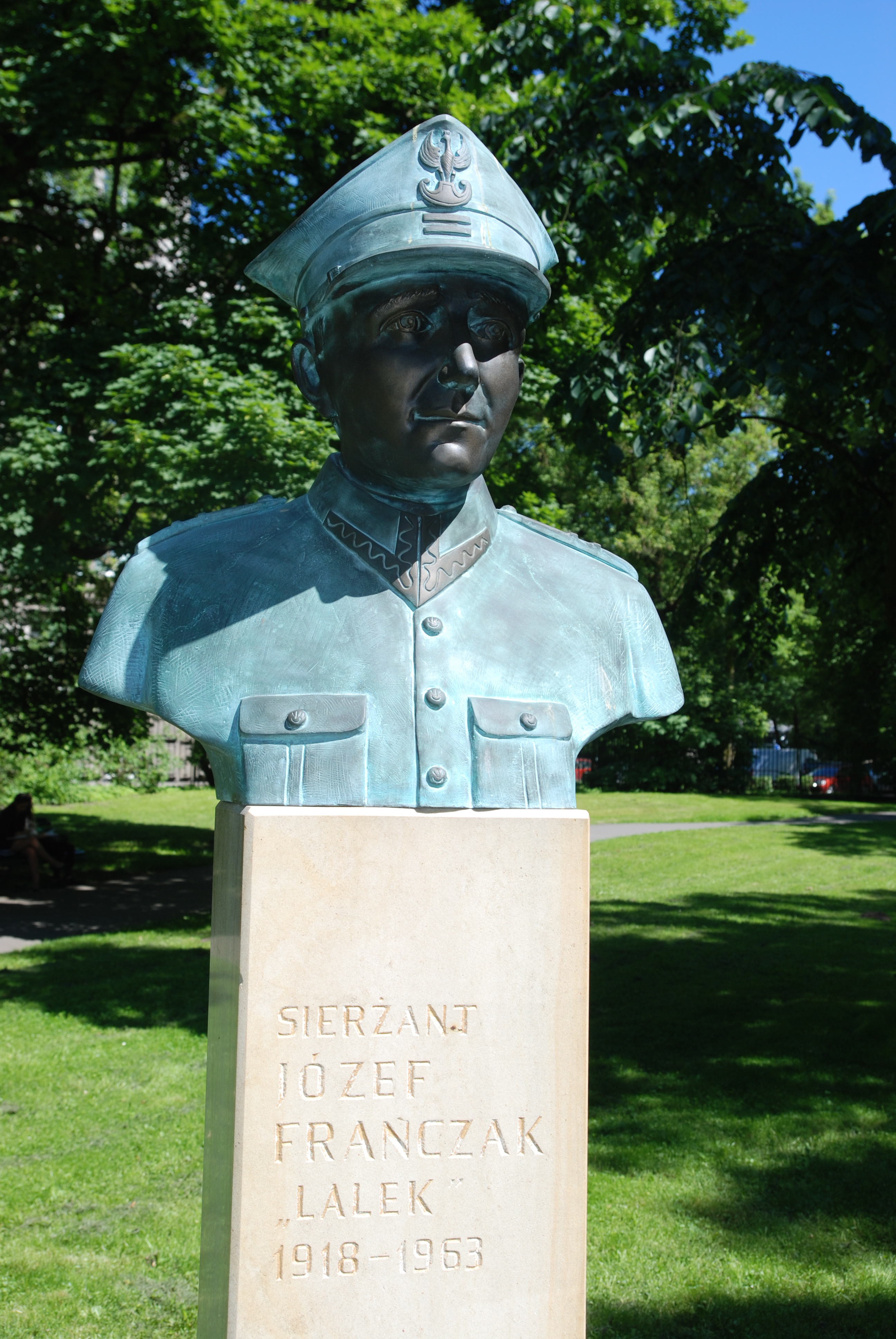
V.14. sierż. Józefa Franczaka „Lalka”, odsłonięty 28 lutego 2016

VI. Niedźwiedź Wojtek.
Z tyłu parku, na terenie bliskim ul. Akademickiej 18 maja 2014, w 70. rocznicę bitwy o Monte Cassino odsłonięto naturalnej wielkości (2,3 m) pomnik Niedźwiedzia Wojtka projektu Wojciecha Batki, absolwenta ASP w Krakowie. Poza samym pomnikiem umieszczono obok kamienie opisujące główne punkty szlaku bojowego 2 Korpusu Polskiego.

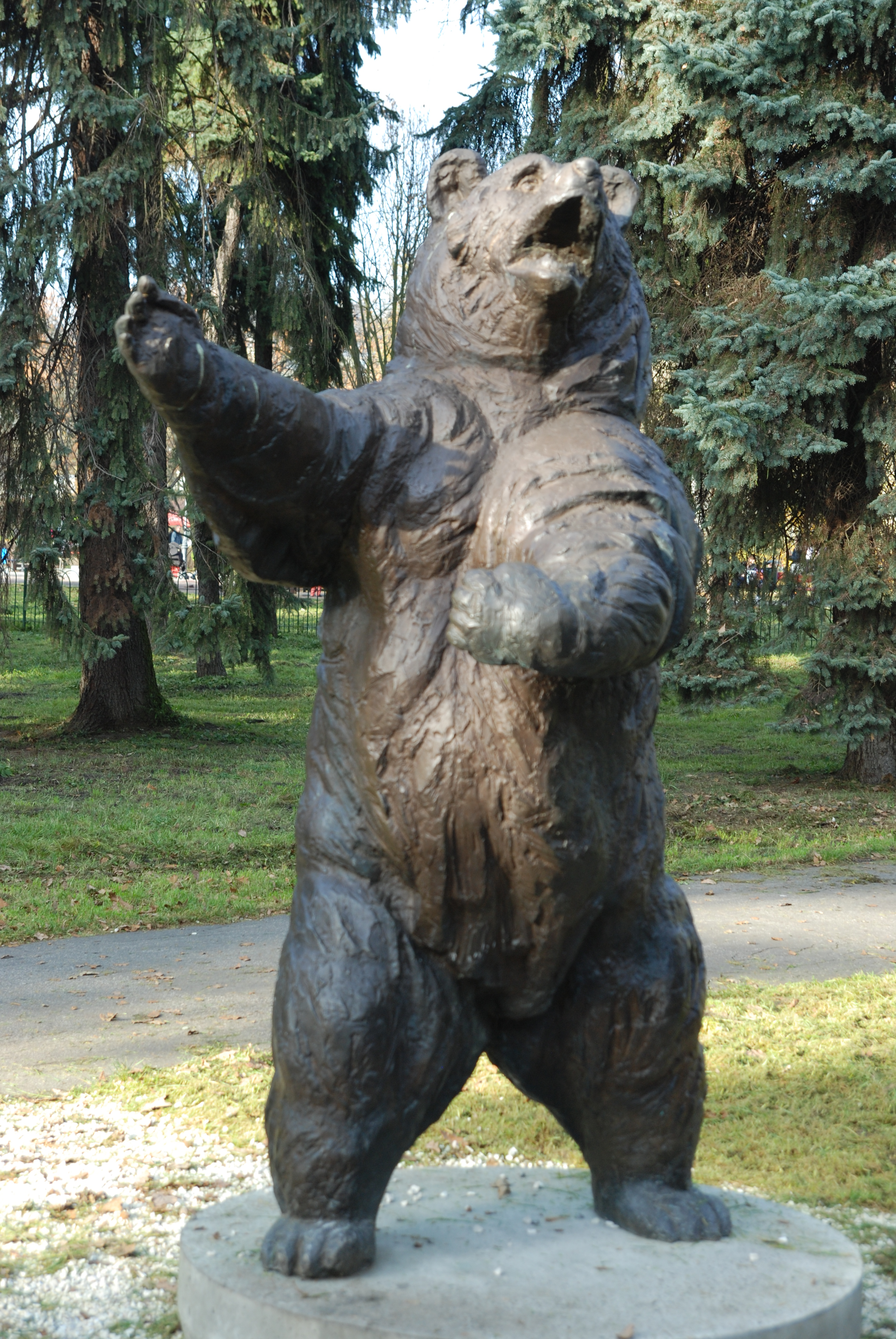
Niedźwiedź Wojtek

Popiersia w alejach I i II są pomnikami z czasów jordanowskich, natomiast popiersia z alej III – V są sukcesywnie tworzone od końca lat 90. XX w. w ramach projektu „słynni Polacy XX wieku”. Wyjątkiem jest popiersie IV.4 Tadeusza Kościuszki, które, mimo że stoi pośród nowych pomników, należy do starego kompletu.